# Grand Palais des Champs-Élysées
A Grand Palais des Champs-Élysées, melyet  röviden Grand Palais néven szoktak emlegetni, az 1900-ban Párizsban rendezett világkiállítás alkalmából épült kiállítóhely. A hatalmas üveggel fedett kiállítótér és múzeumkomplexum egyúttal történelmi emlékhely is. Mivel a korábban itt álló Palais de l'Industrie kisebb mérete és leromlott állapota miatt már nem felelt meg a tervezett 1900-as világkiállítás igényeinek, a Grand Palais az annak lebontásával felszabadult területen épült Párizs 8. kerületében, a Champs-Élysées mentén elhelyezkedő parkban. A vele szemben található Petit Palais-val és a Szajnát átszelő Alexander híddal a Belle Epoque történelmi jelentőségű építészeti együttesét alkotja.
Az épület a villanyvilágítás előtti korszak egyik utolsó mérföldköve. Az 1851-ben Joseph Paxton tervei alapján Londonban épült Crystal Palace mintájára tervezett transzparens üvegkonstrukciók egyik kései példájaként arról az időszakról tanúskodik, amikor a természetes fény még elengedhetetlen volt minden nagyobb rendezvény lebonyolításához. 
A tervek szerint a világkiállítás utáni rendeletetése művészeti szalonok rendezése lett volna, de megépülése után, a Palais de l'Industrie működéséhez hasonlóan, hamarosan kezdték más jellegű rendezvények céljaira is használni. A Grand Palais többek között légiközlekedési bemutató, autószalonok, háztartási gépek vására és lóversenyek színtere is lett. Később a Nemzeti Galéria kapott helyet az épületben. Az 1937-ben rendezett világkiállítás idején az épület Palais d'Antin nevű nyugati részében volt látható a Palais de la Découverte. A kiállítás nagy sikere miatt a Palais d'Antin mai napig megőrizte ezt a funkcióját. Számos egyéb funkció is helyet kapott a Grand Palais épületében, például saját rendőrörse is van. 
Az 1975. június 12-én kiadott rendelet értelmében az üveggel fedett  központi kiállítóteret felvették a műemlékek listájára. Egy 2000. november 6-án hozott új rendelet teljes egészében védetté nyilvánította a Grand Palais-t.

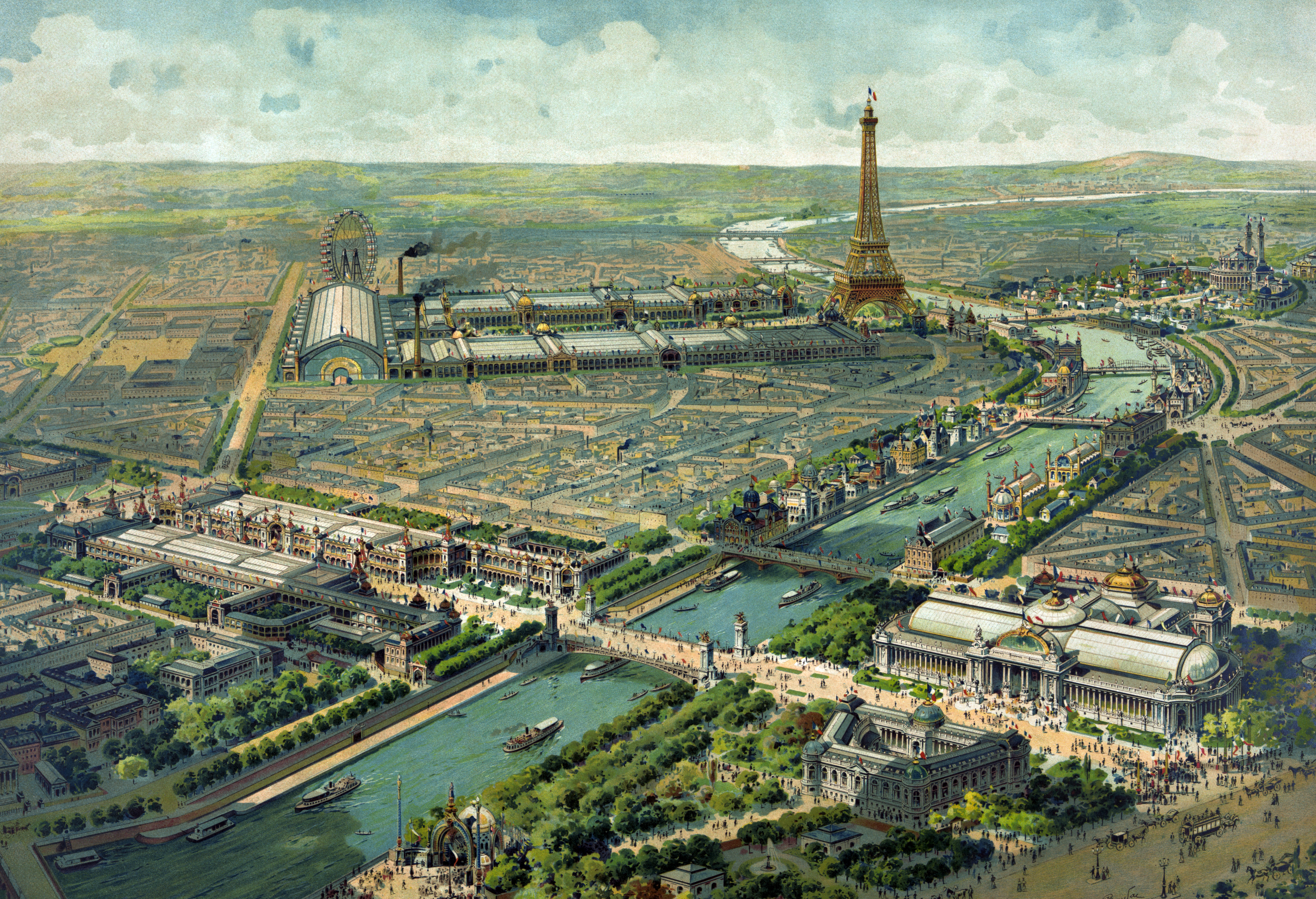
Az 1900-ban Párizsban rendezett világkiállítás panorámaképe

## Az építkezés előzményei
Miután Nagy-Britannia 1851-ben megrendezte az első világkiállítást, Franciaország kormánya úgy döntött, hogy versenybe száll. A londoni kiállítás helyszíne, a Joseph Paxton által tervezett Kristály Palota is nagy kihívást jelentett rendkívül innovatív, modulrendszerű öntöttvas és üveg konstrukciójával. Paxton, aki eredetileg kertész volt, és üvegházak építésével is foglalkozott, a világ legnagyobb üveggel fedett épületét valósította meg az 1951-ben rendezett londoni világkiállítás alkalmából.

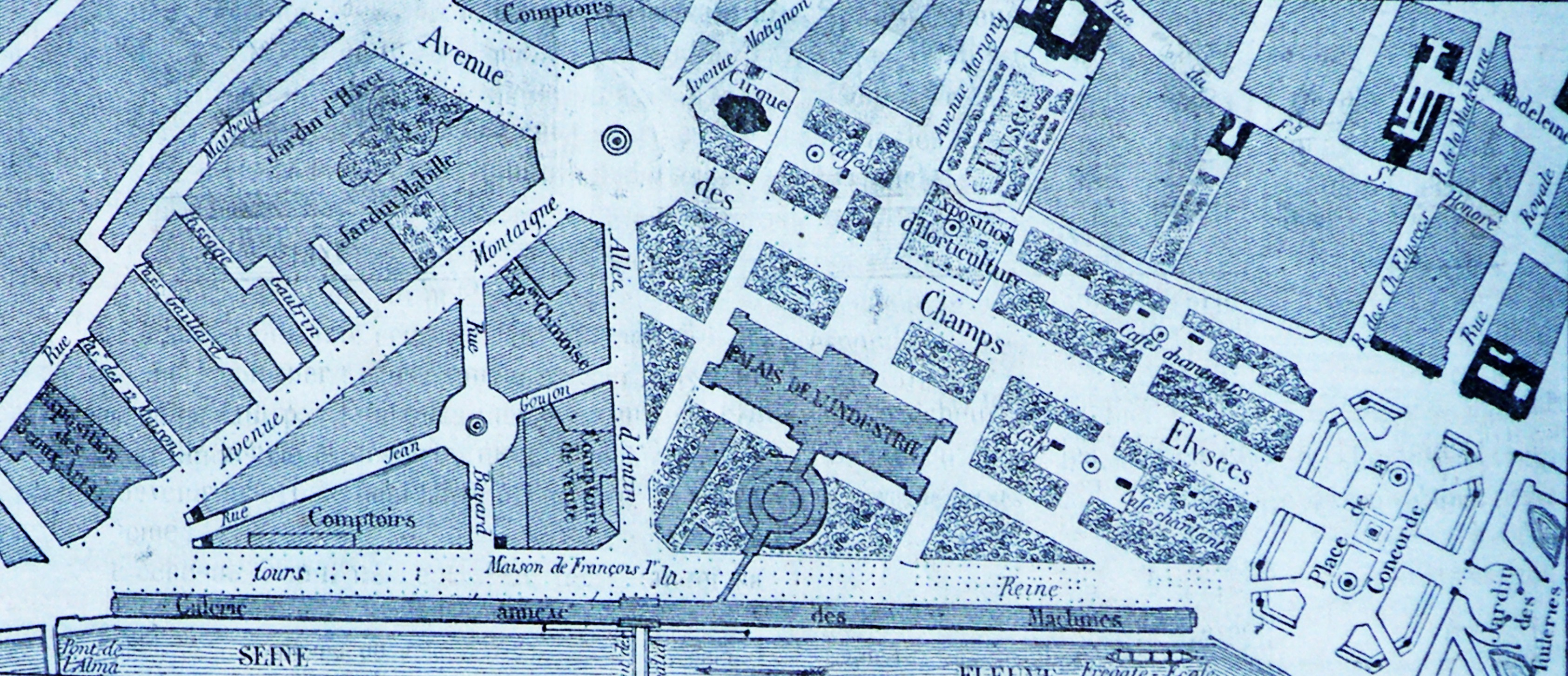
Az 1855-ös világkiállítás helyszíne Párizsban

1855-ben Párizsban került sor az első francia földön rendezett világkiállításra. Erre az alkalomra épült az Ipari Palota (Palais de l'Industrie), amely a Champs-Elysées sugárút, a Szajna folyó és az Allé d'Antin (mai neve Avenue Franklin Delano Roosevelt) által határolt háromszögben, a Grand Palais és a Petit Palais jelenlegi helyén volt. Homlokzata a Champs-Elysées sugárút vonalát követte. Az épület fogadta a festészeti szalonokat, mezőgazdasági és kertészeti versenyeket, lovasbemutatókat és egyéb rendezvényeket.
Az 1900-as kiállítást megelőzően Párizs már 4 világkiállítást rendezett, az 1855-ben rendezett világkiállítást 1867-ben, 1878-ban és 1889-ben újabbak követték. Az 1855-ös kiállítás sikere miatt a következő kiállítások színhelye 1889-ig az Eiffel-toronynál a Champ-de-Mars volt, mivel a Palais de l'Industrie túl kicsinek bizonyult.

Kristály Palota, London
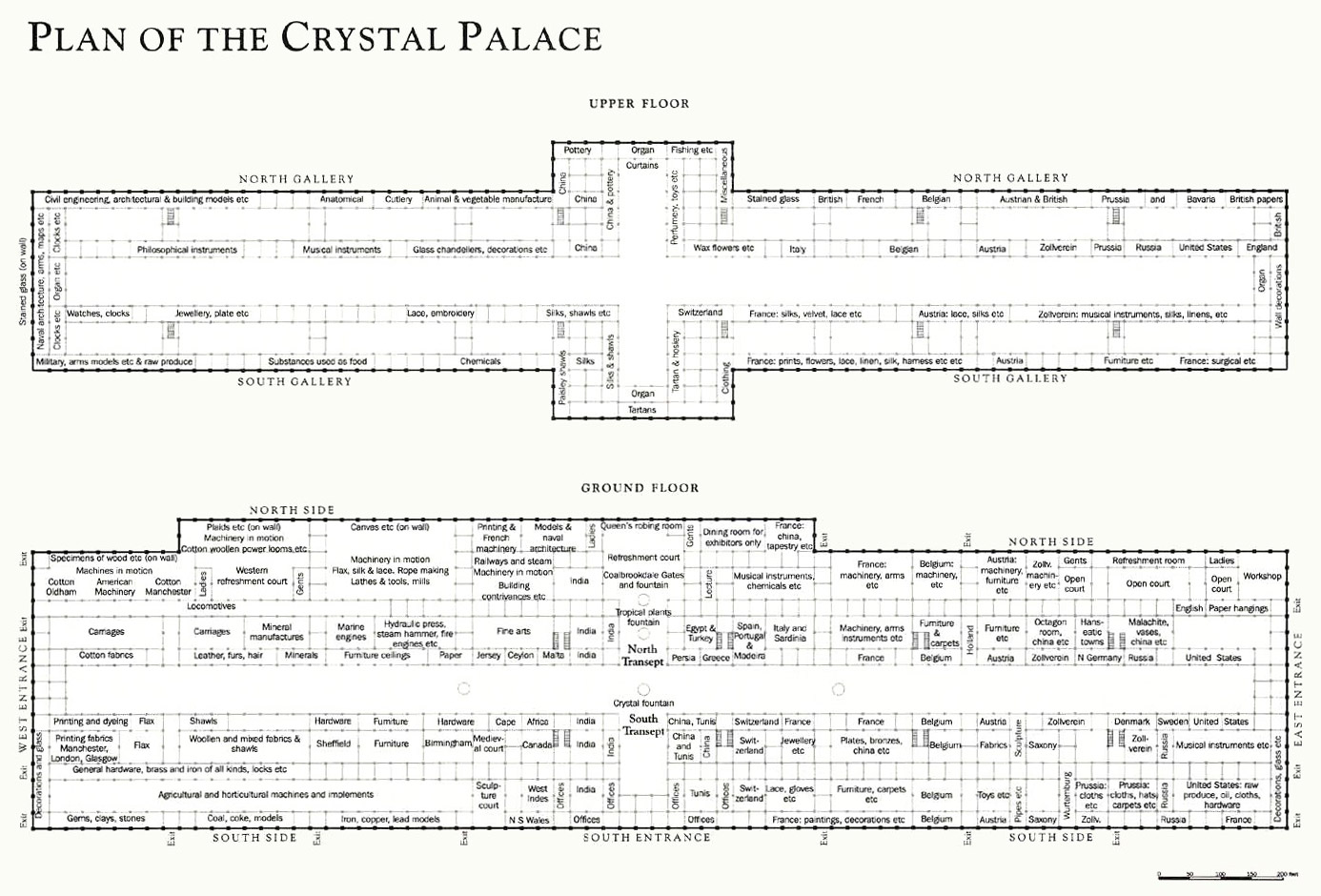
Kristály Palota, London alaprajz
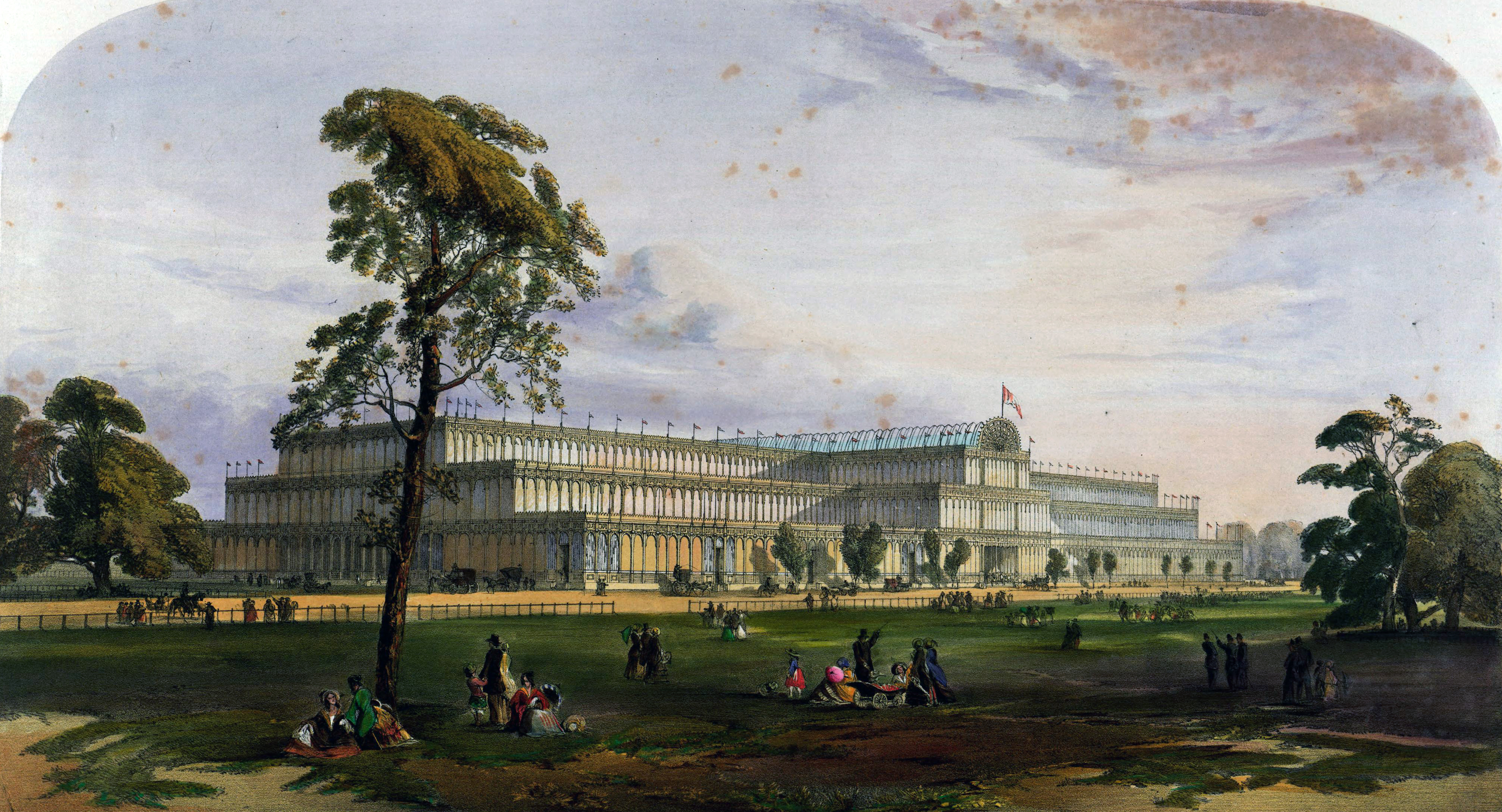
Kristály Palota, London (Dickinson)
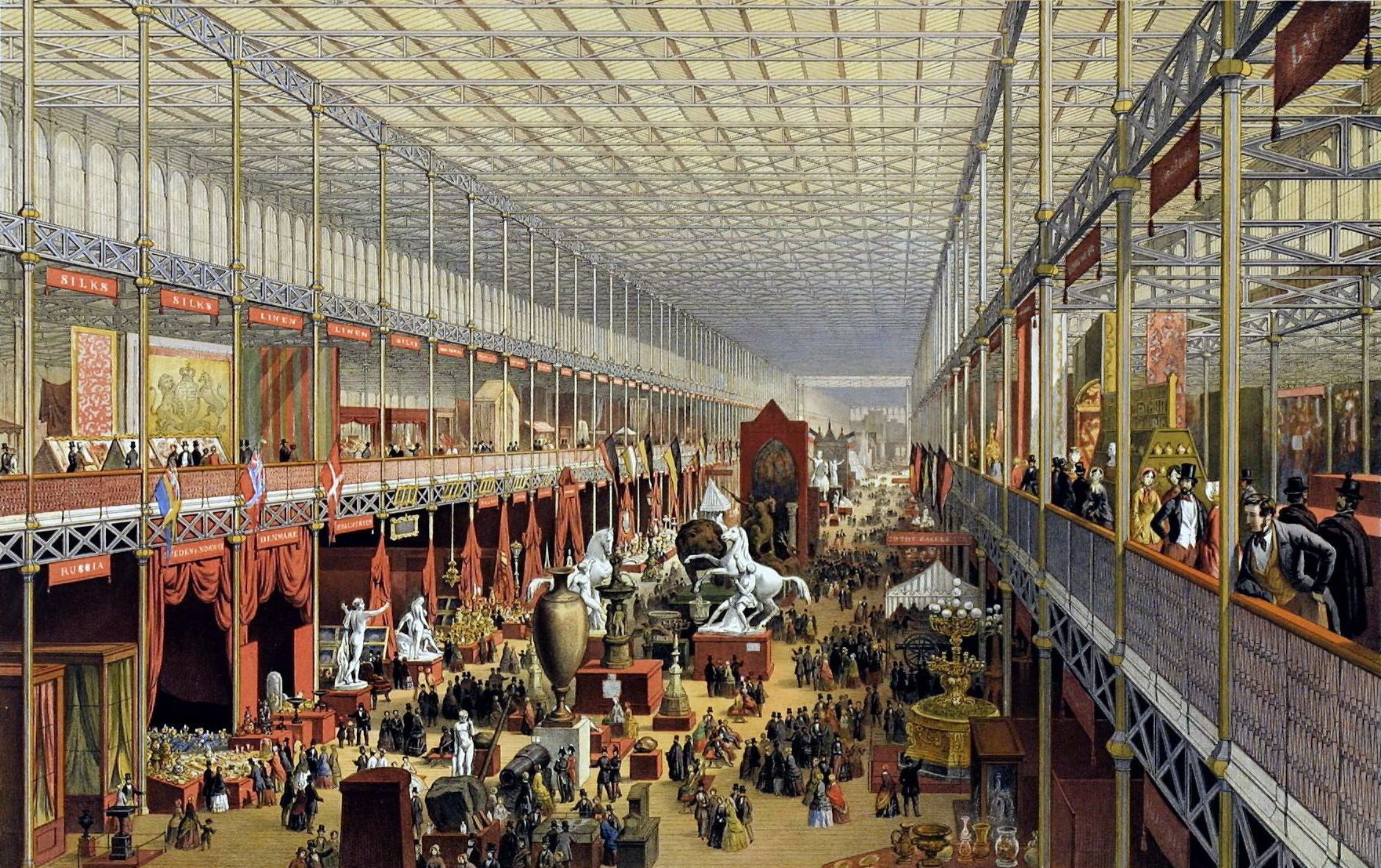
Kristály Palota belső tér

Palais de l'Industrie
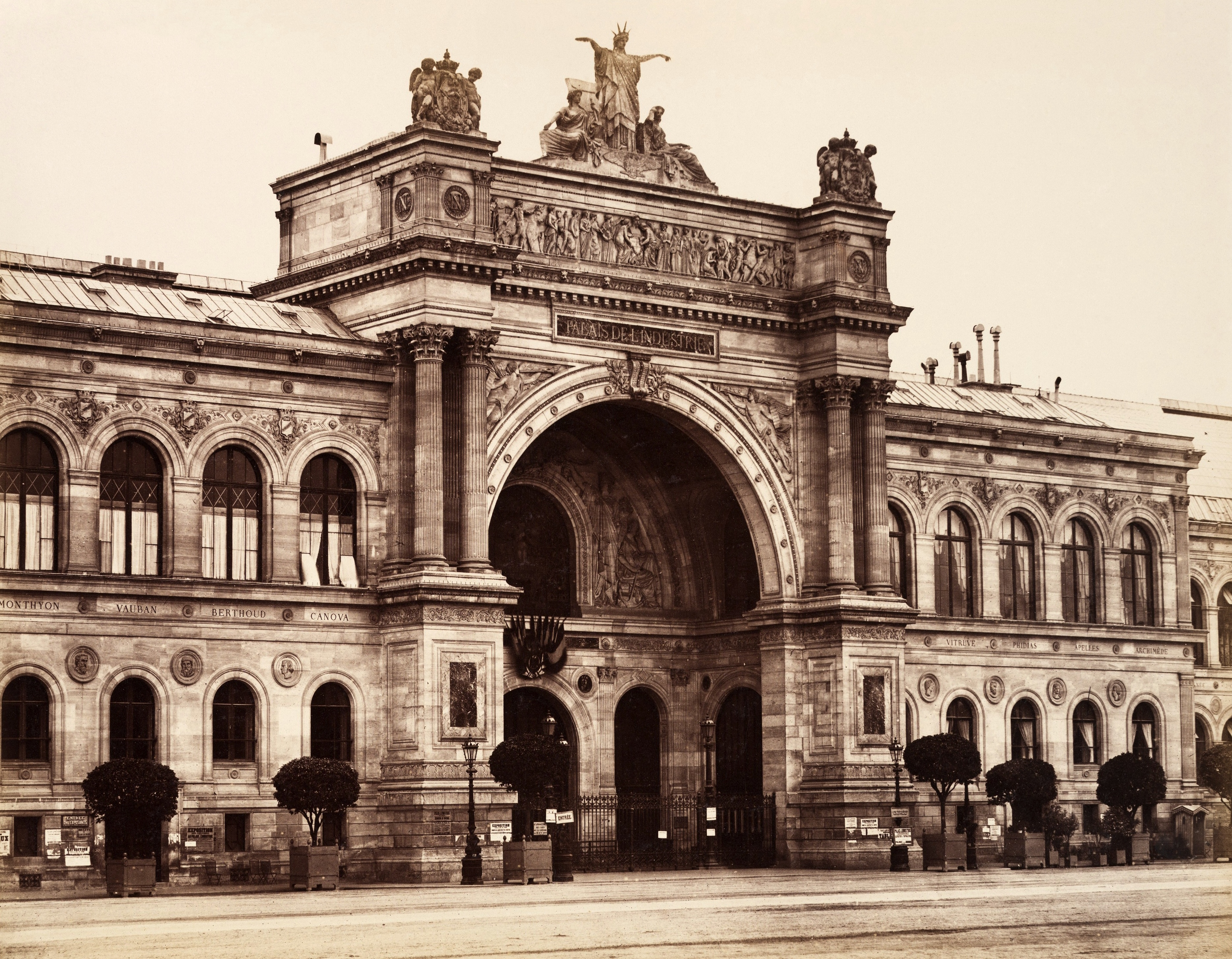
Palais de l'Industrie, Párizs
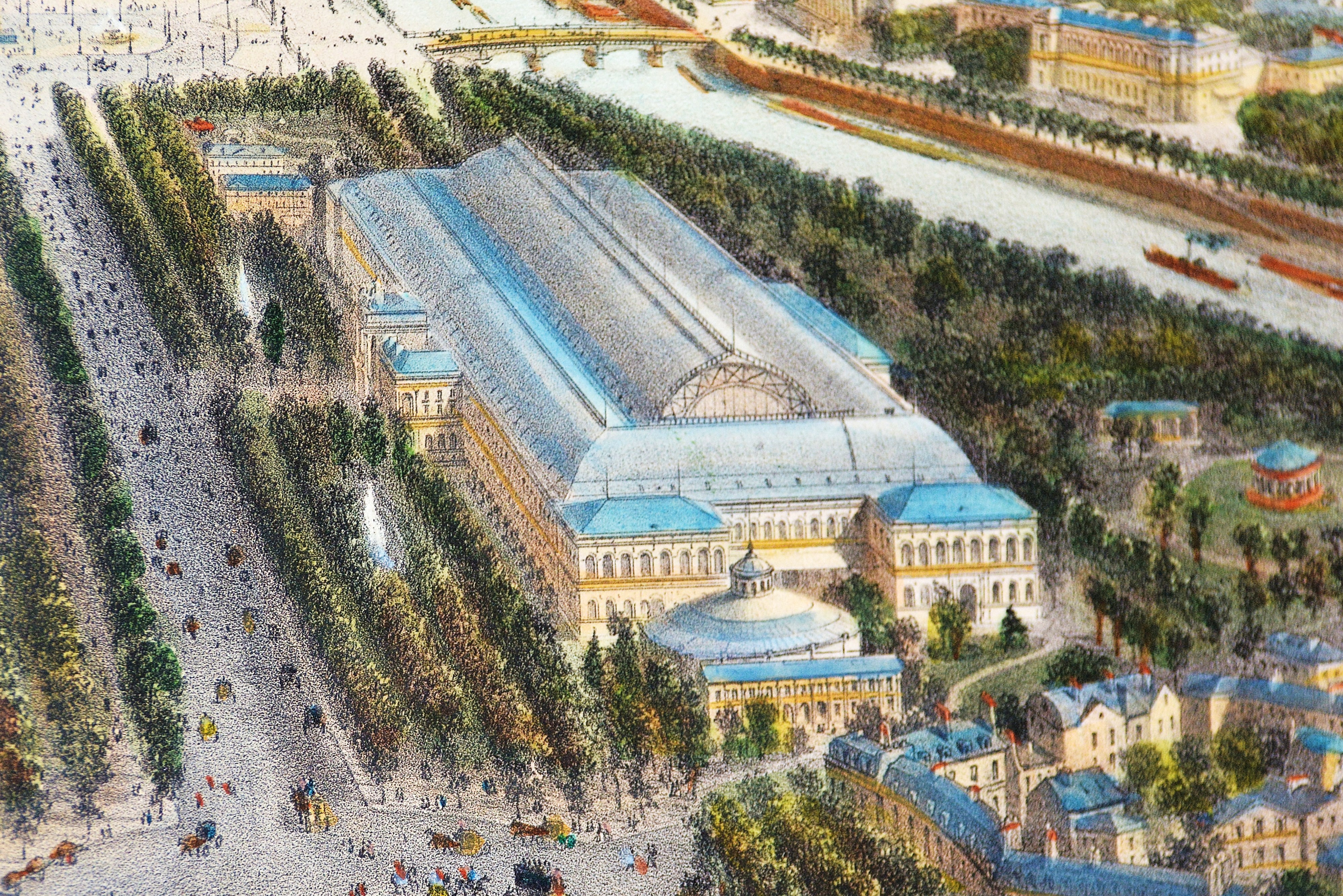
A Palais de l'Industrie fénykorában
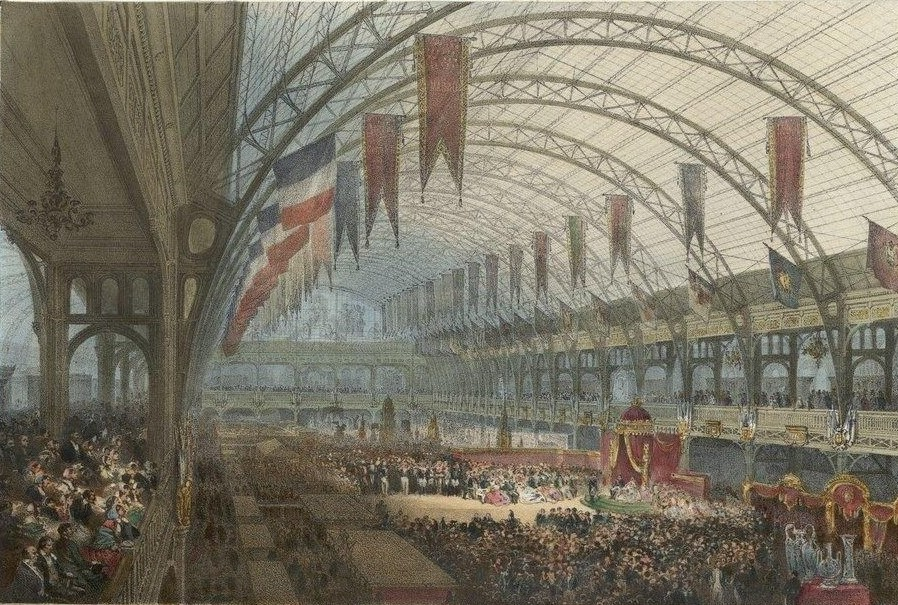
Napóleon megnyitja a világkiállítást, 1855
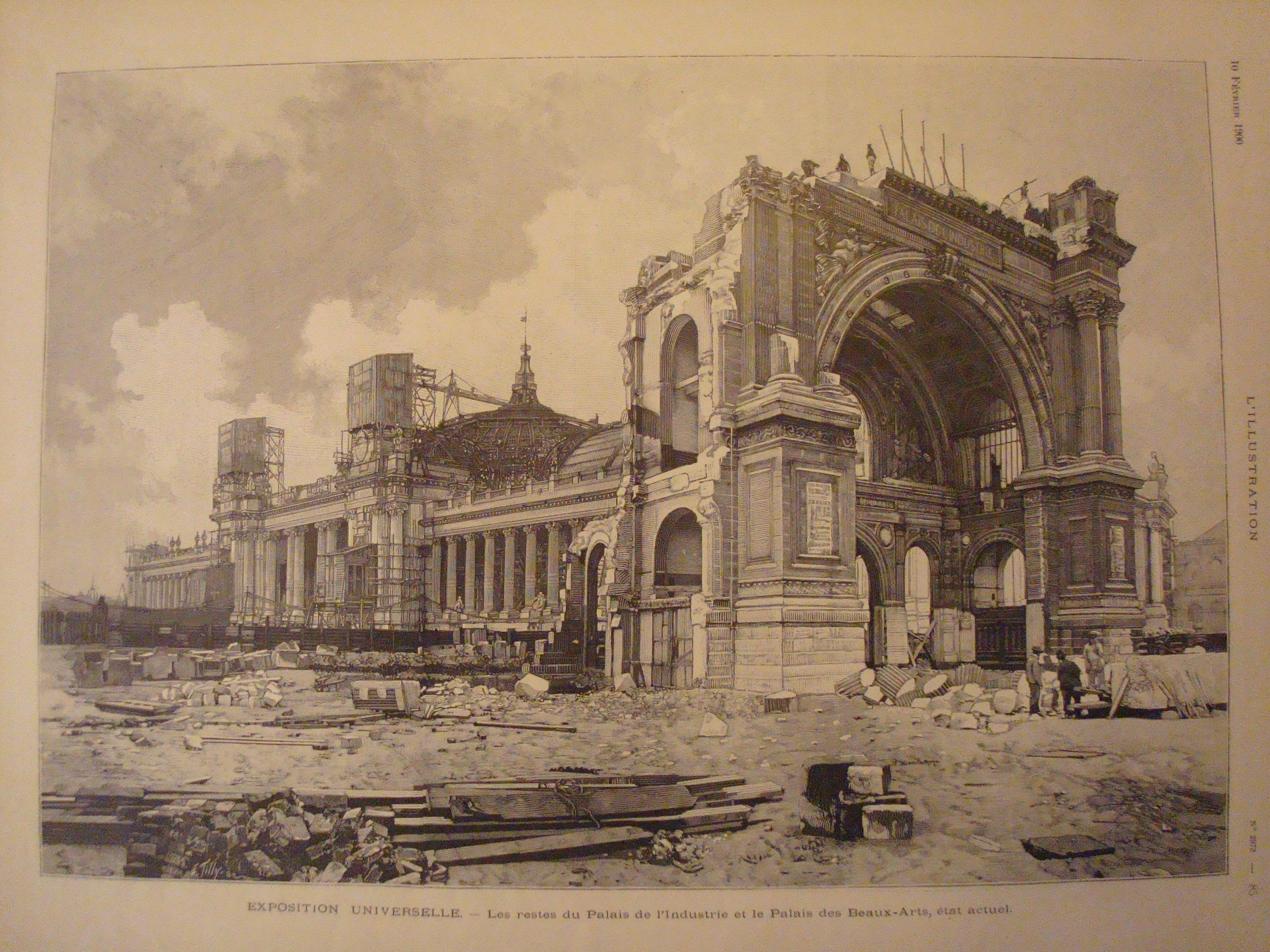
A Palais de l'Industrie lebontása

1892. július 13-án Marie François Sadi Carnot, Franciaország köztársasági elnöke rendeletet hirdetett ki az 1900-as világkiállítás szervezésének elindításáról. 1894 augusztusában ötletpályázatot szerveztek a következő kiállítás új helyszínének meghatározására és általános tervének kidolgozására. Eugène Hénard nyerte meg a három díj közül az elsőt. A másik két díjat Charles Girault és Edmond Paulin építészeknek osztották ki. Az első díjazottnak a képviselőház előtt is meg kellett védenie az ötletét. Hénard 1888 óta volt Párizs városának építészmérnöke. Javaslata magában foglalta a Palais de l'Industrie lebontását, a Champs-Elysées sugárútról indulva, az esplanade des Invalides irányába egy új sugárút létrehozását, és a Szajna folyó bal és jobb partjának híddal való összekötését.
Bár néhány francia ellenezte a Palais de l'lndustrie lerombolását, amelyet a Champs-Elysées egyik legszembetűnőbb ékességének tekintettek, és amely akkoriban múzeumként szolgált, sokan egyetértettek abban, hogy elavult. Mivel a Champs-Elysées nem párhuzamos a Szajna partjával, és a Palais de l'Industrie a sugárút vonalát követte, a Szajna felőli homlokzat a Cours-la-Rein mentén nem tudott jól érvényesülni. Ez részben indokolta a terület áttervezését. Ugyanakkor tiltakozást váltott ki a Párizs által nyújtott egyik legszebb perspektivikus kilátás megsemmisítésének veszélye. A terv ellenzői attól tartottak, hogy egy új nagy épülettömb betakarja majd a kilátást az Invalidusok kupolájára. Eugène Hénard azt javasolta, hogy a Palais de l'Industrie-t két épülettel, a Palais des Beaux-Arts és a Palais des Lettres épületével helyettesítsék. Az Invalidusok kupolájára a kilátás megőrzését a tervben a két épület közötti új sugárút nyitása biztosította. Végül Hénard ötlete alapján valósult meg az Alexander híd is.
- Madártávlat , Alexander híd

Madártávlat, Alexander híd
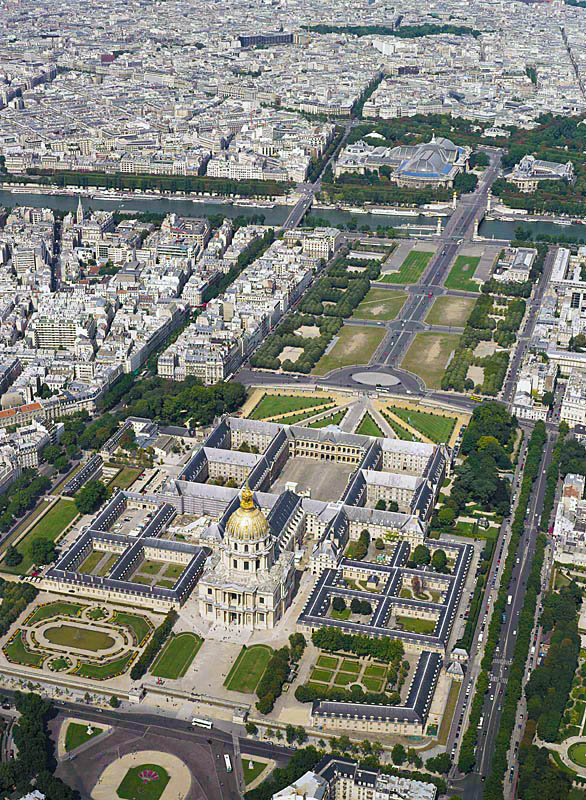
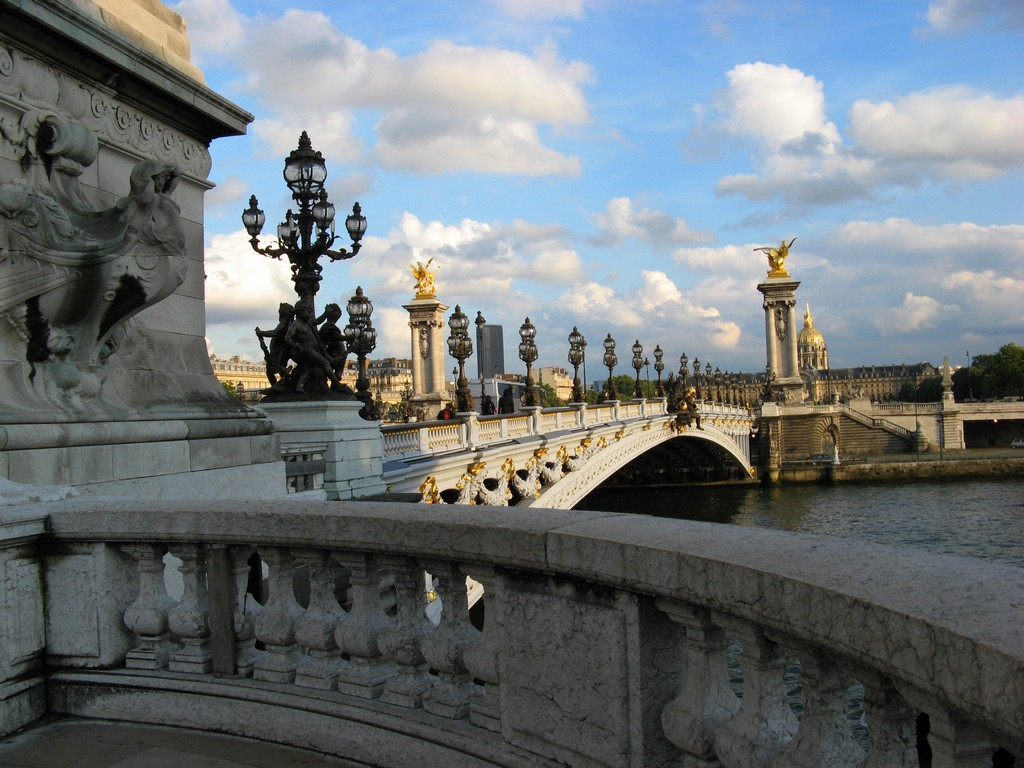
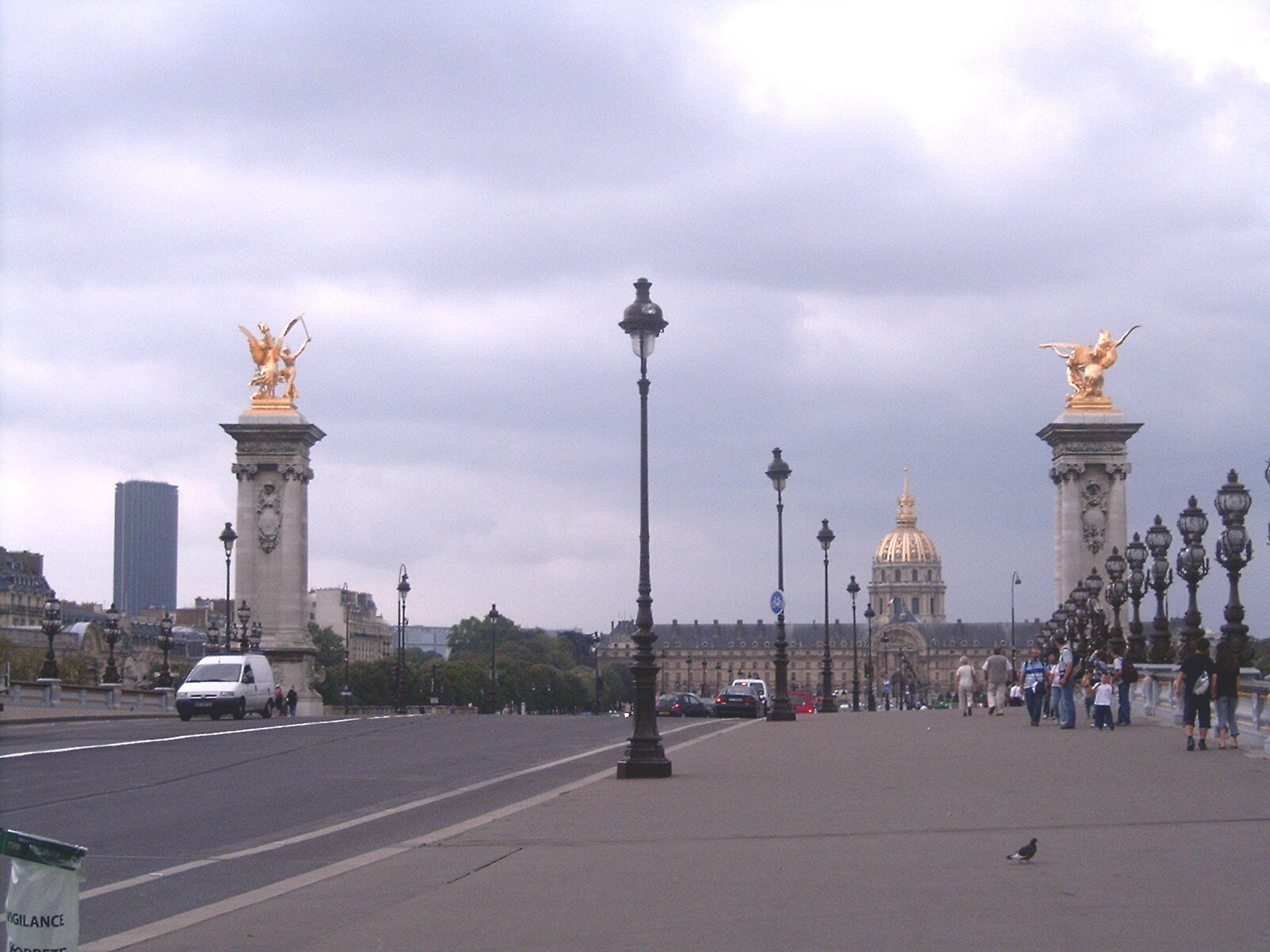
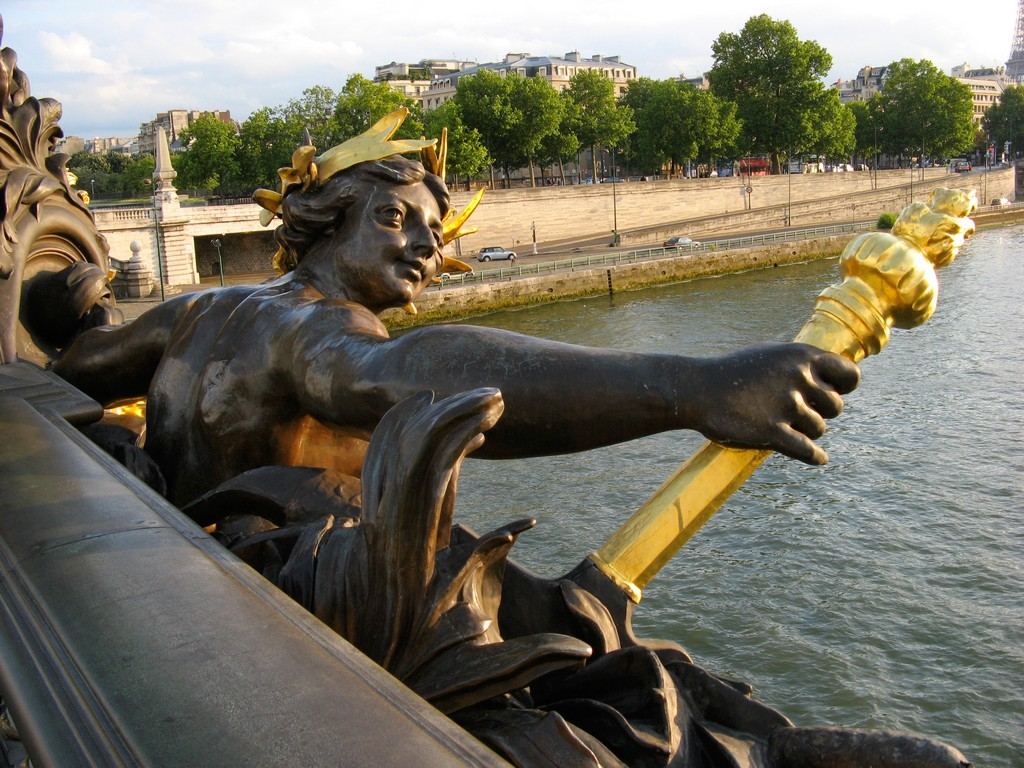
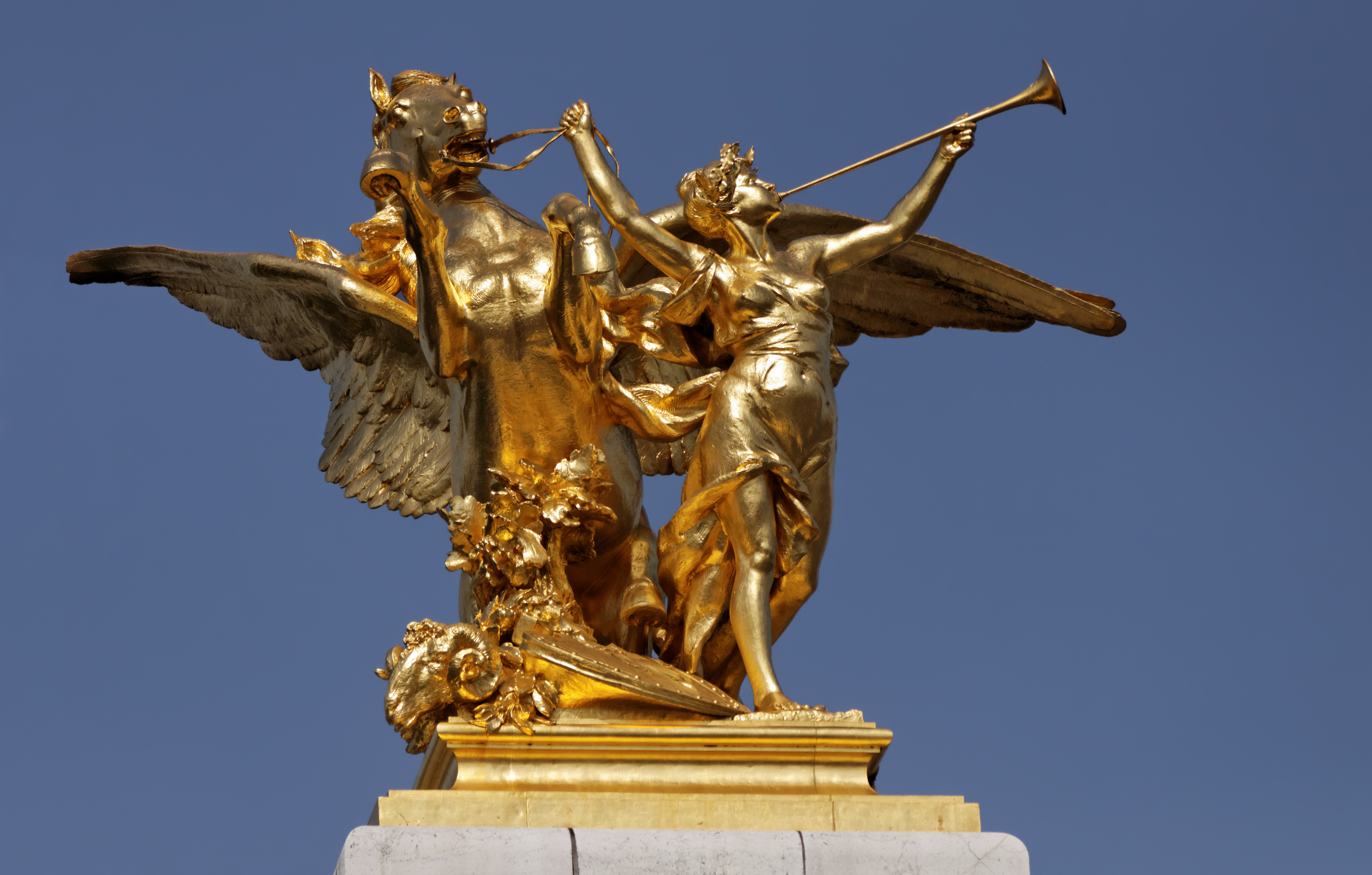

Az 1900-as párizsi világkiállítás megrendezéséről szóló döntés mély megosztottságot okozott a Francia Köztársaságon belül. A terv ellenzői úgy vélték, hogy a világkiállítás rendezése a tartományi kormányoktól von el fontos forrásokat, és megkérdőjelezték, hogy tud a francia gazdaság egészének olyan hasznot hozni, ami ezt kompenzálni tudná. Ezek az aggályok kiterjedtek a Grand Palais tervezésével és építésével kapcsolatos költségekre is.

## Tervezés, építkezés

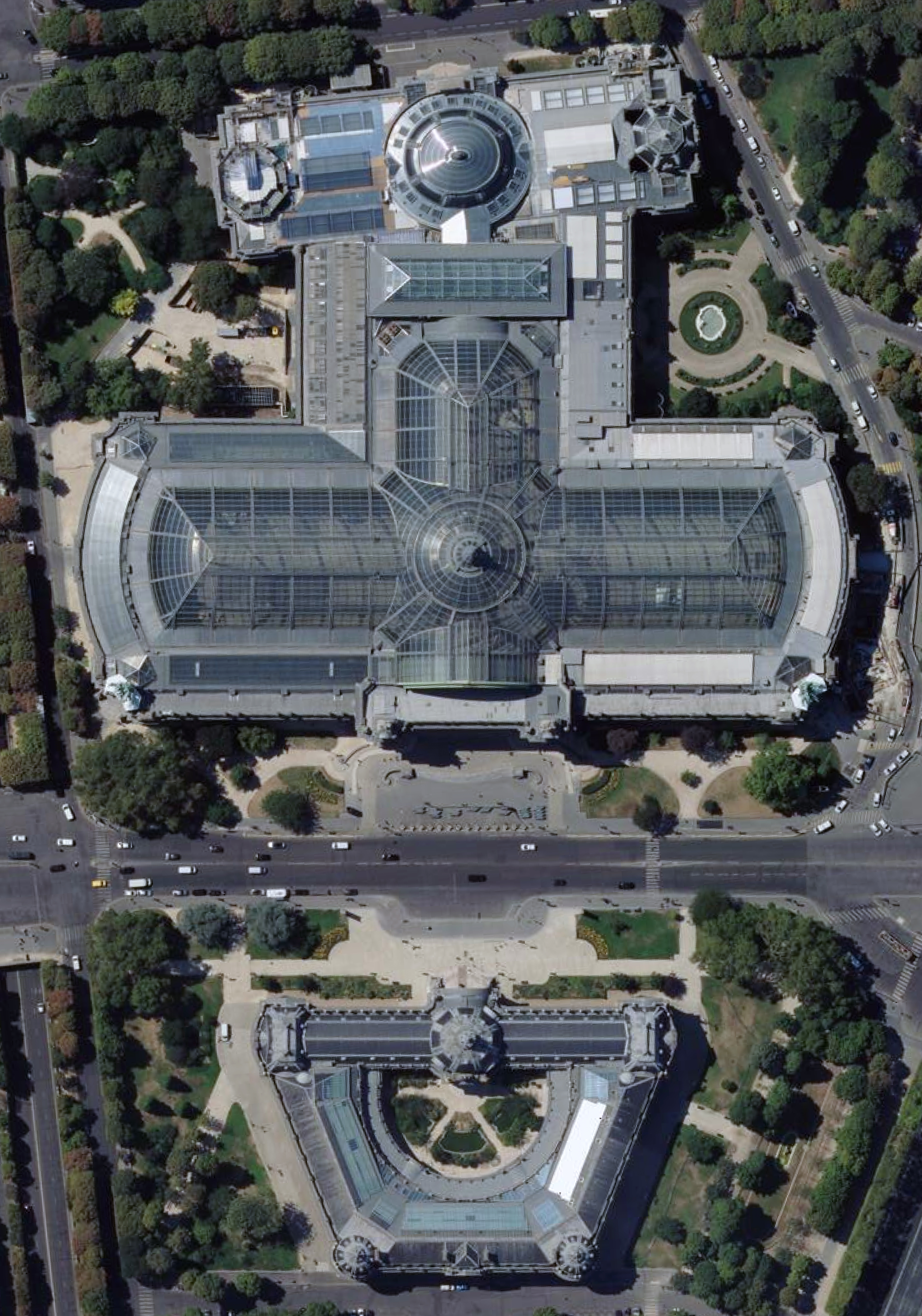
A Petit és a Grand Palais felülnézetből

Programot dolgoztak ki, és 1896. április 22-én rendelettel döntöttek az építészek közötti ötletverseny megszervezéséről. A Trocadéro-palota vagy az Opéra Garnier tervezése idején alkalmazott kritériumokkal ellentétben, a Grand Palais esetén a tervezők kiválasztása során csak francia építészeket vettek figyelembe. A hatóságok és sajtó képviselői között, valamint a nagyközönség körében zajló elkeseredett vitát követően nem sikerült egyértelműen egy építészt kiválasztani, így a pályázat eredményeként a megbízást Henri-Adolphe-Auguste Deglane (1851-1932), Albert Louvet (1860-1936), Albert-Félix-Théophile Thomas (1847-1907) és Charles Girault építészek kapták, hogy terveik szintézisét valósítsák meg. Mind a négyen külön, jól körülírt feladatkört láttak el. Girault kapta az egész projekt főépítészi koordinálásának megbízatását, míg a másik három építész közt az épület középső részének, és két szárnyának megtervezését osztották el.
- Henri Deglane volt a felelős a nagyhajó központi csarnokból induló északi és déli szakaszáért, a keresztirányú, "paddock"-nak nevezett részéért, az azt körülvevő homlokzatokért és díszítésekért. Fontos feladata volt a főbejárat és annak két oldalán, a mai Winston-Churchill sugárúton található perisztilek tervezése. (Az újonnan létesített sugárutat eredetileg avenue Alexandre-III névre keresztelték, mai nevét később kapta.)

- Albert Louvet feladatköre a központi csarnok és díszterem, Deglane-nal egyeztetve a nagy lépcsőház, valamint a kereszthajó hátsó falának festett és szobrászati díszítésének tervezését foglalta magába.

- Albert Thomas megbizatása a Palais d'Antin néven ismert nyugati szárny és az Avenue d'Antin (a későbbi Avenue Victor-Emmanuel-III, ma Avenue Franklin-D. Roosevelt) felőli sarokrizalitok tervezésére szólt.

- Charles Girault feladata volt a tervek véglegesítése és a munkálatok koordinálása. Ezzel egyidőben a Petit Palais (ma Musée des Beaux-Arts de la Ville de Paris) tervezője és projektmenedzsere is lett.

1896. július 4-én nyújtották be a Grand Palais építésére vonatkozó építészeti terveket engedélyezésre.
Az építtető a Daydé & Pillé cég volt.
Ennek a világkiállításnak alkalmából épült Hénard  eredeti elképzelése szerint a szomszédos Petit Palais és a Szajna két partját összekötő Pont Alexandre is.
A munkálatok 1897 első napjaiban a Palais de l'Industrie lebontásával kezdődtek. Csak a bejárat maradt meg építészirodaként. Az utolsó részeket 1900 elején rombolták le.
A Grand Palais-t a Harmadik Köztársaság minden pompájával avatták fel. Az egyik sarokpárkányon egy kőbe vésett emléktábla tanúskodik az eseményről. Az ünnepségre 1900. május 1-jén került sor Émile Loubet köztársasági elnök, Pierre Waldeck-Rousseau, a Tanács akkori elnöke, bel- és vallásügyi miniszter, Georges Leygues közoktatási és művészeti miniszter, Alexandre Millerand kereskedelmi, ipari, posta- és távközlési miniszter, valamint Alfred Picard, az egyetemes kiállítás főbiztosa jelenlétében.

## Az épület

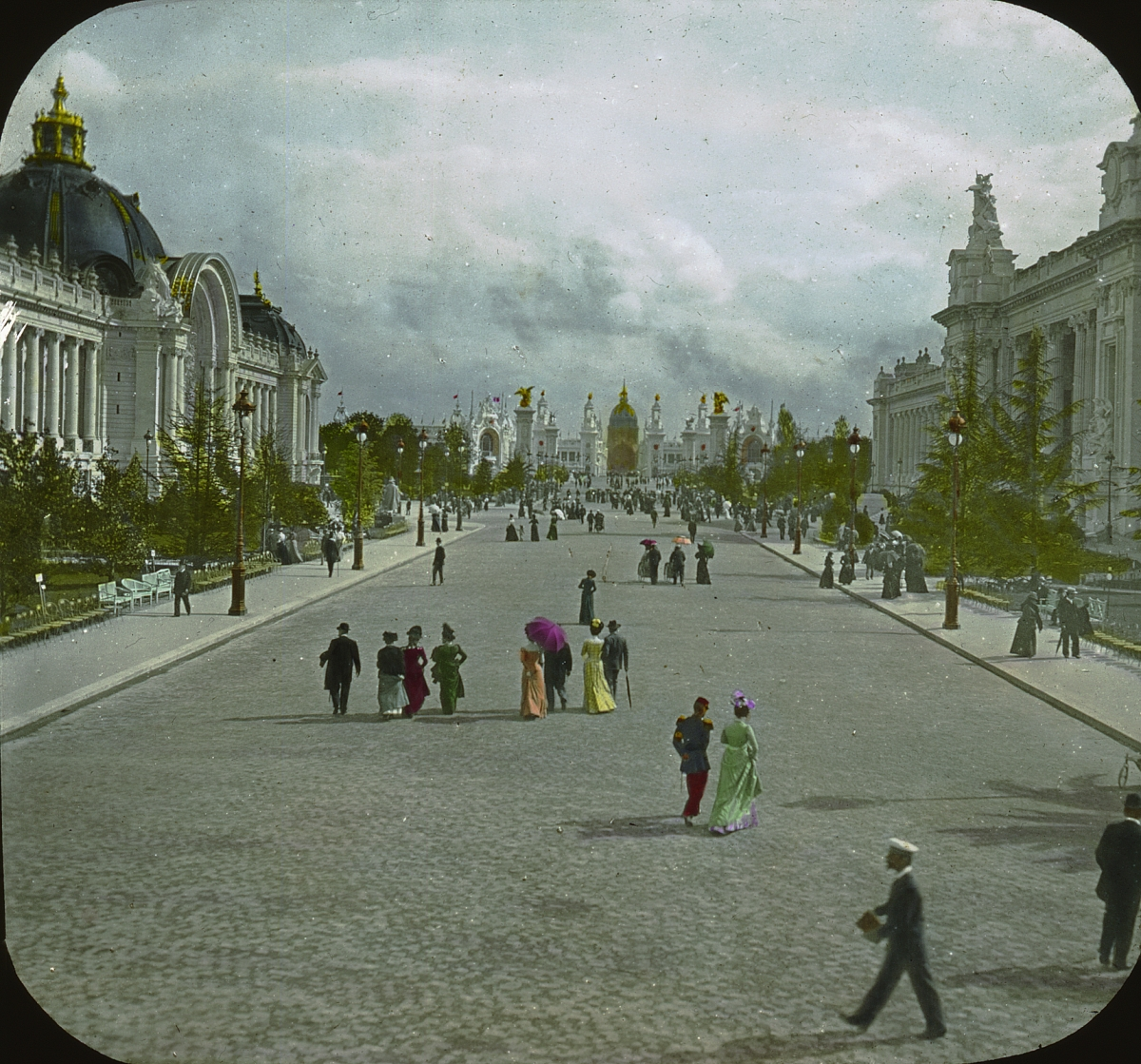
Párizs, Avenue Nicholas II

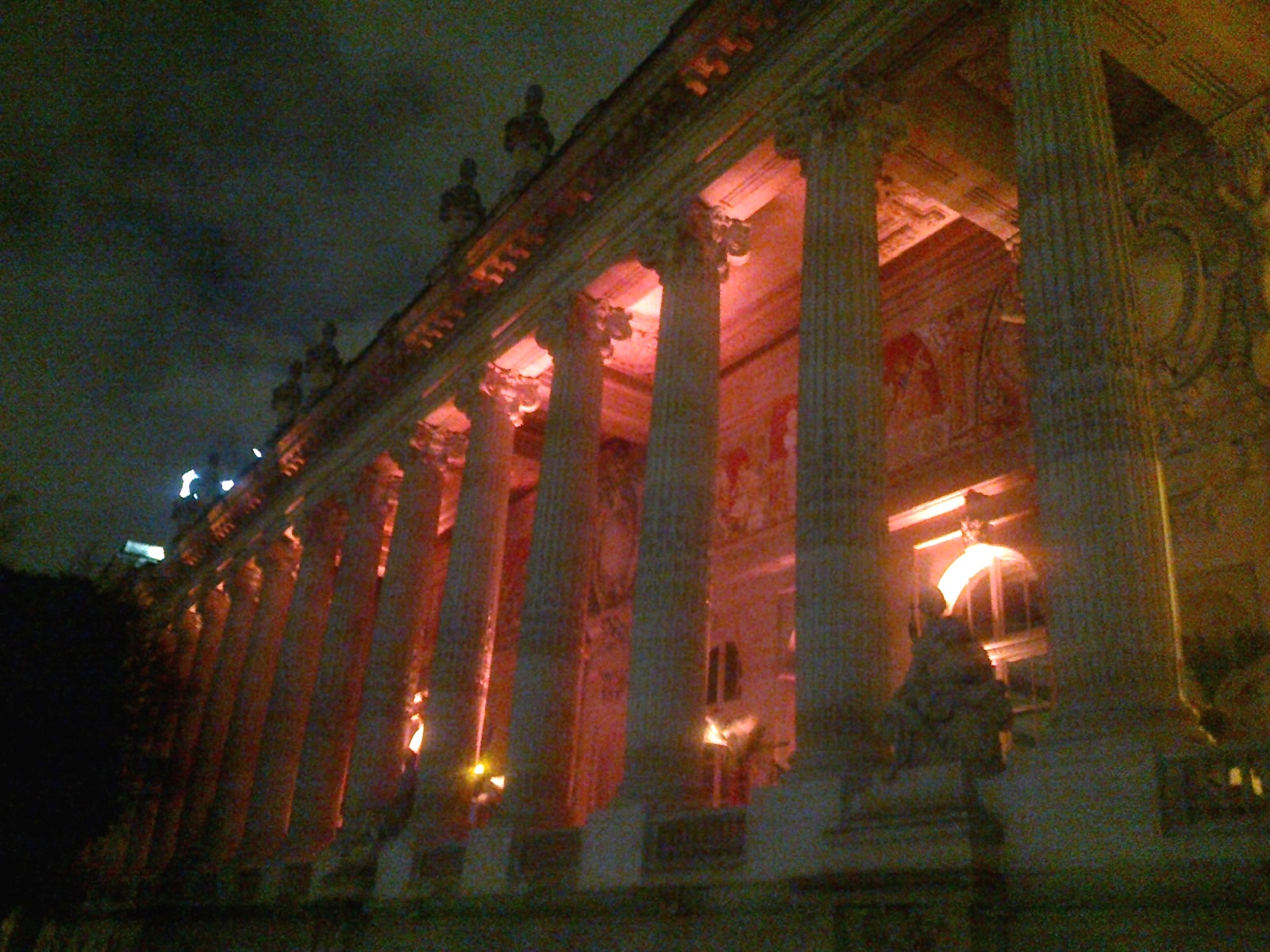
A Grand Palais Avenue Roosevelt felőli homlokzata

A tervezés során választott vas- és könnyűacél vázszerkezet, valamint a vasbeton alkalmazása korabeli innovációnak számítottak. Az 1889-ben épült Eiffel-toronyhoz hasonlóan, a Grand Palais is a világkiállítás központi attrakciójaként szolgált. A két építmény azonban nagyon különbözik egymástól. Az Eiffel-torony építése idején, 1889-ben az építészet boldogan állt a vas és acél korszakának küszöbén, és leplezetlenül mutatta meg a konstrukciót. A Grand Palais tervezői 1900-ban visszatértek a Beaux-Arts-ban tanított szellemhez, amelyet a formális tervezés és a gazdag díszítés jellemez. Így a konstrukció vas és acél tartószerkezete jelentős részben rejtve marad. Deglane oszlopcsarnoka, amelyet Claude Perrault Louvre-i oszlopcsarnoka ihletett, szemérmesen eltakarja, akárcsak a Victor Laloux által ugyanerre a kiállításra épített Orsay-i állomáson, a fémszerkezet nagyszerű újítását, pedig a főhajó építésénél felhasznált acél több, mint amennyi az egész Eiffel-torony építéséhez szükséges volt. Csak a kupolához több, mint 6000 tonna acélt használtak fel, a teljes felhasznált acél mennyiség az épületben meghaladta a 9000 tonnát. A Grand Palais a Beaux-Arts stílusra jellemző eklektika csúcspontját jelenti, de egyúttal egy olyan építészeti felfogás végét is jelzi, amelyben az építőmester, művész és technikus egyaránt meghatározó szerepet játszik. 
A homlokzat tökéletesen szimmetrikus, hogy a figyelmet a középpontjára irányítsa. A főbejárat két oldalán oszlopcsaronokok állnak. Míg a portikuszok egyszerű jón stílusú oszlopokkal határoltak, addig a főbejáratot páros oszlopok keretezik. Az kétoldali oszlopcsarnokok mentén négy szobor áll, melyek a görög, római, föníciai és reneszánsz művészetet szimbolizálják.  A  páros oszlopok tövében szorosan egymás mellett az építészetet, a festészetet, a szobrászatot és a zenét ábrázoló szobrok láthatóak. Az oldalsó korlátokat páros vázák díszítik. A középső rizalit tetején a Művészet és a Béke allegórikus szobor csoportja állt. A főbejárat gazdag díszítése vonzza a látogatókat a főbejárathoz.
Az épület, különösen felülnézetből jól kivehető, különböző funkcionális egységekre osztható. Az üveg kupolával fedett központi rész és az ebből induló üveg dongaboltozatos északi és déli főhajó, valamint a mellékhajók alkotják a keresztalakú 13500 m2 alapterületű nagy kiállítóteret. A nagy belmagasság miatt 450 000 m3 légtér áll rendelkezésre, melyet a palota történetében több kiállítás ki is használt. Ekörül a hatalmas csarnok körül futnak a galériák több szinten. 
A Grand Palais belseje ugyanolyan figyelemre méltó, mint a főbejárat. Két szintből áll. Belépve az épületbe egy hatalmas csarnokba érkezik a látogató, amely a Grand Palais földszintjét két szárnyra osztotja. A kereszthajó után a nagy lépcsőház és a díszterem az összekötő rész, mely átvisz a Palais d'Antin nevű nyugati épületrészbe, melynek homlokzata az egykori Allée d'Antin (ma Avenue Franklin Deglane Roosevelt) vonalát követi.  Ez a kisebb kiemelt jenetőségű és díszes homlokzat. A nagyobb főhomlokzat az újonnan nyitott Avenue Alexandre II (ma Avenue Winston Churchill) felé, a Petite Palais homlokzatával szembe néz. Emellett vannak bejáratok a 45°-ban levágott sarokrizalitoknál is, melyekhez díszlépcső vezet. 

### A főhomlokzat szobor díszítése
A palota impozáns klasszicista kőhomlokzatát szecessziós vasmunkák, valamint számos allegorikus szoborcsoport díszíti, melyek Paul Gasq, Camille Lefèvre, Alfred Boucher, Alphonse-Amédée Cordonnier és Raoul Verlet szobrászok alkotásai. A főhomlokzat mindkét szárnyát Georges Récipon monumentális allegorikus bronz quadriga alkotása díszíti. A Champs-Élysées felőli oldal a halhatatlanságot ábrázolja, amely győzedelmeskedik az idő felett, a Szajna felőli oldalon pedig a harmónia diadalmaskodik a viszály felett.
A Grand Palais Avenue Nicholas II irányába néző homlokzata XVI. Lajos, avagy a XVIII. század közepének stílusában épült oszlopsorral határolt árkád. A görög, római, föníciai és más nemzeti művészetek különböző stílusait képviselő oszlopok között nyolc szoborcsoport töri meg a monotonitást. A Grand Palais főbejárata három nagy boltívből áll, amelyeket kettős oszlopok tagolnak. Ezek tövében az Építészet, a Festészet, a Szobrászat és a Zene allegóriáját ábrázoló négy szobor áll. A főbejárat két oldalán Gasq és Boucher alkotásai láthatók. A homlokzaton második emelet magasságában látható mozaikfrízek a világtörténelem legragyogóbb korszakait mutatták be. 

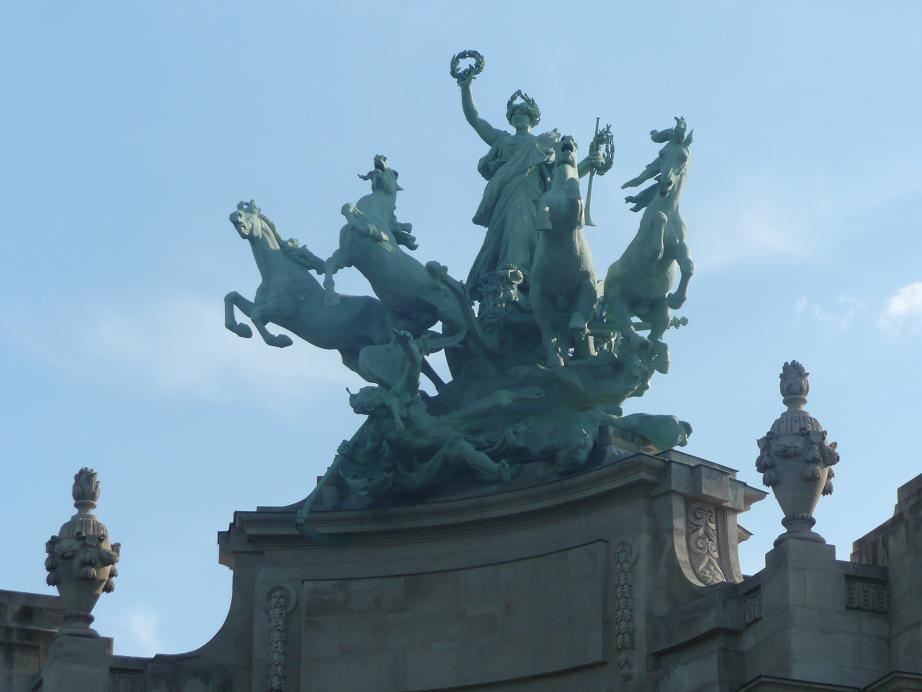
George Récipion: A halhatatlanság győzedelmeskedik az idő felett
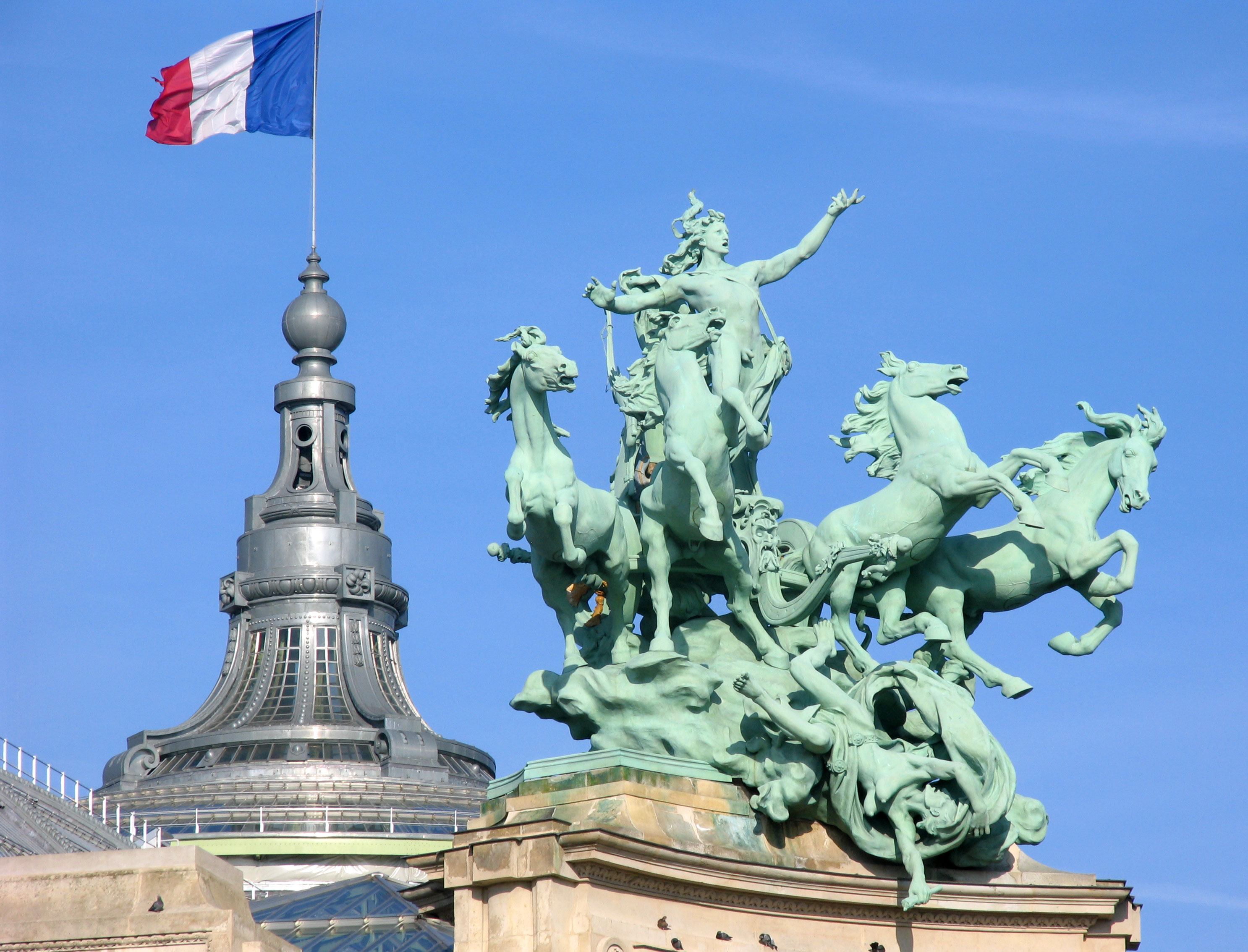
George Récipion: A harmónia győzedelmeskedik a viszály felett

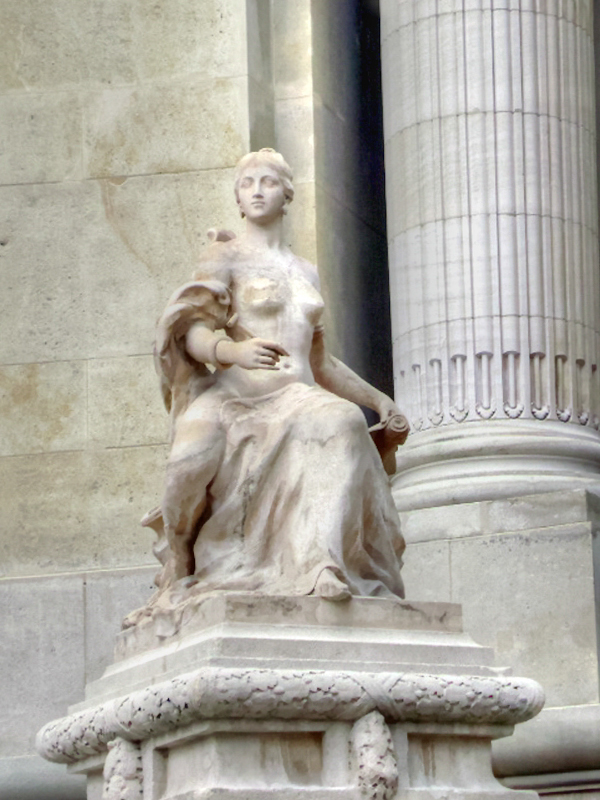
Emile Lafont Díszítőművészet
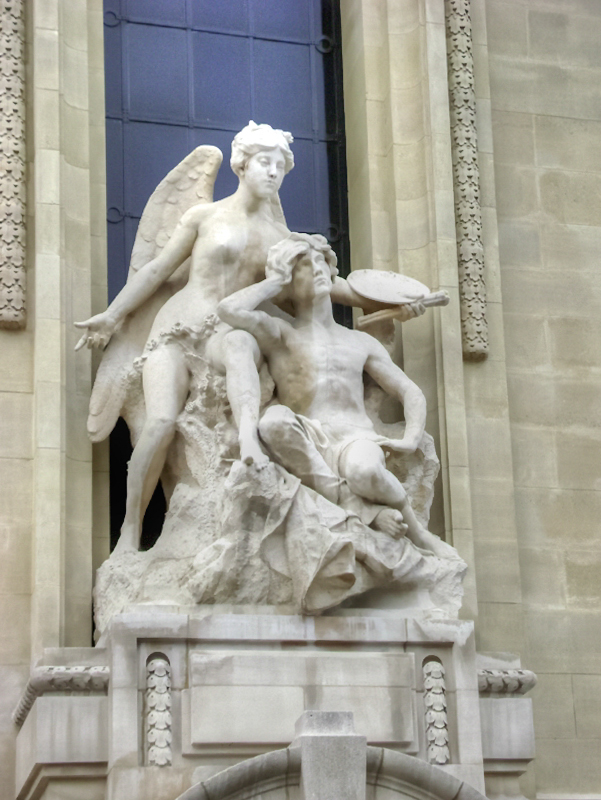
Alfred Boucher Ihlet, Festészet
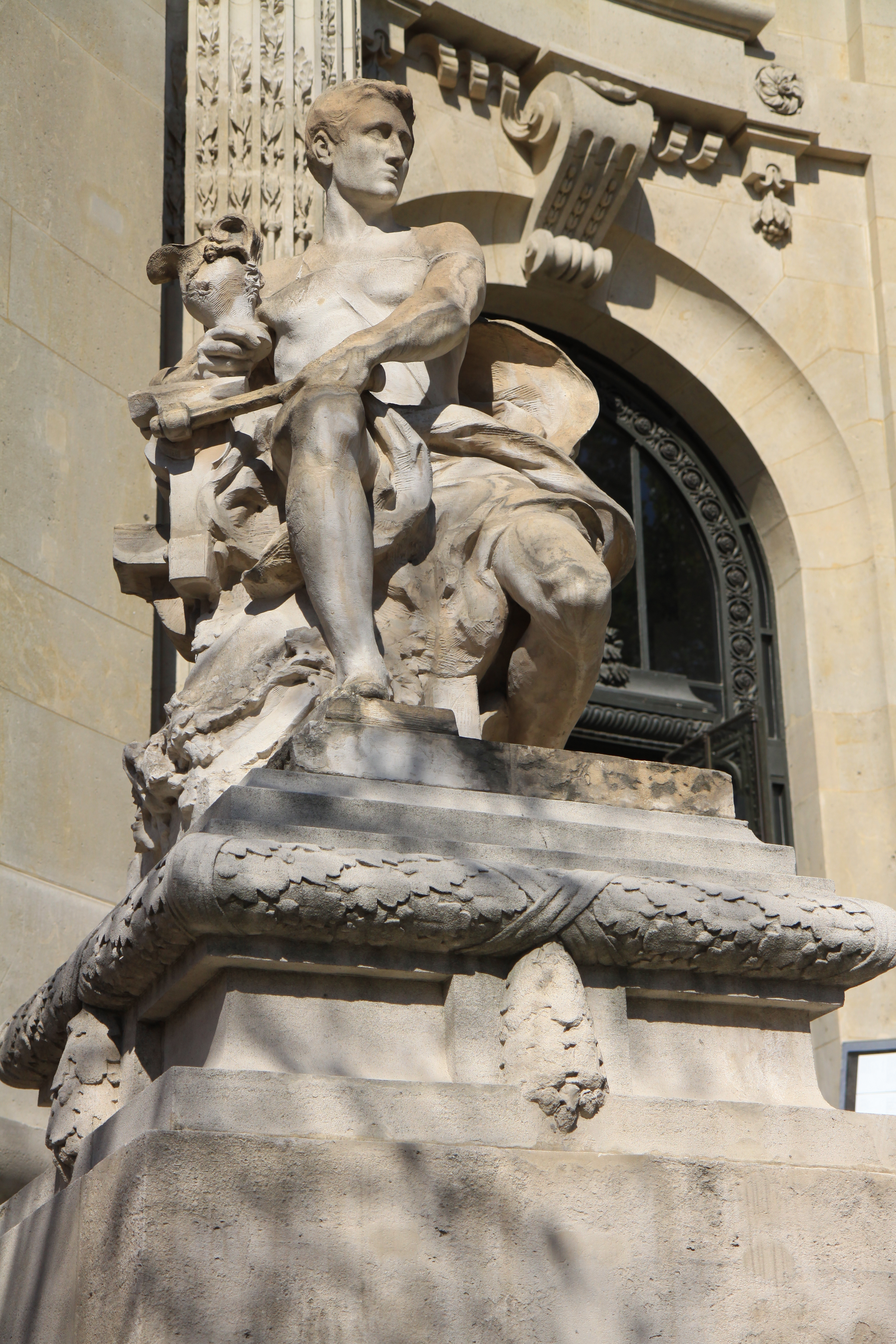
Jacques Villeneuve Iparművészet
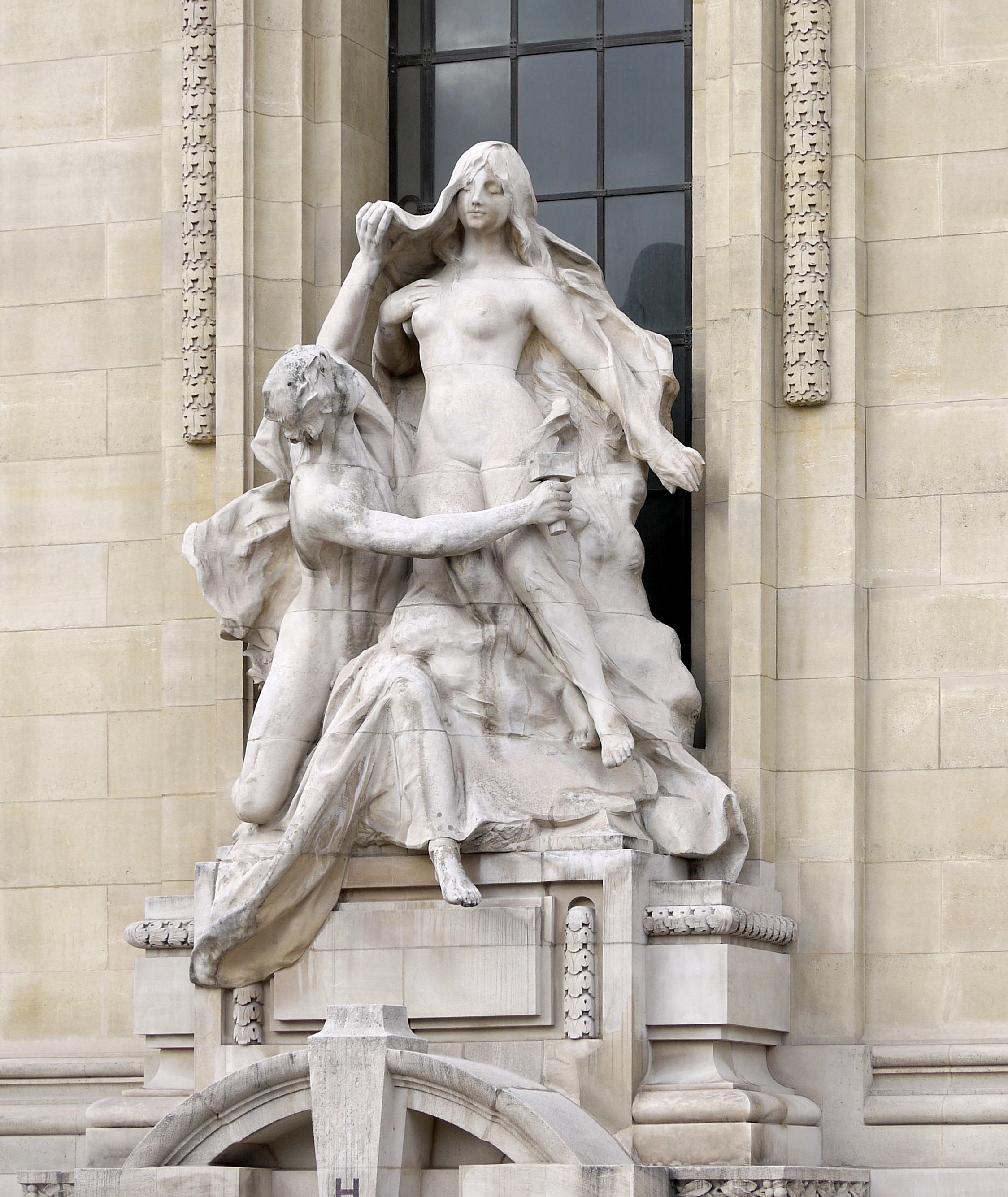
Paul Gasq Szobrászat
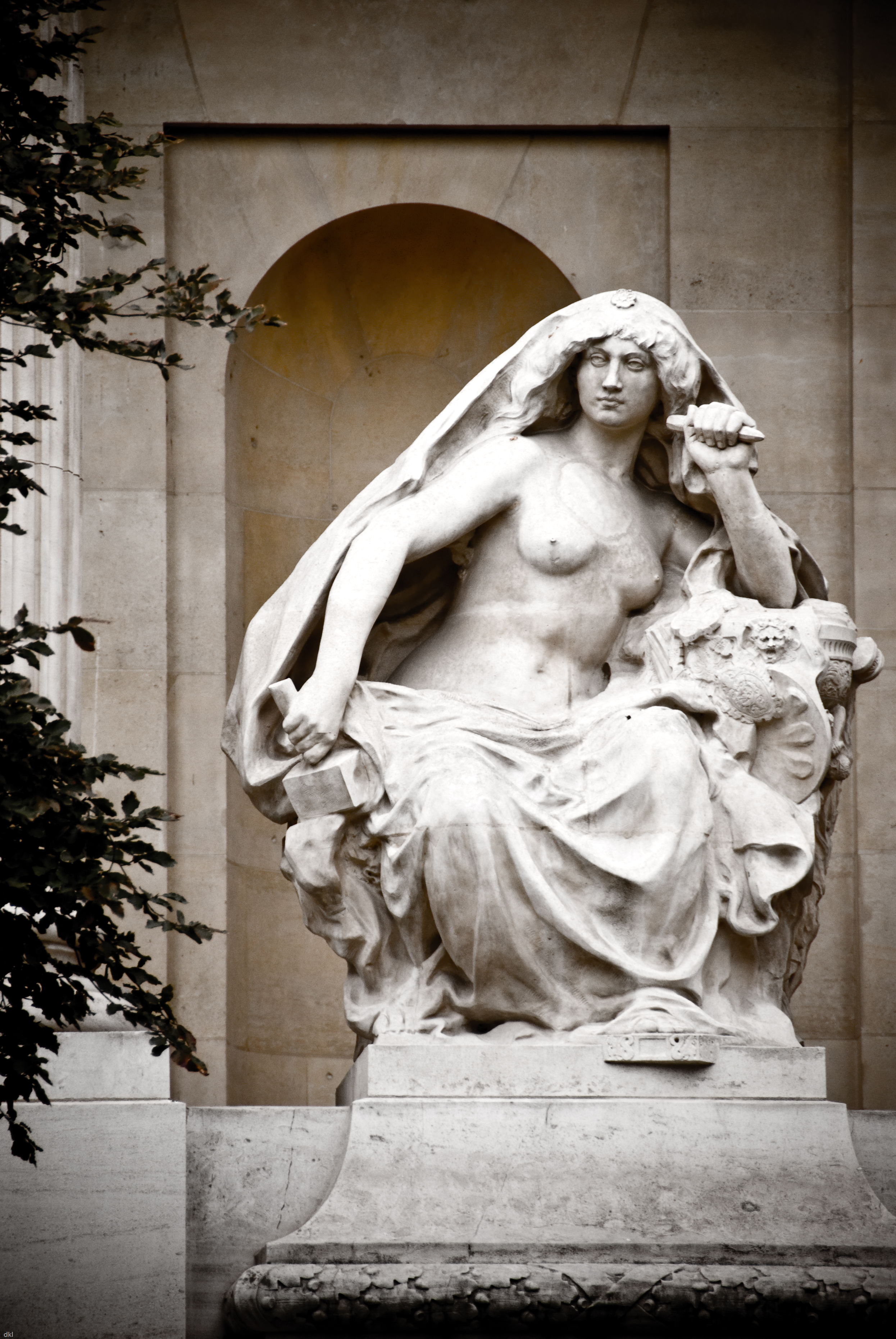
Joseph Enderlin Reneszánsz művészet
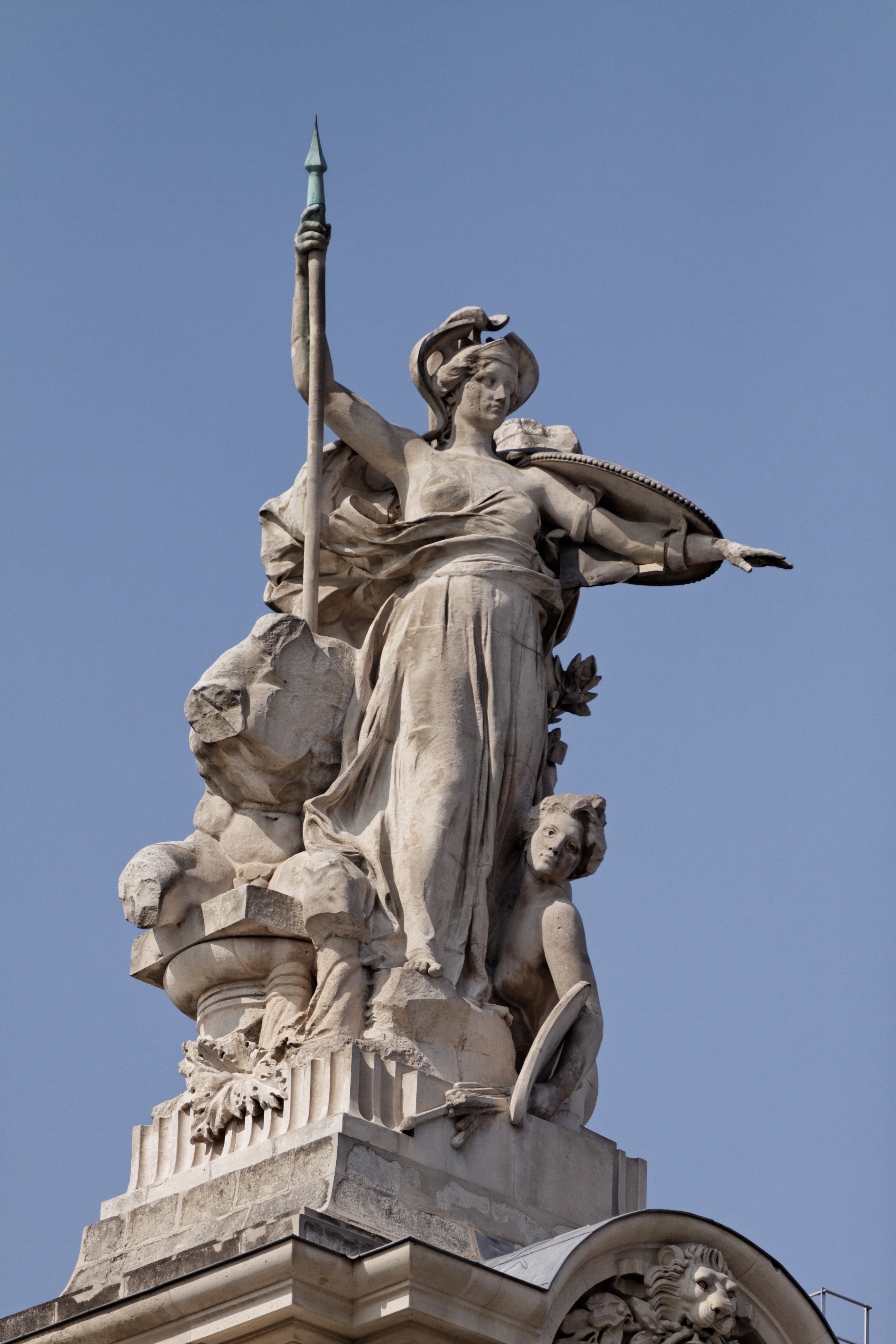
Raoul Verlet Minerva
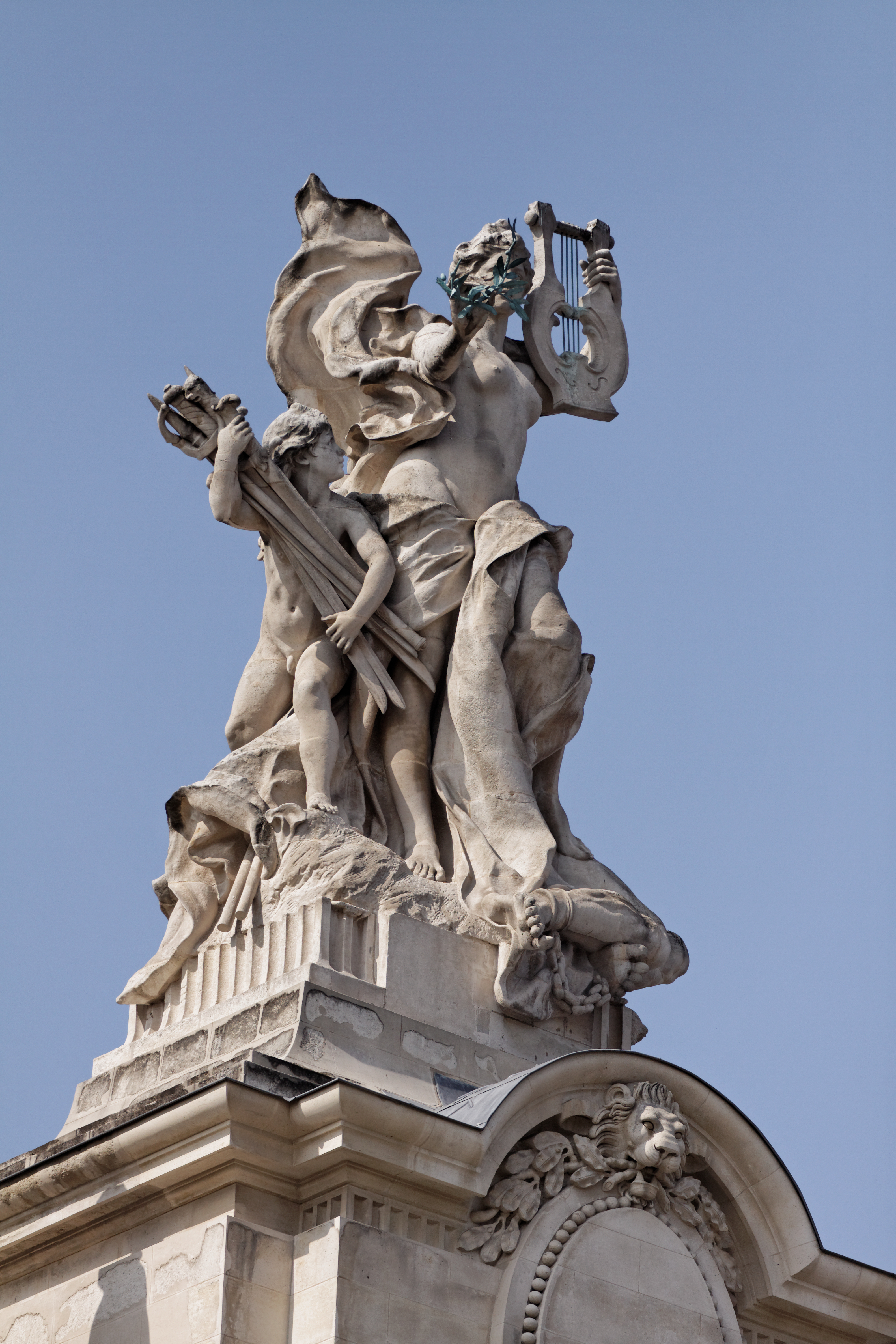
Edouard Lombard Béke

### Mozaik és kerámia frízek
A Grand Palais kőhomlokzatának kellemes melegséget kölcsönöz színeivel az a két nagyméretű fríz, amely egyedüli polikróm eleme az épület külső megjelenésének. Az egyik kerámiából, a másik mozaikból készült. A készítésük óta eltelt több, mint száz év után mindkettő restaurálásra szorult. A szennyezés és a por által károsított mozaikok gyakorlatilag megkülönböztethetetlenné váltak. A restaurálási munkálatok 2005-ben kezdődtek. A munka során felfedték Louis Édouard Fournier művészettörténeti utalásokban gazdag eredeti rajzait. A folyamat magában foglalta a mozaikdarabok tisztítását, újbóli  összeillesztését, valamint a hiányzó darabok pótlását. Az eredmény megmutatja, hogy az eredeti mozaik milyen elénk színű volt, és betekintést enged a Grand Palais tervezőinek művészeti elképzeléseibe.  A kőporos fríz 2008-ban készült el. A frízek ma mindkét homlokzaton újra eredeti szépségükben láthatóak. 

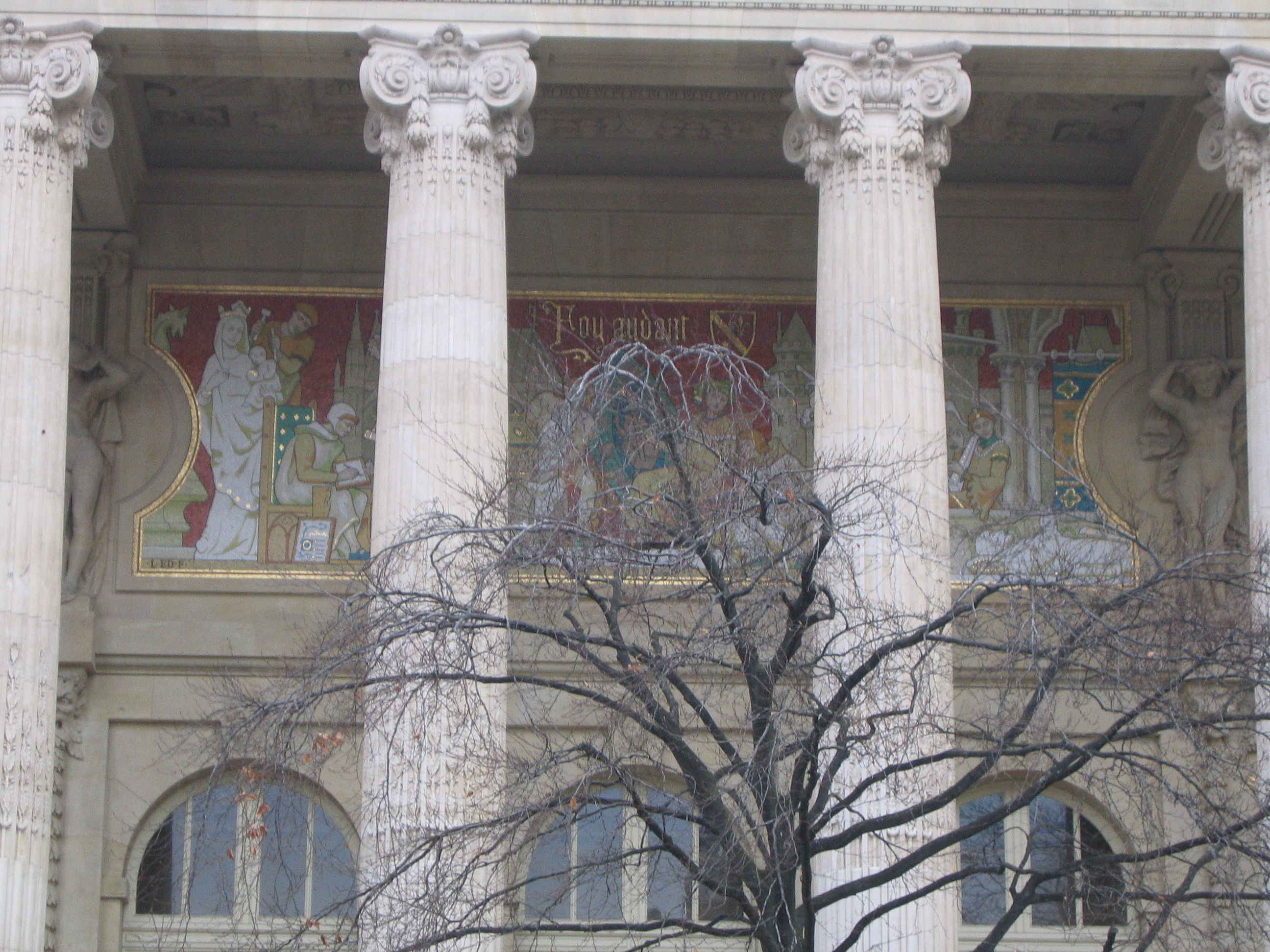
Grand Palais, mozaik

A Winston-Churchill sugárútra néző keleti homlokzaton, az oszlopcsarnok mögött található mozaikfríz ötlete Albert Thomasnak, az 1896-os pályázaton harmadik díjat nyert építésznek tulajdonítható. Az ötlet nagyon tetszett Alfred Picardnak, az egyetemes kiállítás főbiztosának, aki felülbírálta Deglane, a Winston-Churchill sugárúti homlokzatért felelős építész, ellenállását. A tervek elkészítésével Louis Édouard Fourniert bízták meg, aki festő, mozaikművész, metsző és illusztrátorként tevékenykedett. A Fournier által rajzolt fríz a művészettörténet főbb korszakainak idővonala.
Kissé elrejtve, a fal tetején, az oszlopcsarnokok mögött található a történeti fríz, amely 4 panelből áll. Az egész 75 méter hosszú és 3,20 méter magas. Területe 240 négyzetméter. A panelek tíz témát ábrázolva a művészet nagy korszakait követik nyomon egészen a 19. századig. A történelem nagy civilizációinak ábrázolásaival találkozhatunk, beleértve Egyiptomot, Mezopotámiát, Augustus Rómájától Periklész századának Görögországáig, az olasz és francia reneszánsztól a középkorig, az ipari Európától a klasszicista és barokk művészetig.
A távolabbi civilizációkról sem feledkeztek meg, a táblák a nyugati gyarmatosítás során feltárt területek művészetét is dicsőítik. A Földközi-tenger és a szubszaharai Afrika, a Kelet és az indiai szubkontinens, Délkelet-Ázsia és Indokína a khmerekkel és Angkor templomaival, Kokinkína és a Huế városa körüli vietnámi tájak, a Távol-Kelet a titokzatos Kína és Japán ábrázolásai láthatók. 
Louis-Édouard Fournier-nek és csapatának a fríz megtervezése és felavatása között mindössze másfél év  állt rendelkezésére, hogy elkészítse a színes üveglapok aprólékos összeállítását Guilbert Martin mozaikműhelyében Saint-Denis-ben. Ez a Saint-Denis-ben található műhely 1862 és 1960 között egyedülálló know-how-járól volt híres Franciaországban.
A másik mozaik a Grand Palais hátsó homlokzatát díszíti (a Palais de la Découverte bejárata felőli oldalon, az avenue Franklin-Roosevelt-en). Kerámiából készült, és a művészettörténetet egy másik szemszögből dolgozza fel. A kompozíciót Louis Blanc készítette.

Palais de la Découverte fríz
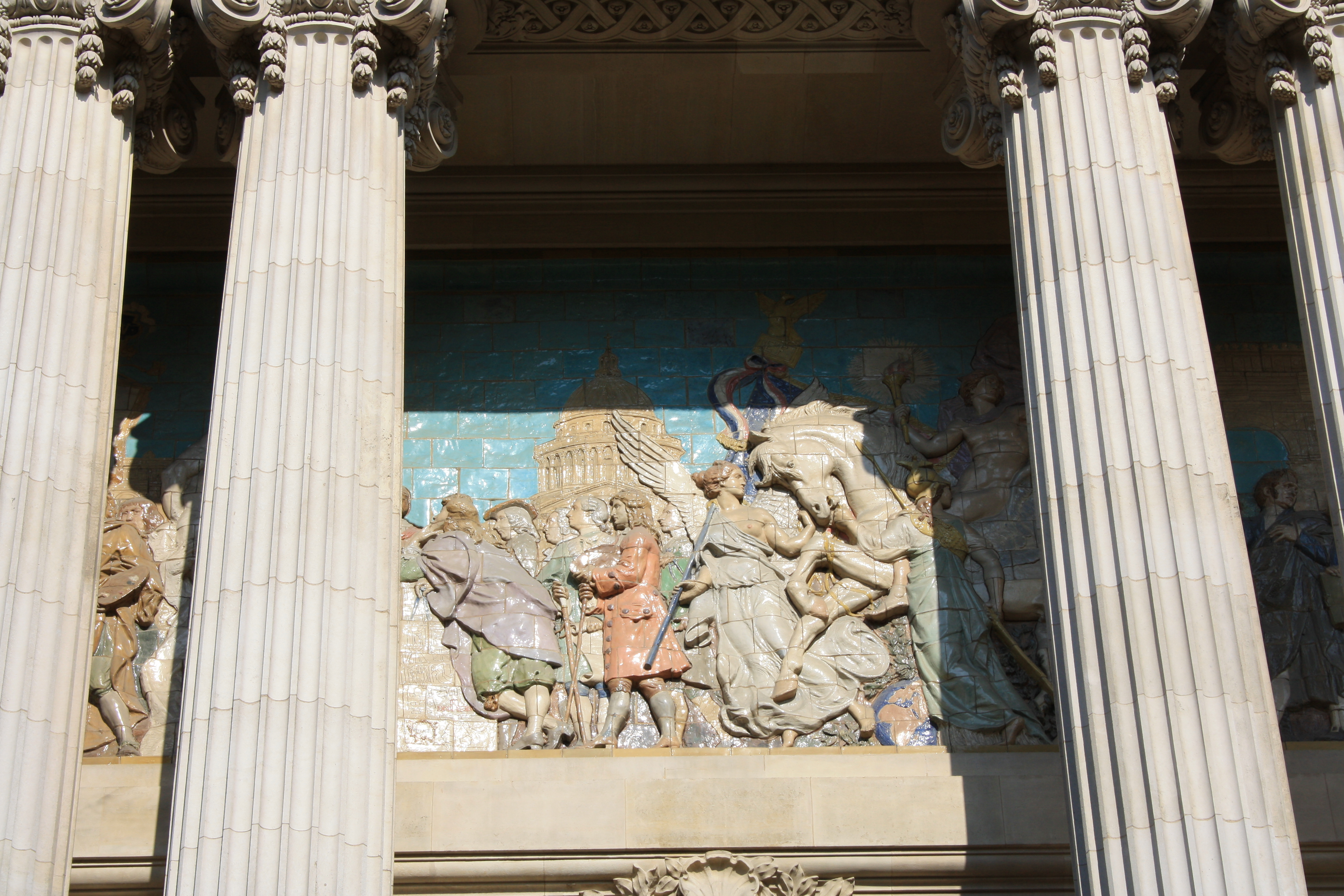
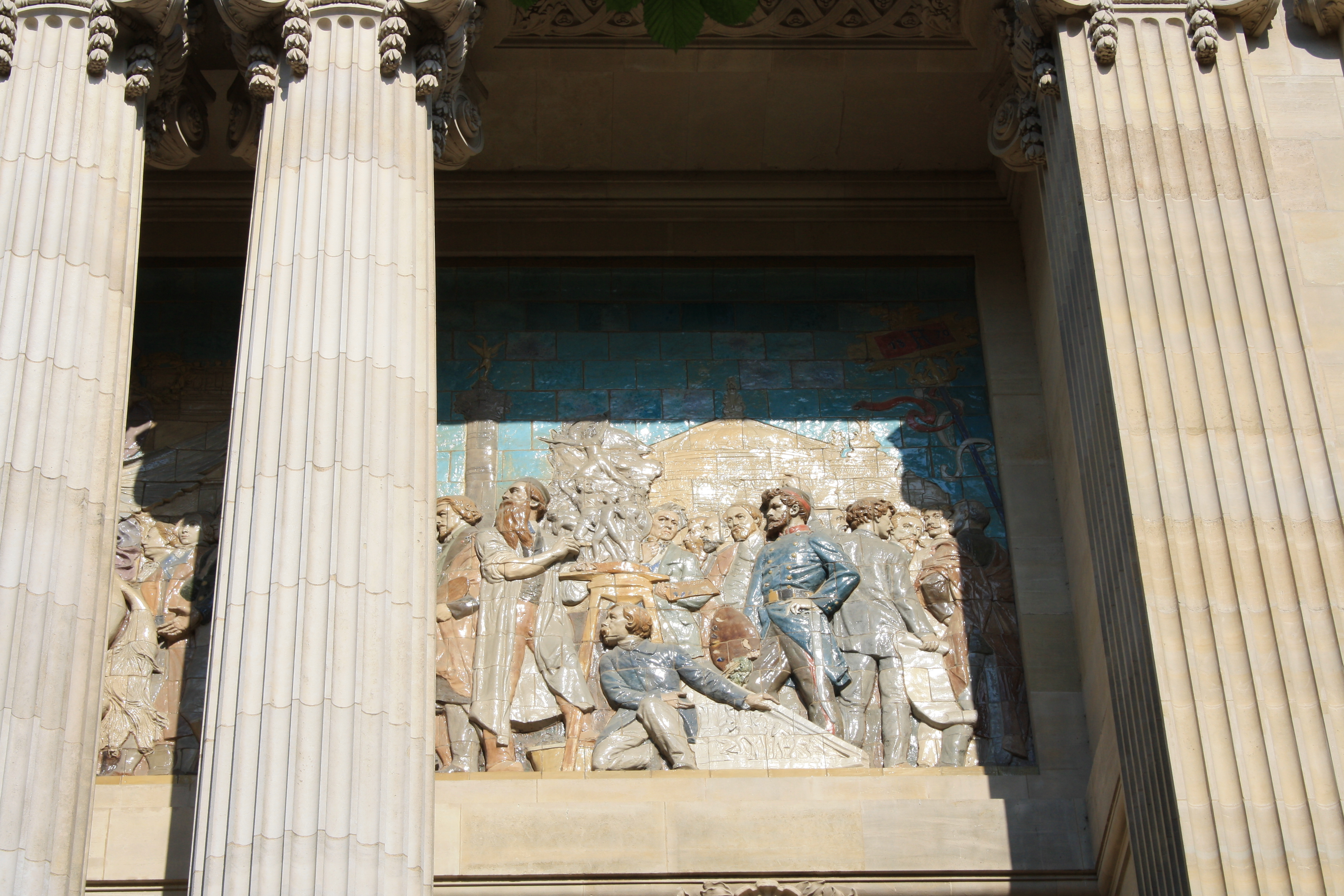
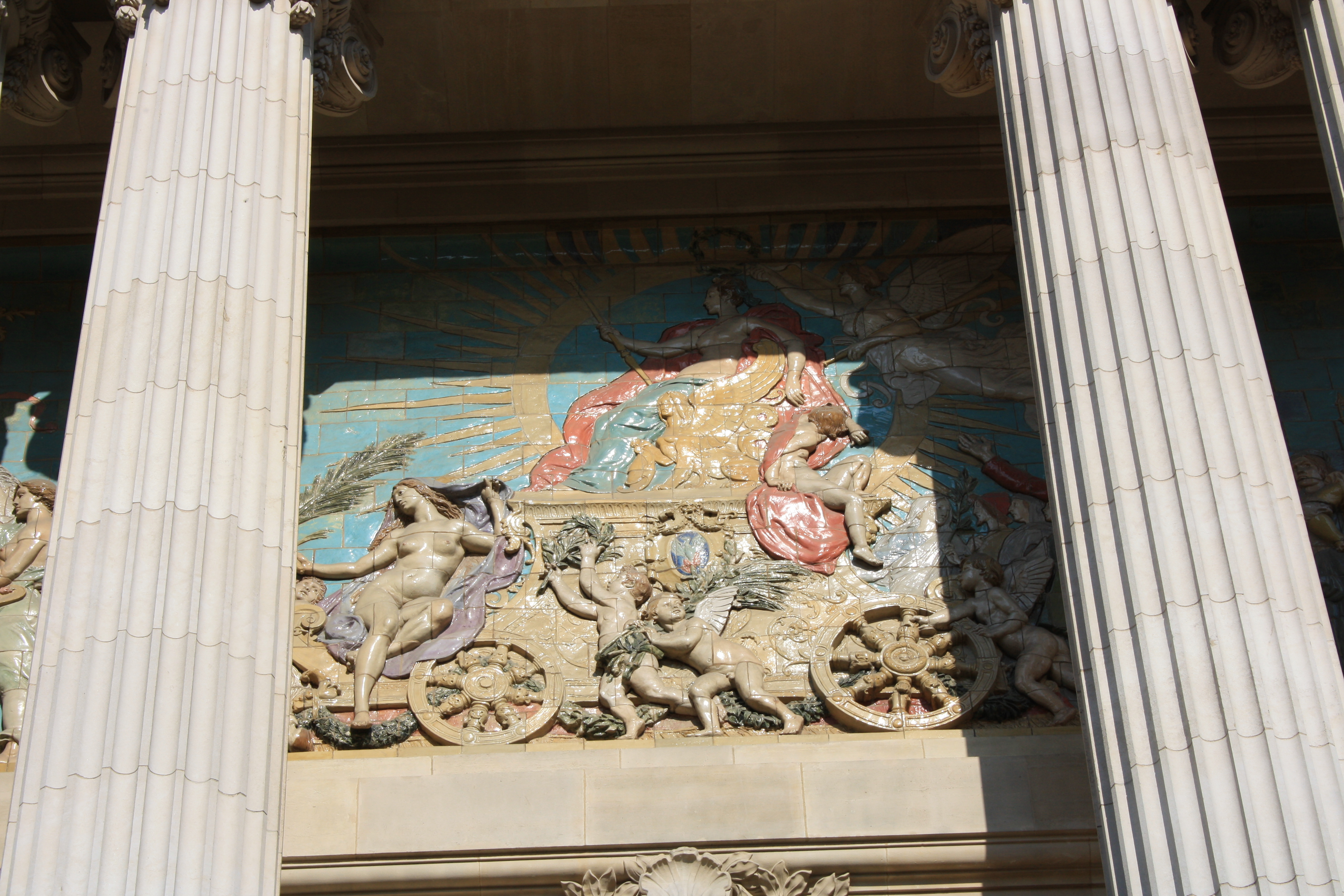
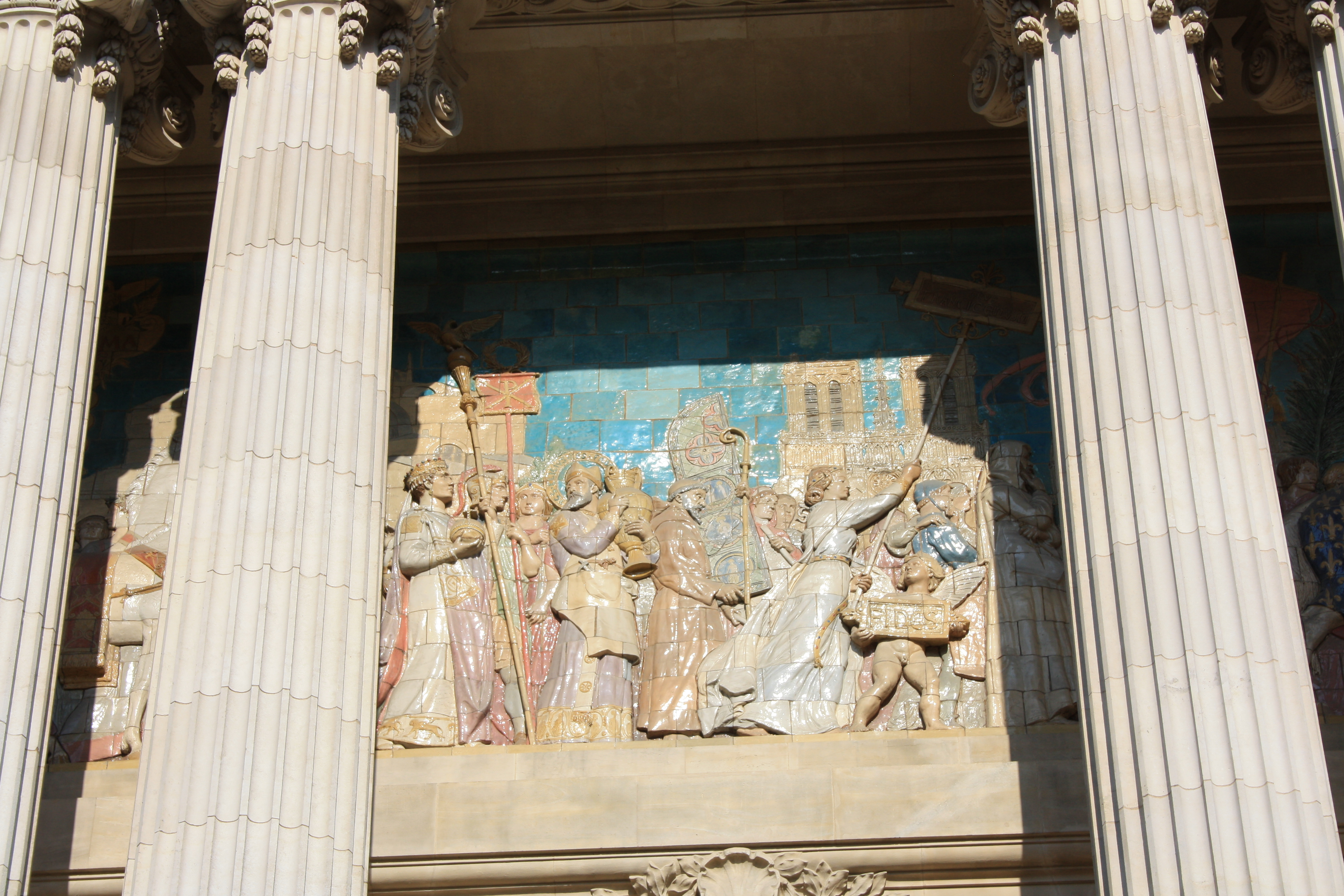
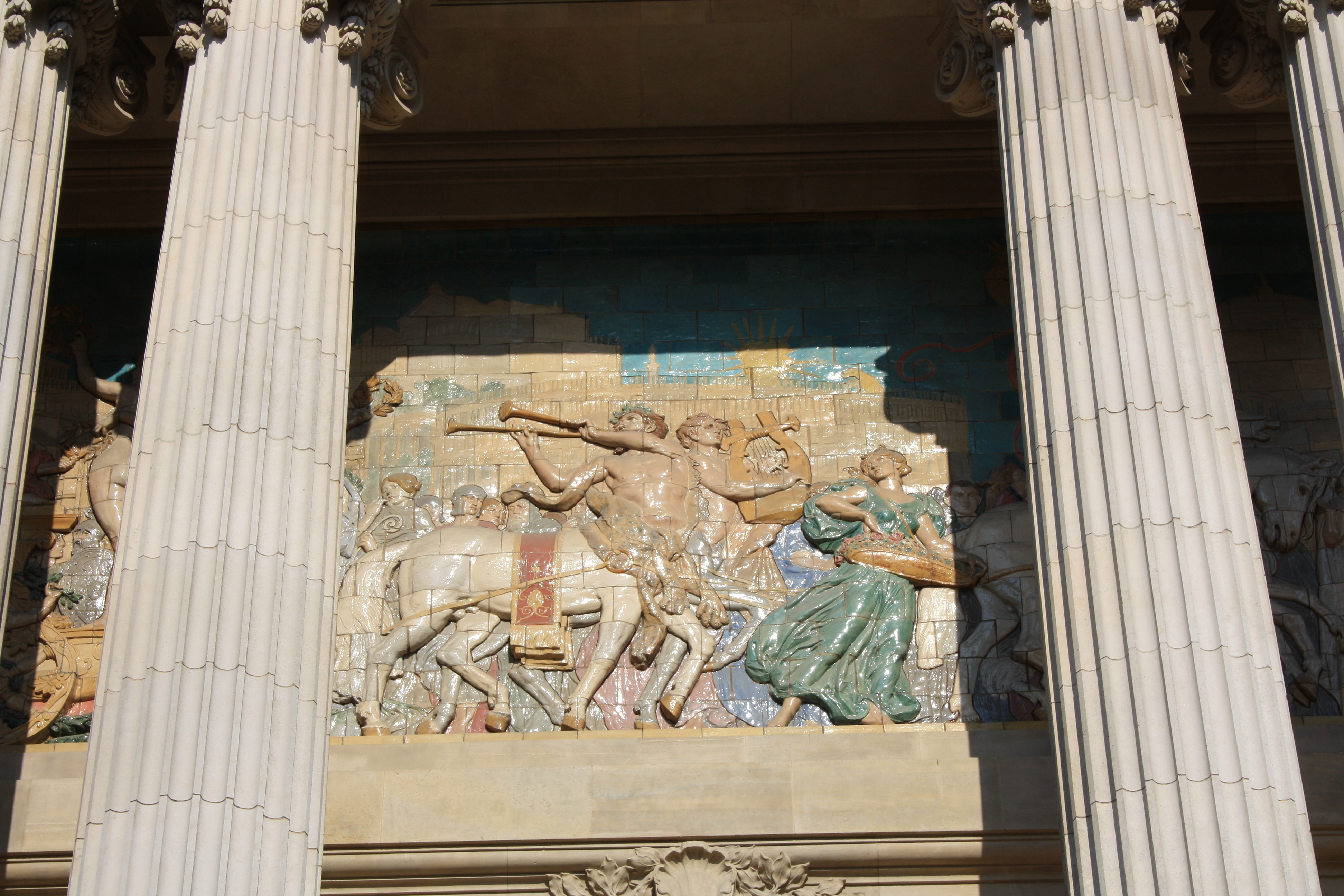
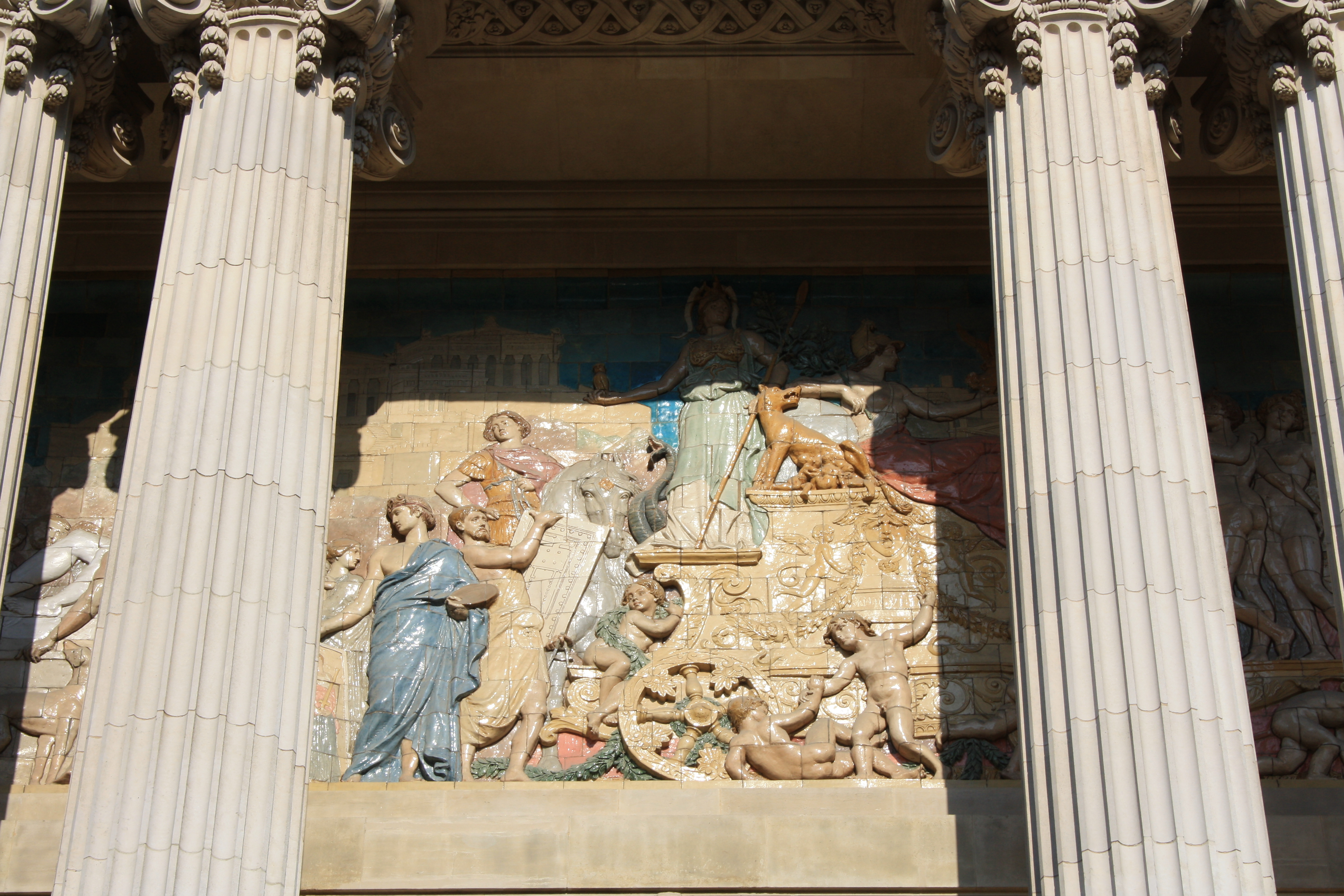
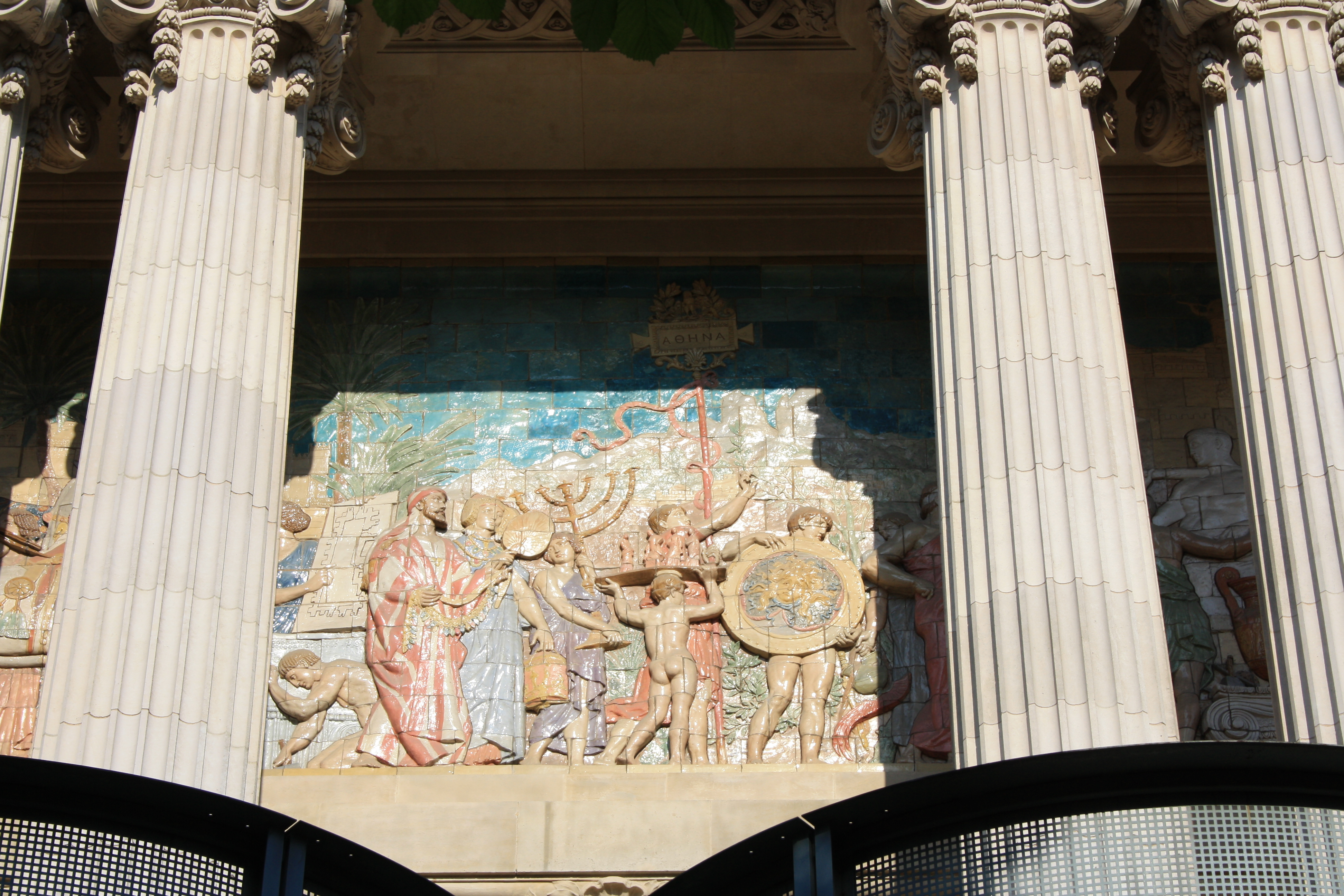
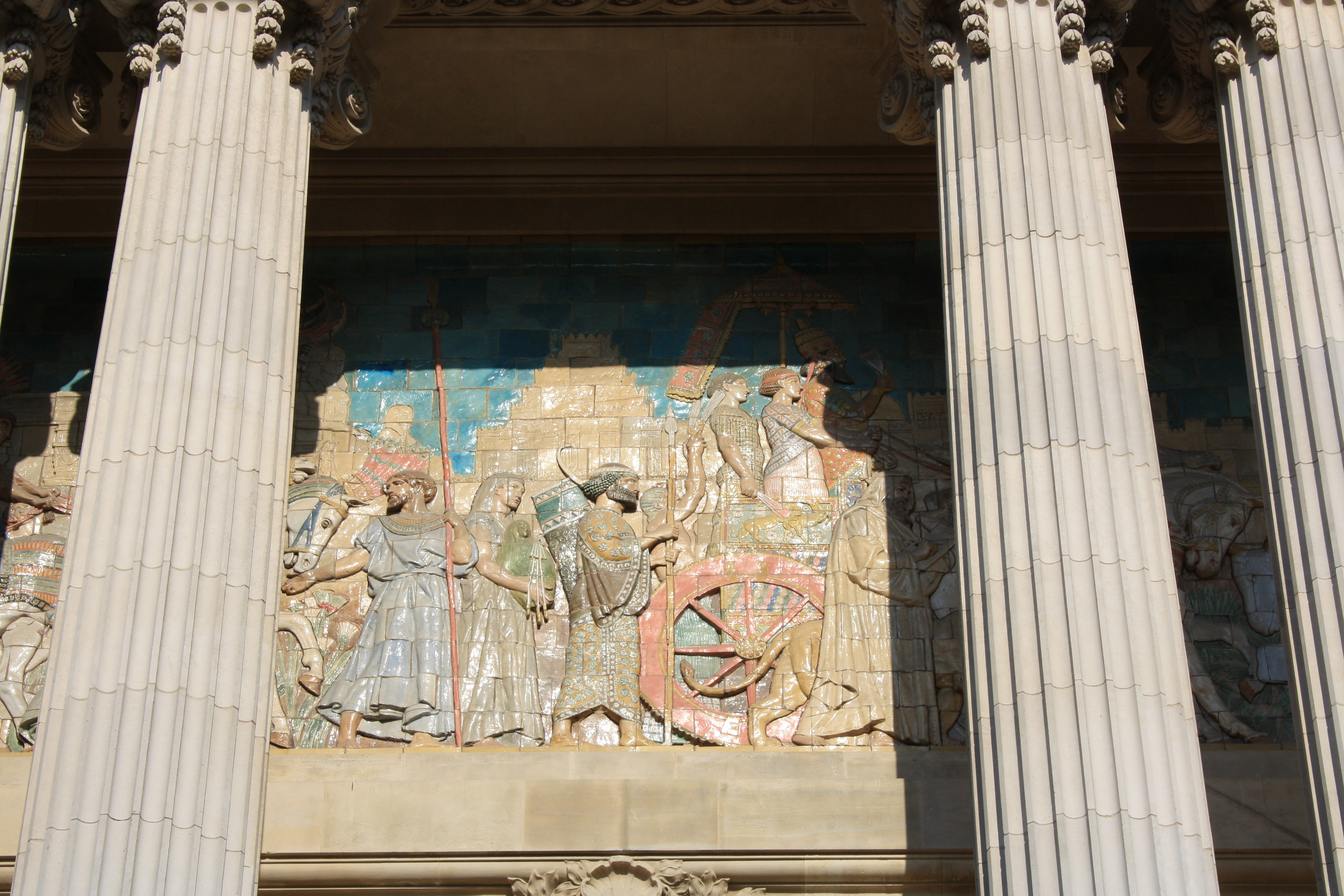
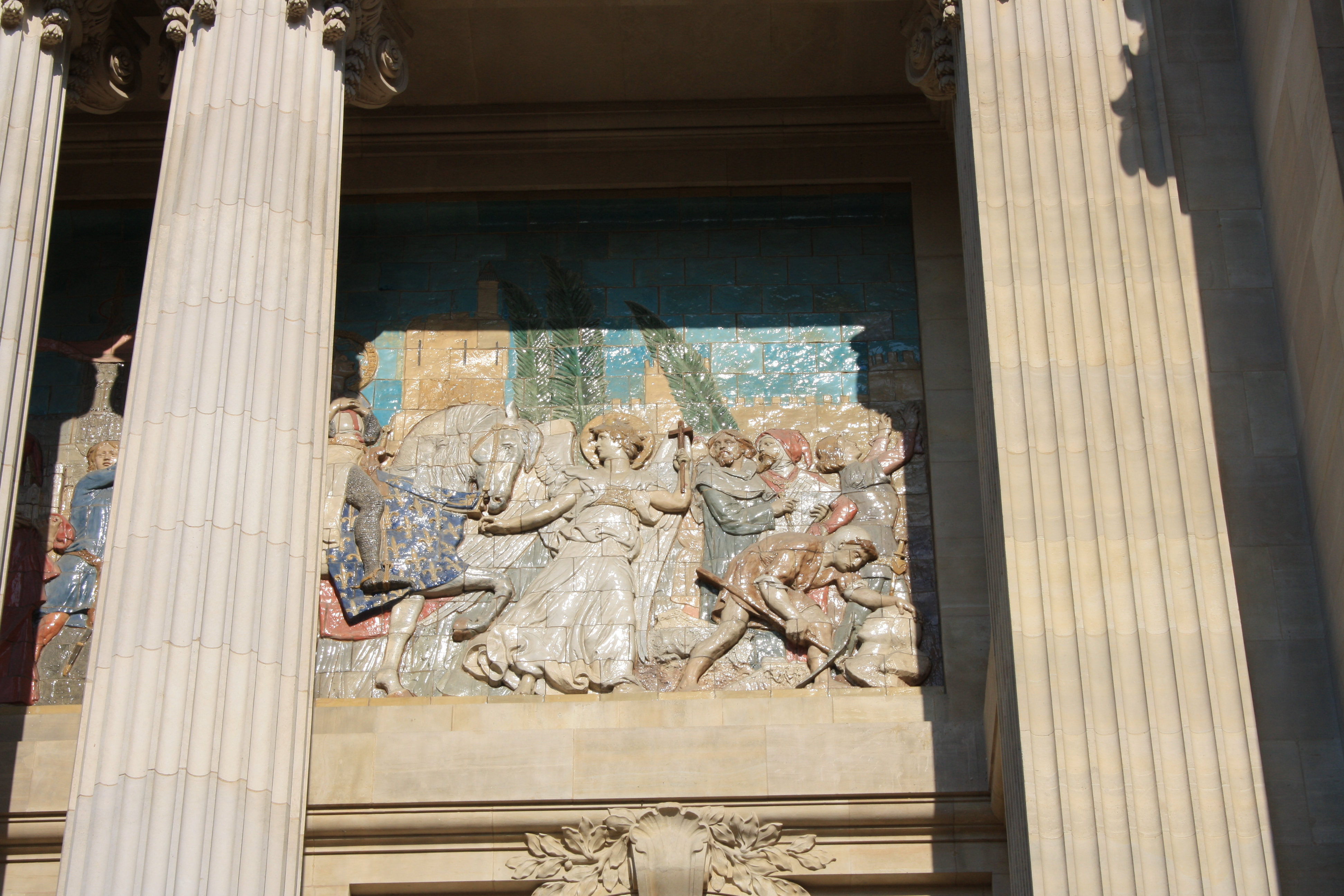

### Nagyhajó
A főhajó csaknem 240 méter hosszú. Az impozáns főteret vas és acél tartószerkezettel hatalmas üveg boltozat fedi. Ennek a komplexumnak a teteje 45 méter magasan van. Az északi és a déli mellékhajó hordó boltozata kissé lesüllyesztett. Ez az épület volt az utolsó a londoni Kristálypalota által ihletett nagy, átlátható szerkezetek közül, amelyeket a villamosság kora előtt nagy embertömegek összejöveteleihez létsítettek. A főteret eredetileg a klasszicizmust és a szecessziót ötvöző stílusú nagy lépcsőház kötötte össze a palota többi részével, de a belső elrendezést azóta némileg módosították. A belső tér dísze a funkcionális elemeinek, a lépcsőknek és a csarnok körül az első emelet szintjén futó galériának a fémszerkezete.

Grand Palais üveg boltozat a főhajóban
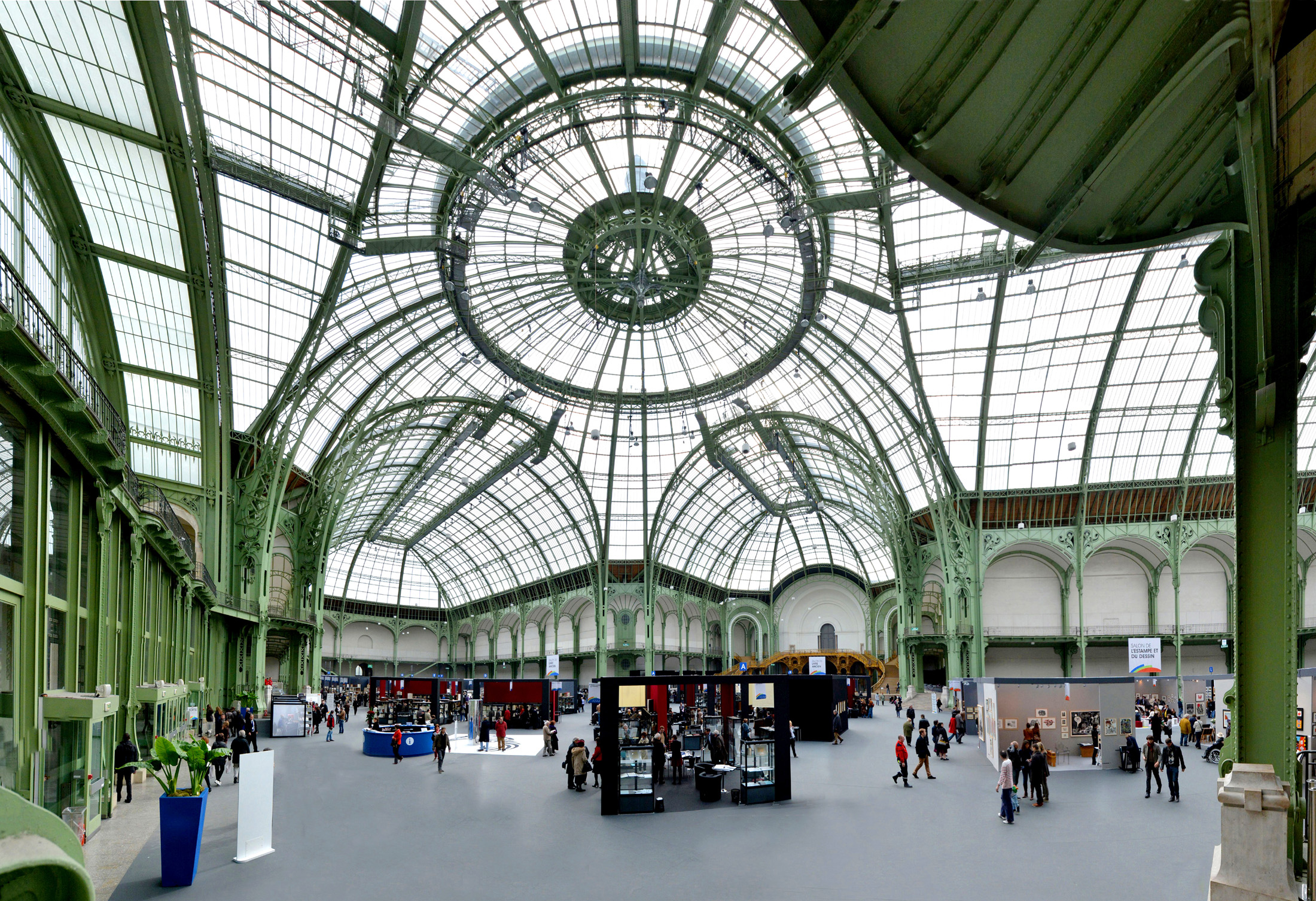
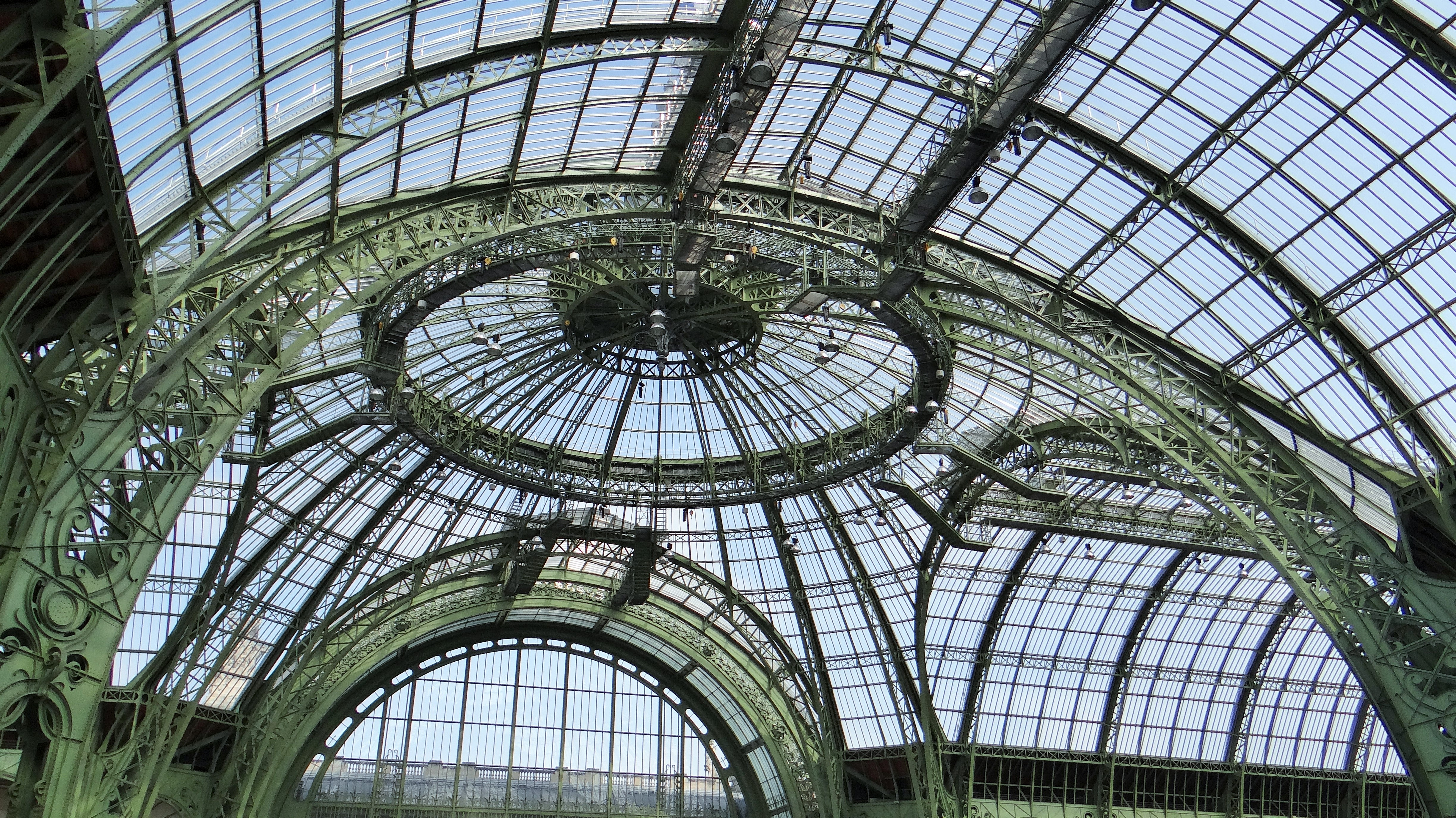
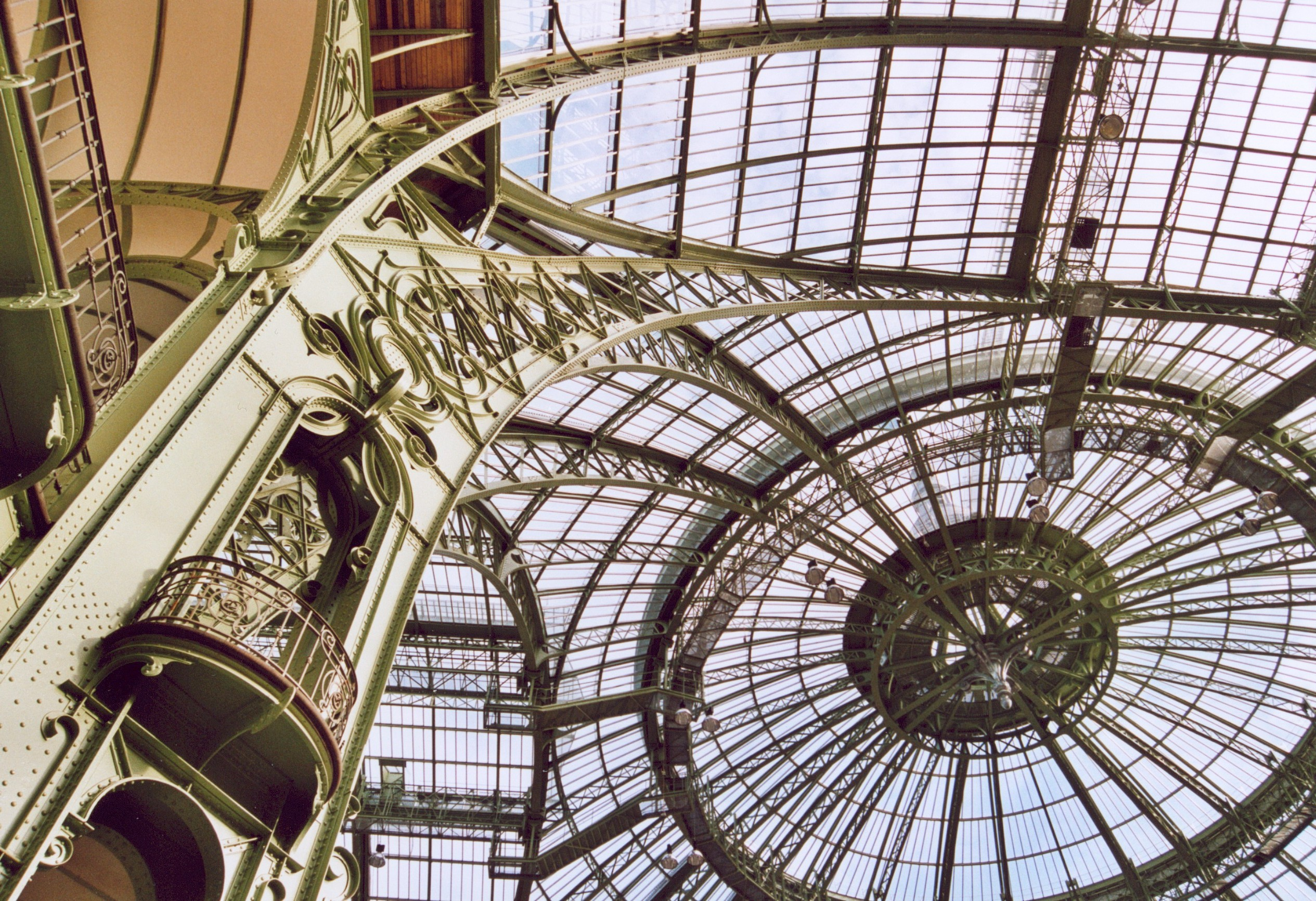
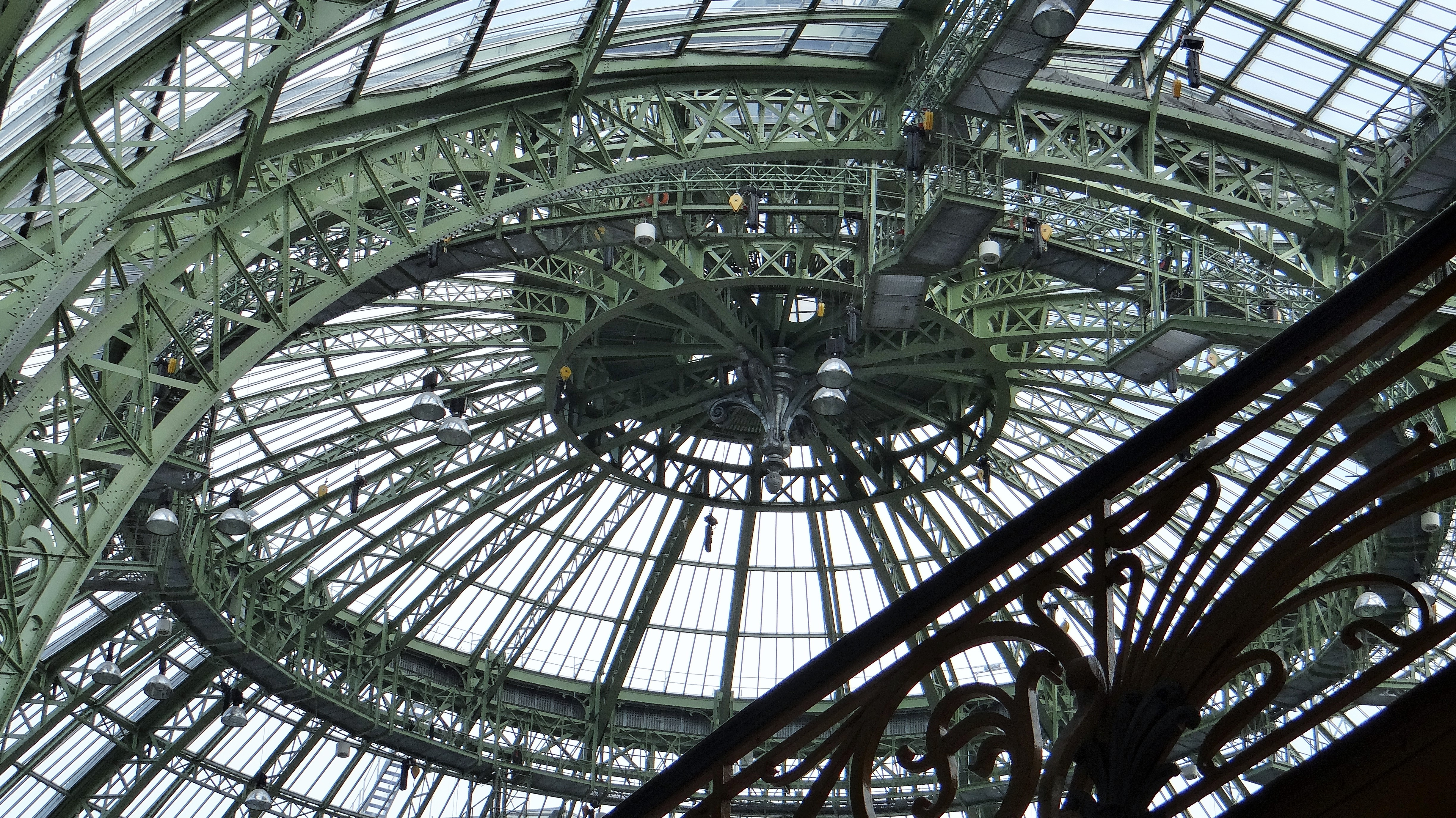

Az építés idején ezeket speciálisan erre a célra készített zöld árnyalatú festékkel vonták be. Mintegy 60 tonna festék fogyott el erre a célra. Az épület többszöri karbantartása alatt az átfestésnél nem ragaszkodtak az eredeti árnyalathoz. Az legújabb renoválás során a fémszerkezet visszakapja eredeti színét.
Eredetileg az épület és belső működése kelet-nyugati tengely mentén szerveződött. A nagy főhajó és a palota többi része (a díszterem, a központi szárny és a Palais d'Antin) közötti kapcsolatot egy széles, szecesszióval árnyalt, klasszikus ihletésű vaslépcső biztosította.

Grand Palais díszlépcső
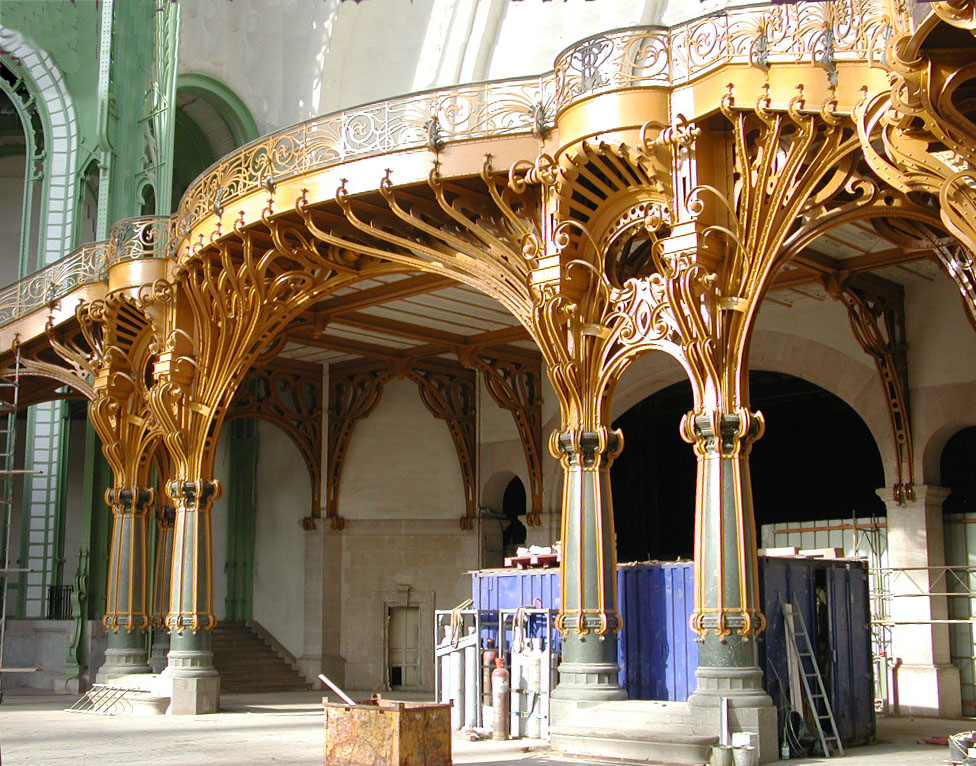
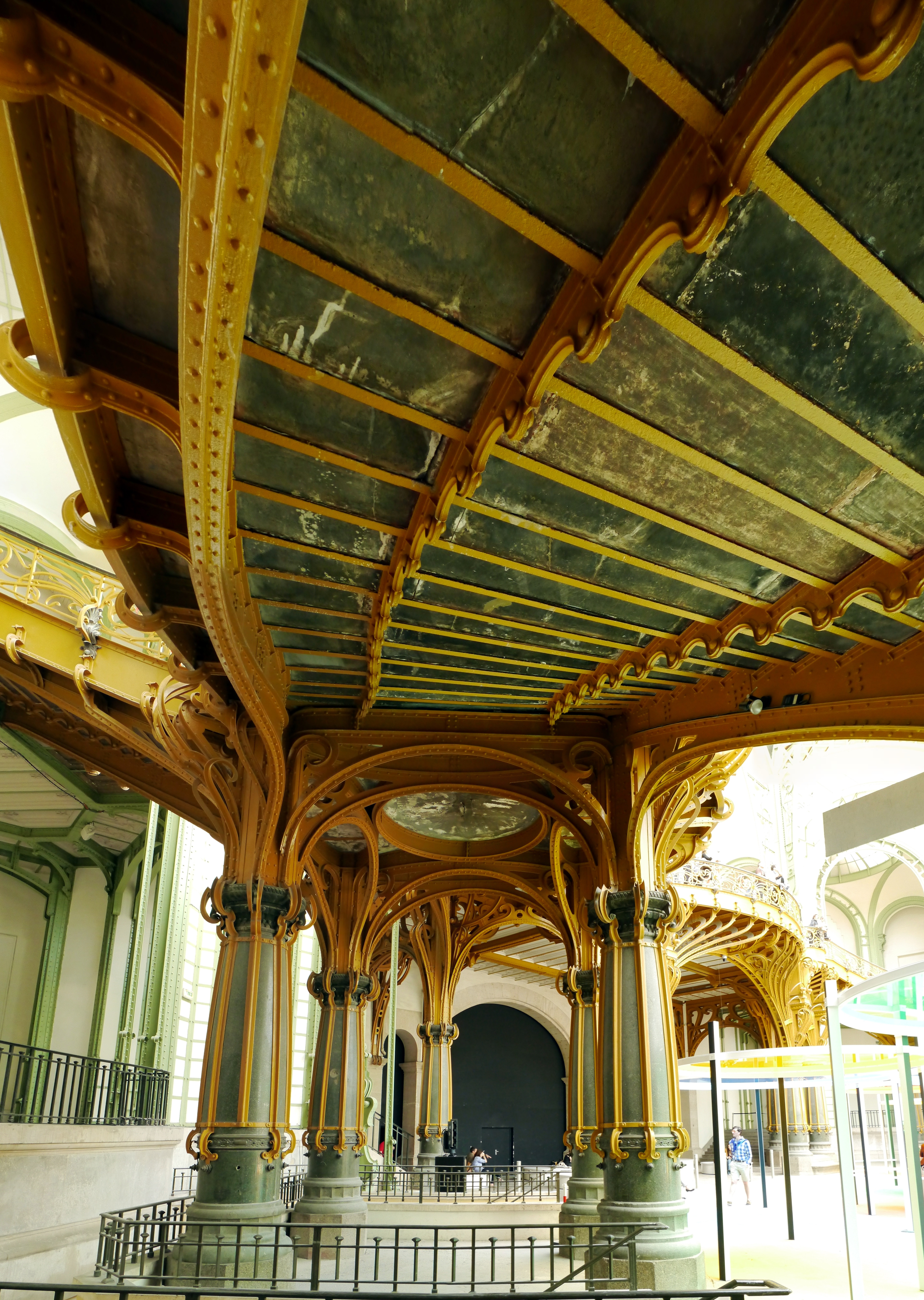
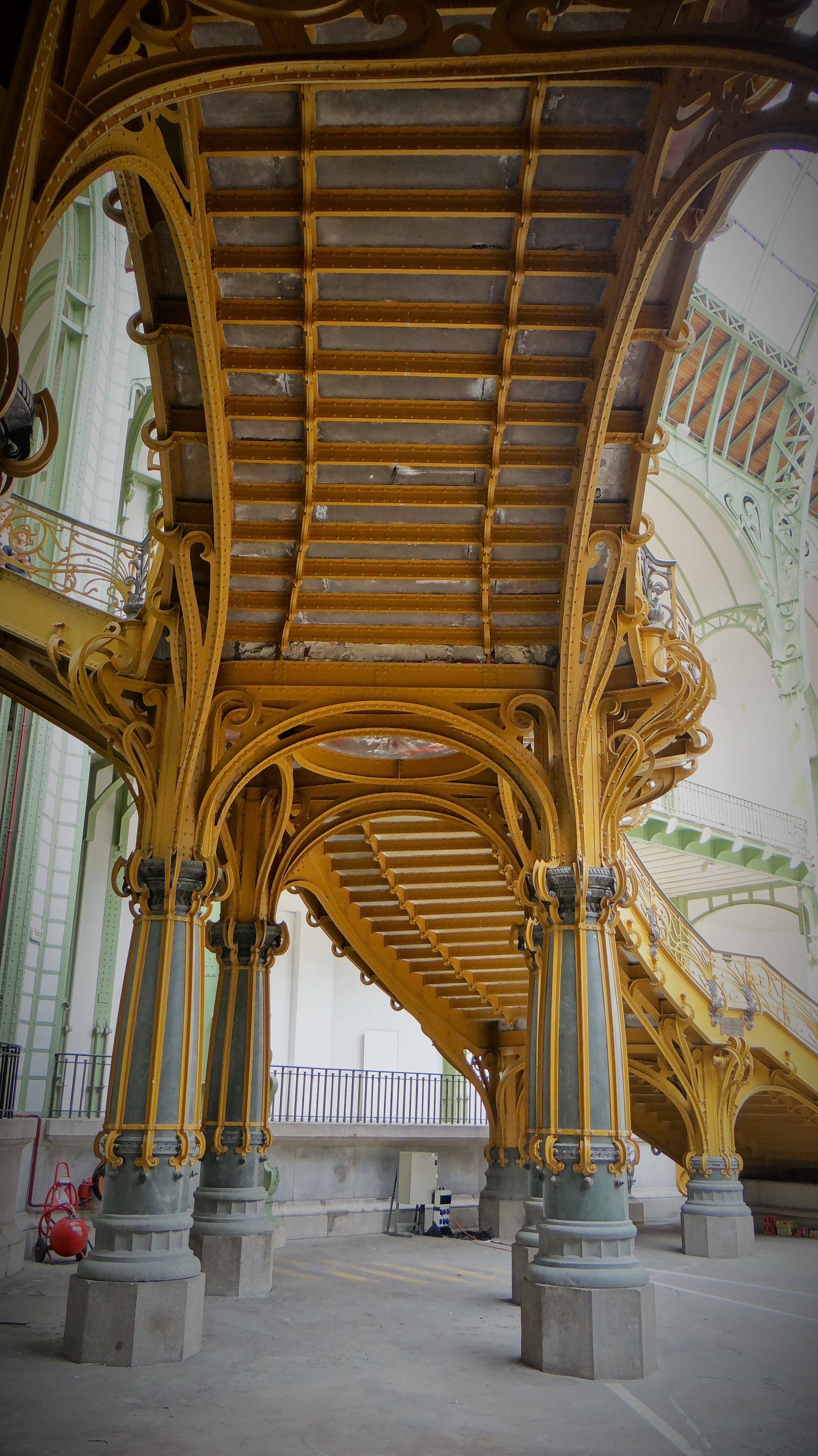
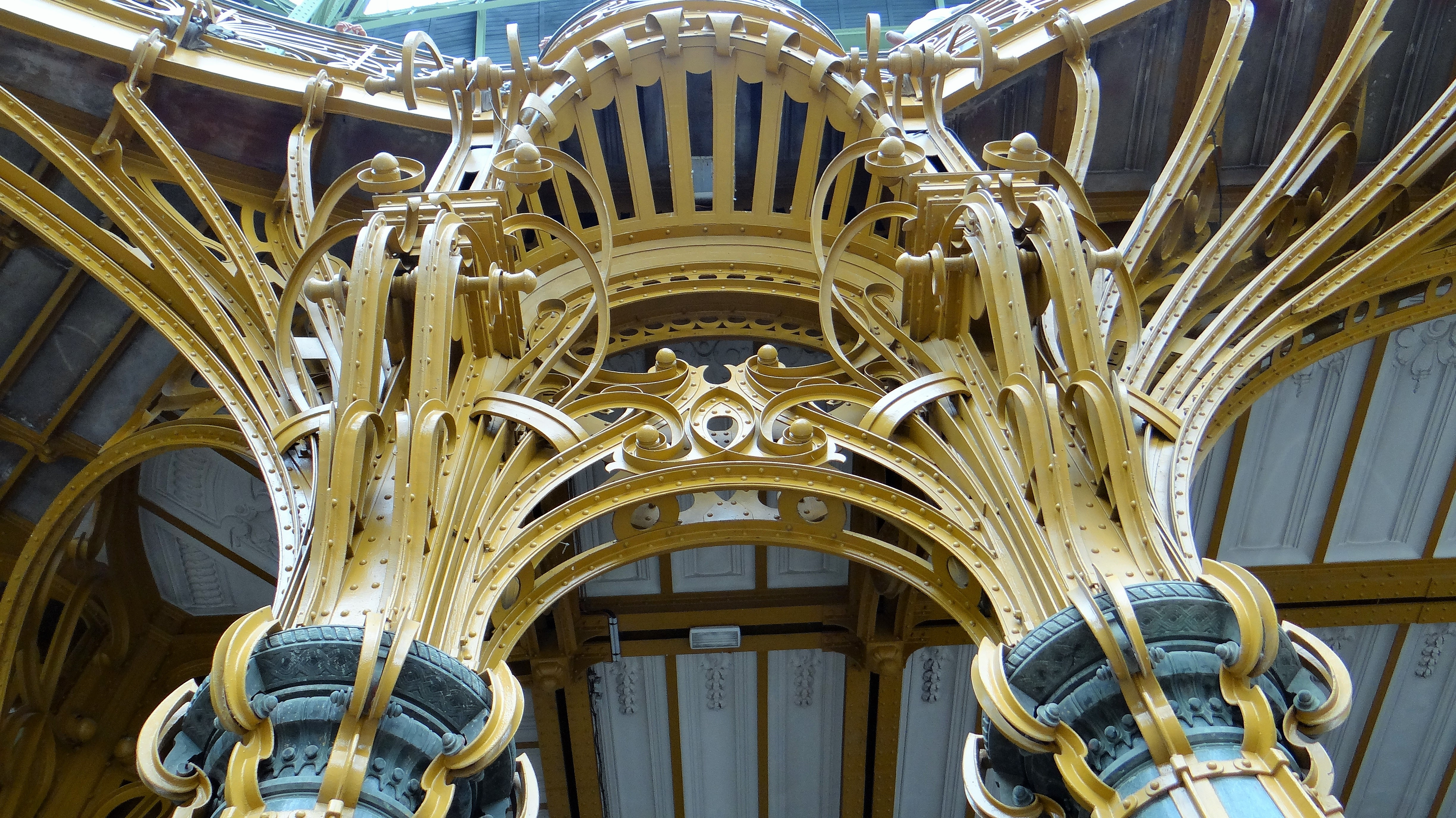

### Palais d'Antin
1937-ben a világkiállítás idején a Palais d'Antin (a Grand Palais nyugati része) Palais de la Découverte néven ideiglenes kiállításnak adott. Ez a kiállítás 2 millió látogatót vonzott. Magyar vonatkozása a kiállításnak, hogy olyan nagyhatású volt a tudományos felfedezések bemutatása, hogy a kalocsai születésű Nicolas Schöffer, saját elbeszélése szerint, naponta meglátogatta, és ennek hatására indult el azon az úton, amely során a kibernetikus művészet megteremtője lett. A nagy sikerre való tekintettel, 1940-től a kiállítás végleges helyet kapott a Grand Palais-ban. Ezután egy ajtó zárta el a nagy lépcsőház és a Palais d'Antin közötti átjárót, megszakítva ezzel az eredeti kelet-nyugati irányú közlekedést. A felújítás 2008-2010-es cselekvési terve szerint ez a folyosó újra megnyílik. A látogatók így közvetlenül a főhajóból léphetnek be a Palais d'Antinba, melynek új neve, Palais de la Découvert, már teljesen leváltotta az eredeti elnevezést. Hasonlóképpen, a VIP Lounge is felújításra kerül, és ismét a Grand Palais szívévé válik.
A Palais de la Découvert külső bejárata a sarokrizalitnál található. A látógató egy kisebb üveg kupola által világított csarnokba lép be. Az ellipszis alakú terem belsejét grès kerámia mozaikkal burkolták. A központban, a szimmetriatengelyek metszésénél egy nagy virágmotívum látható, amely világos színű (bézs, barna és zöld), de a fehér háttér előtt jól kiemelkedő színű tesszerákból áll. Ezeket a mozaikokat a Simons et Cie cég készítette Louis Hista rajzai alapján. A falakat gazdag stukkó díszítés ékesíti.

A Palais de la Découvert homlokzata
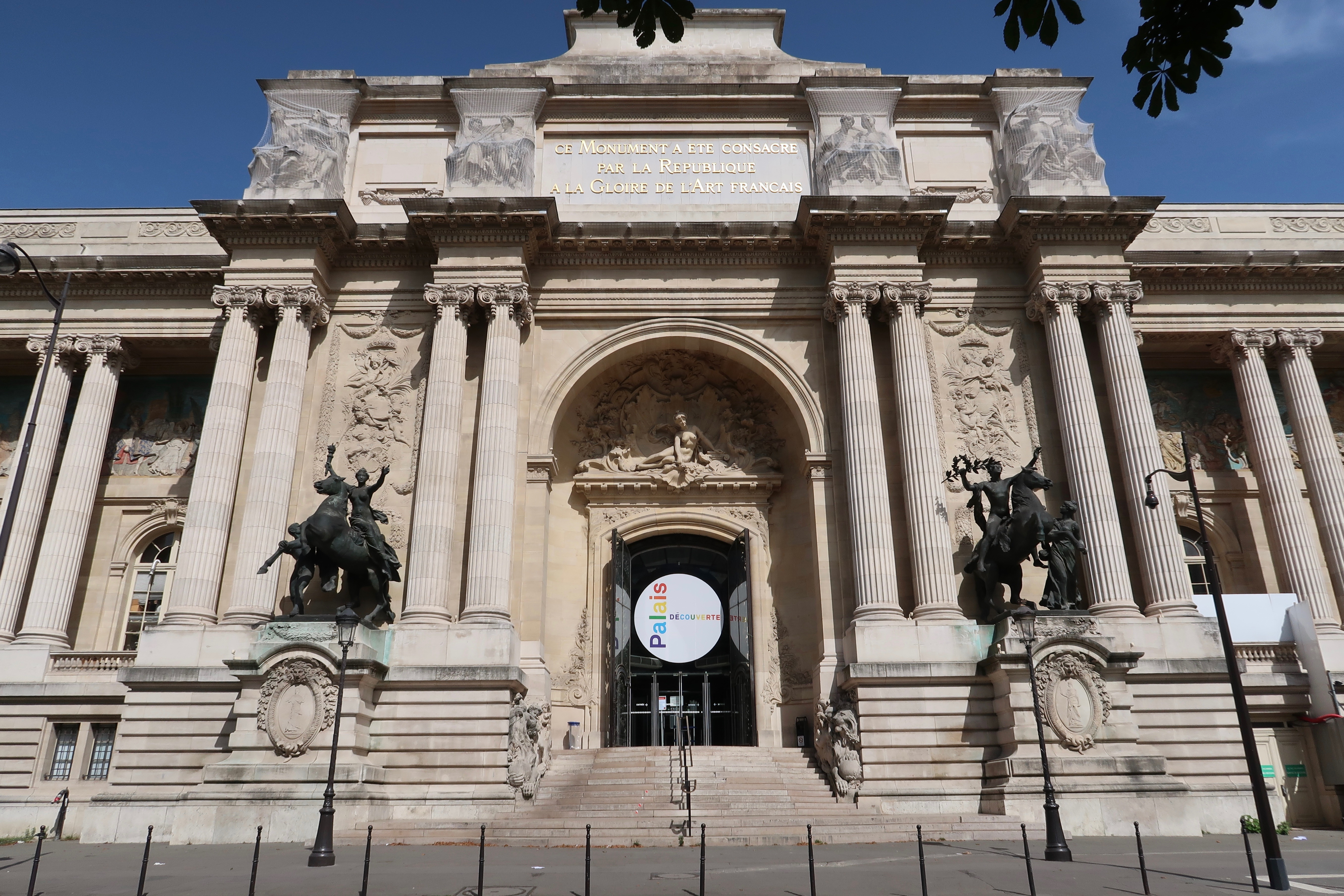
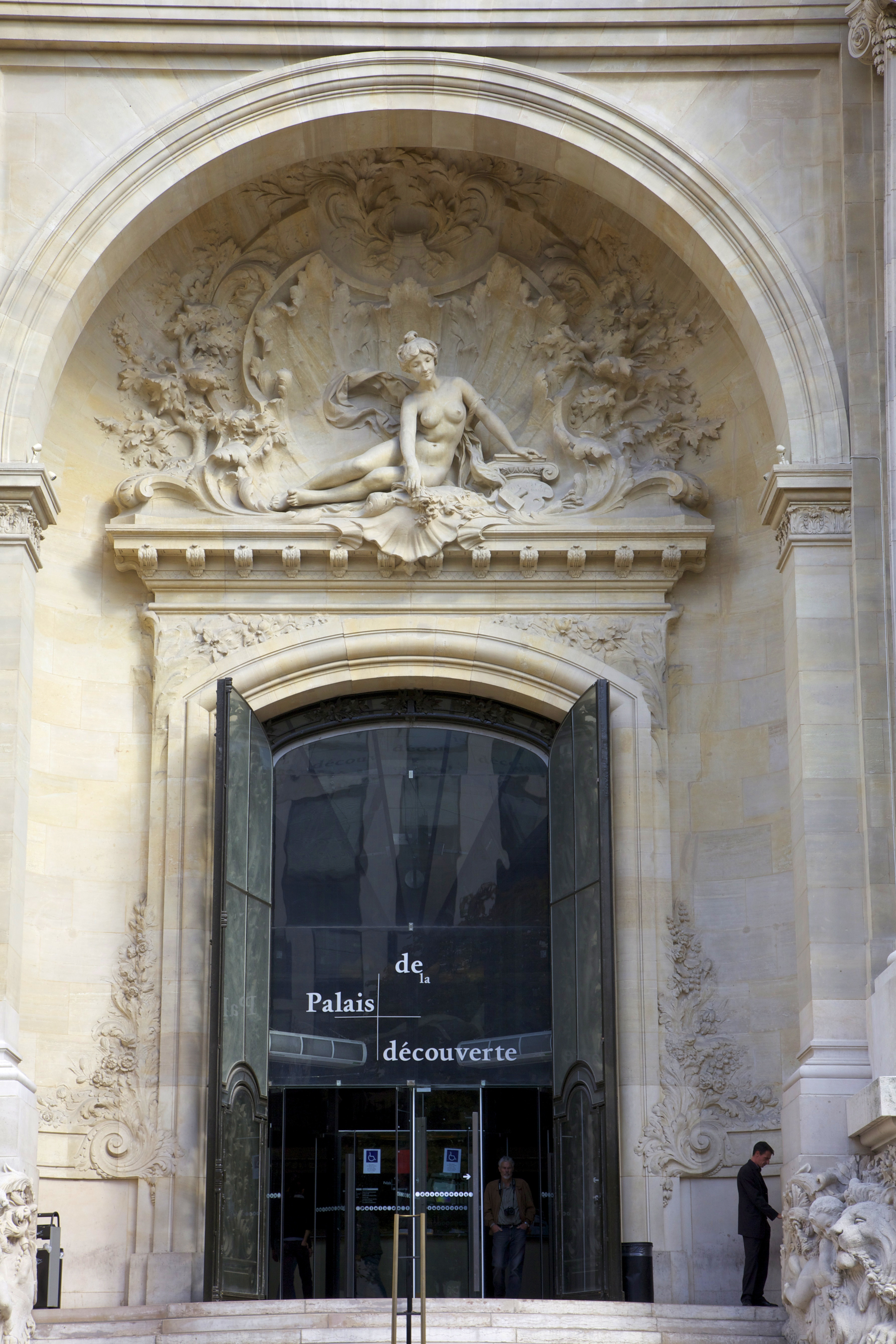
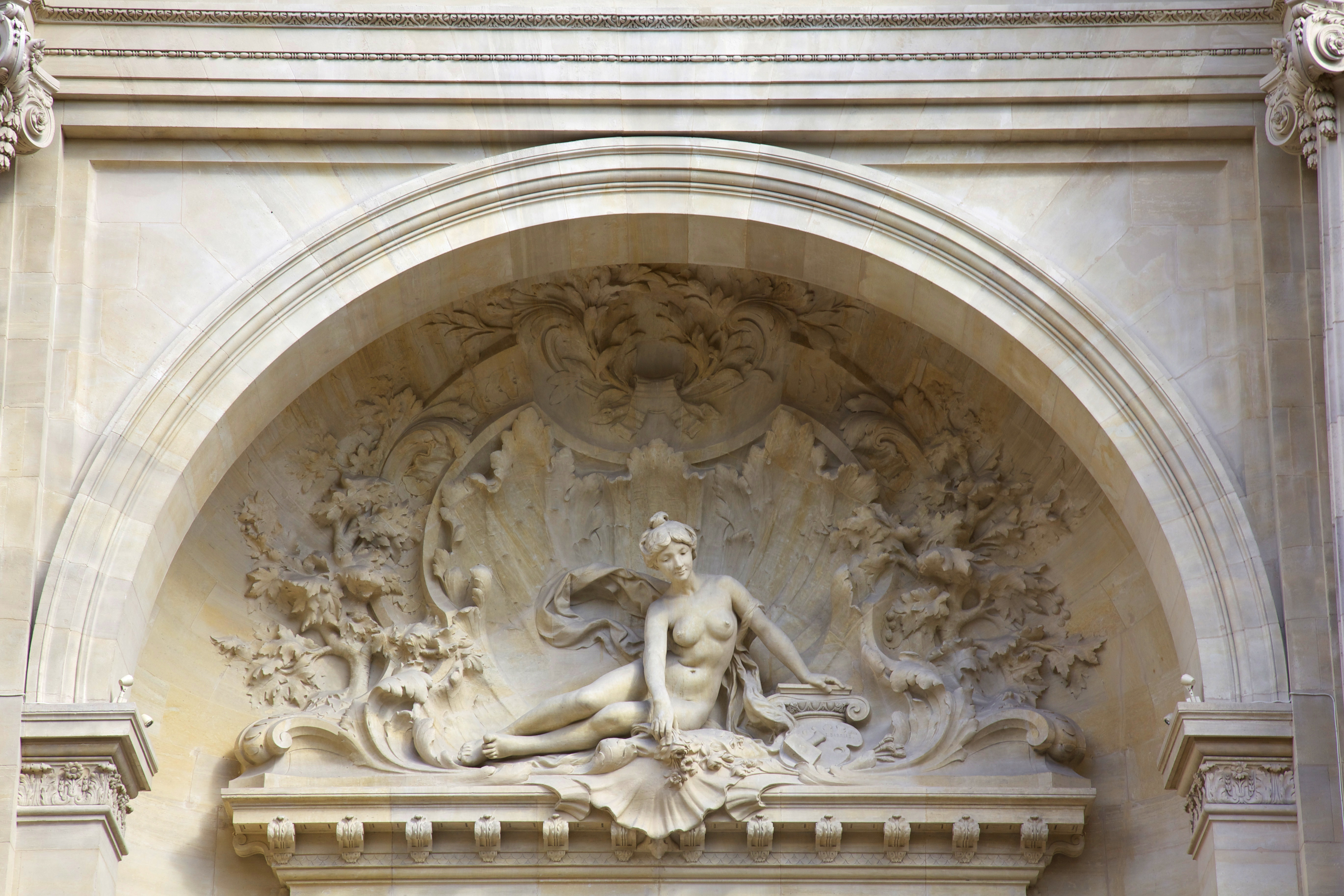
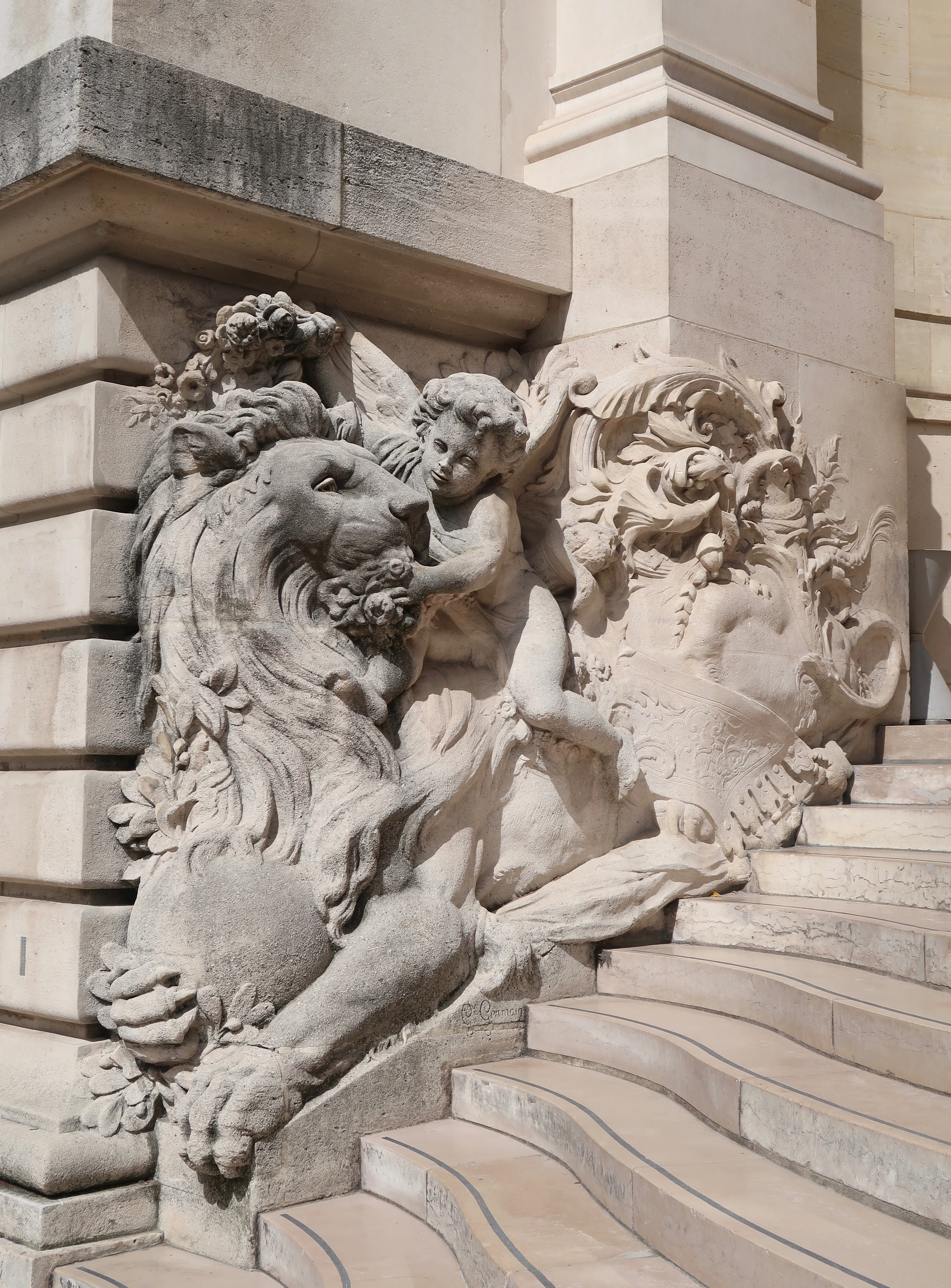
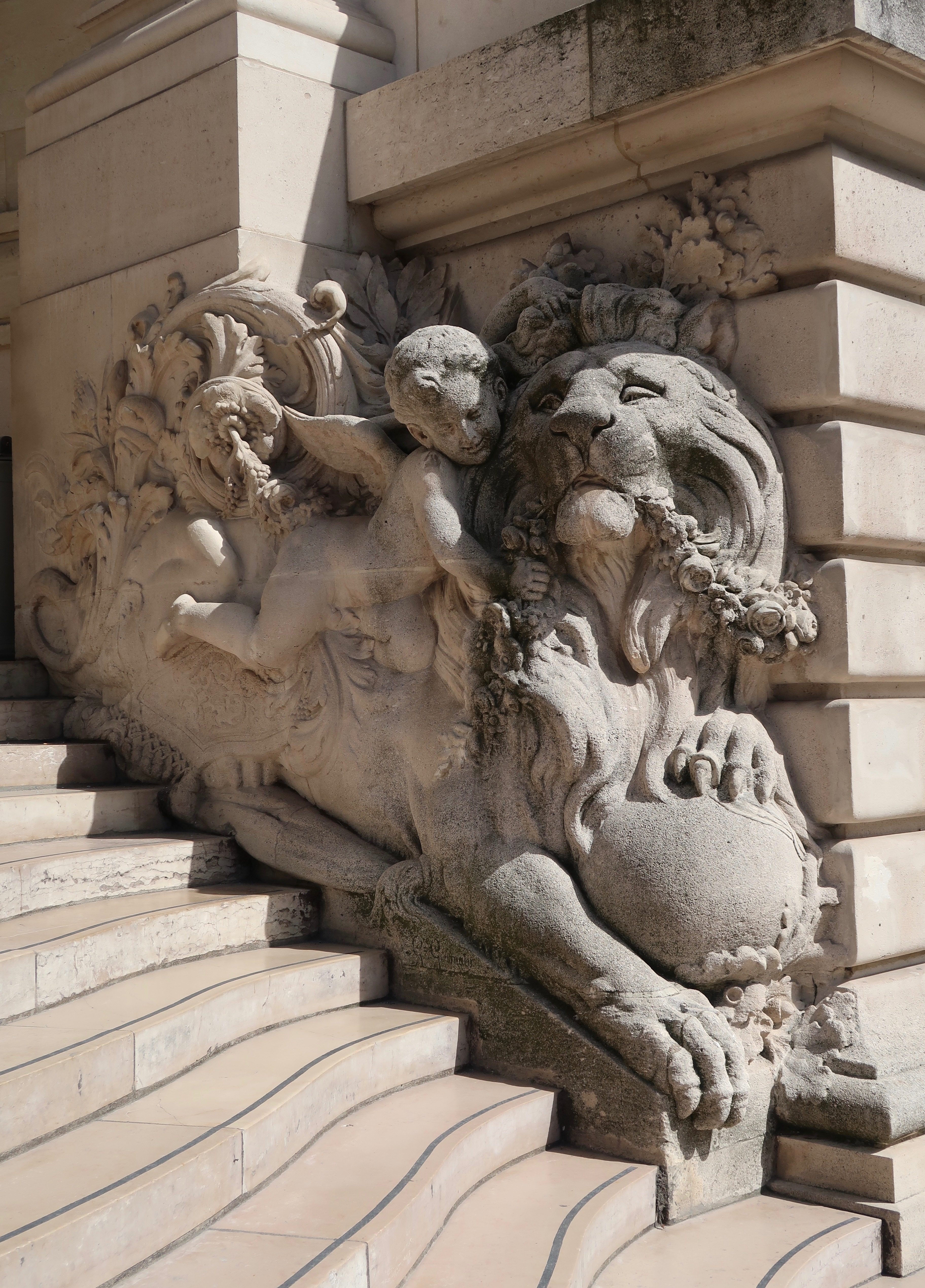

Palais de la Découvert, csarnok
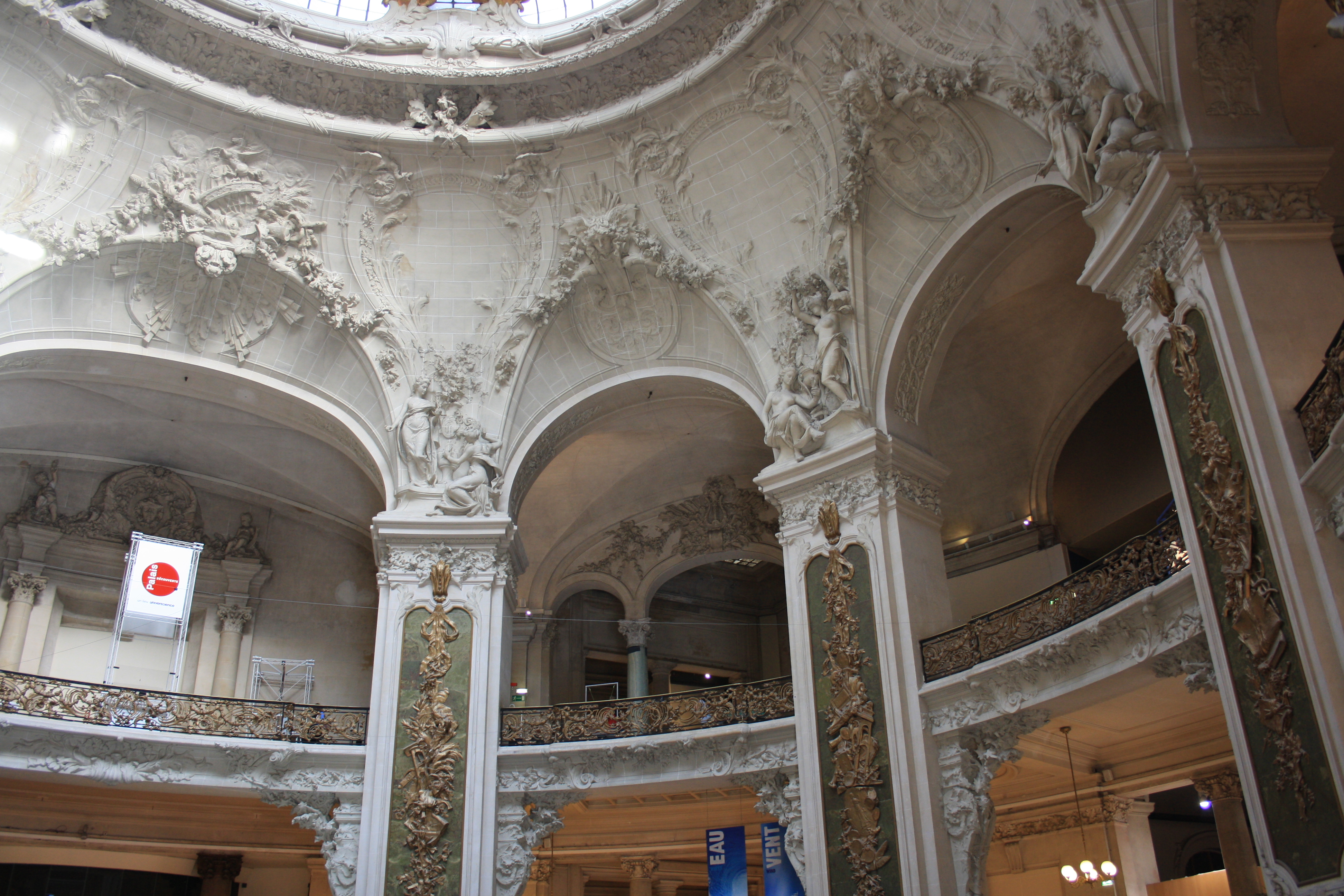
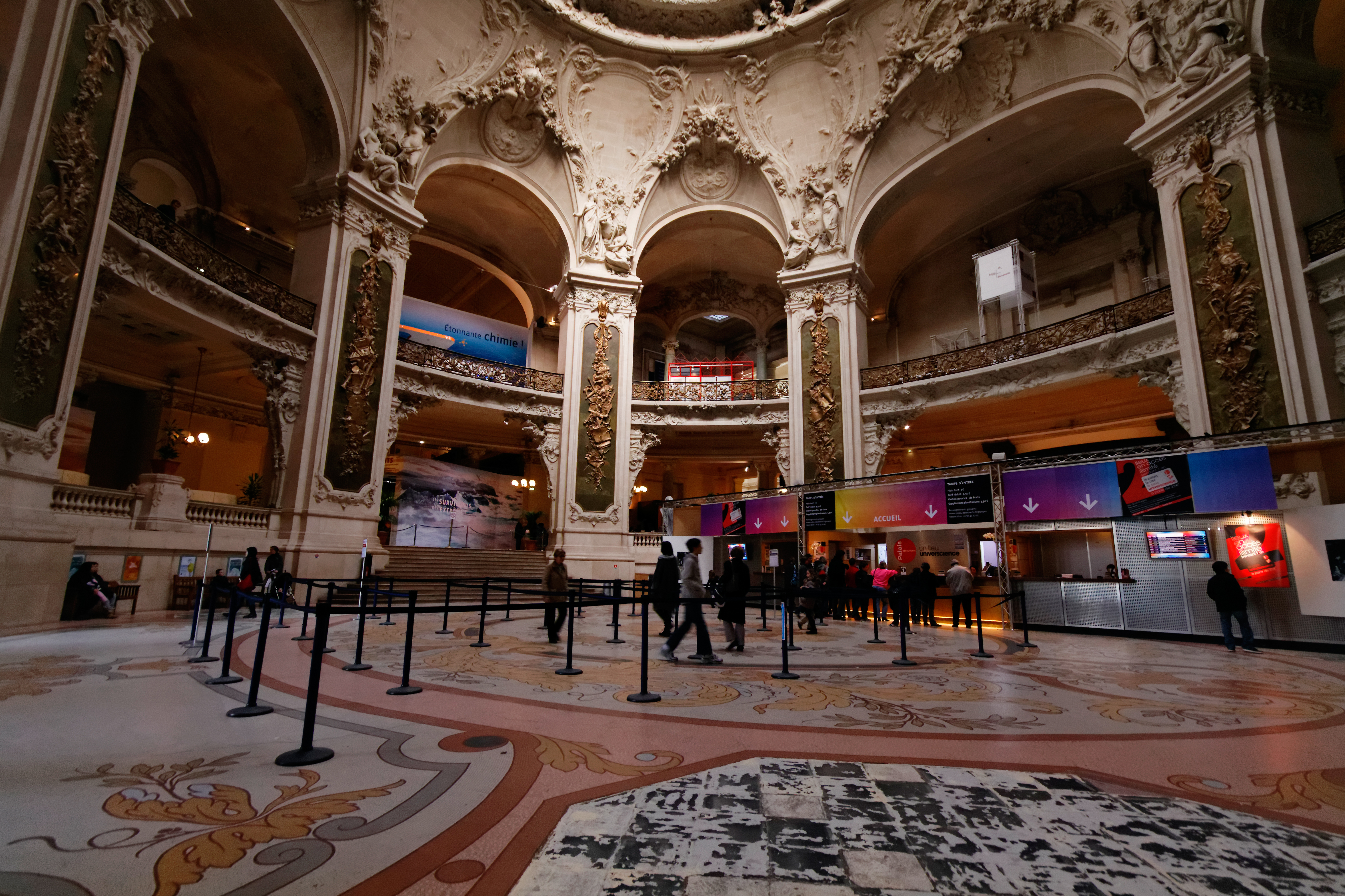
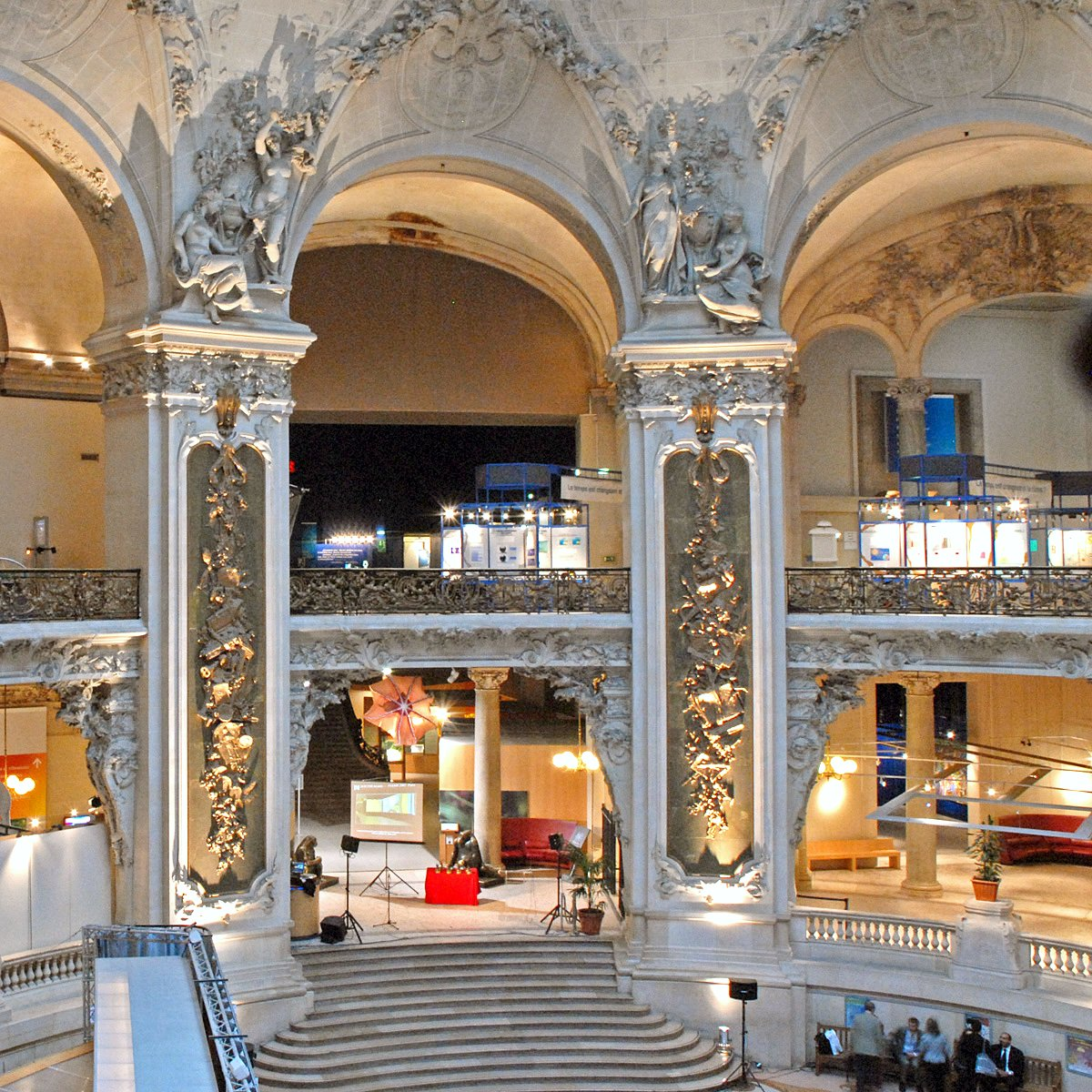
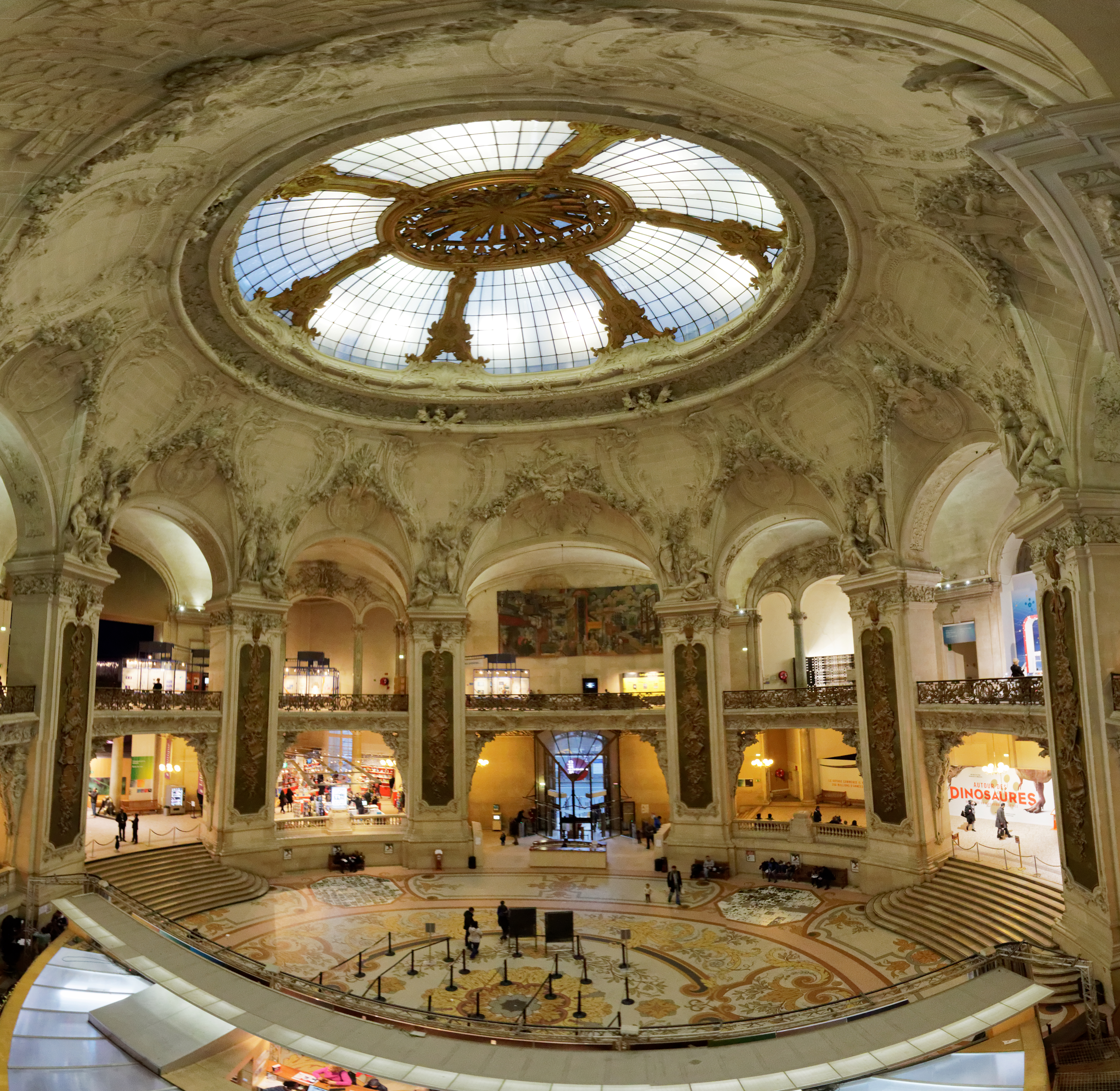
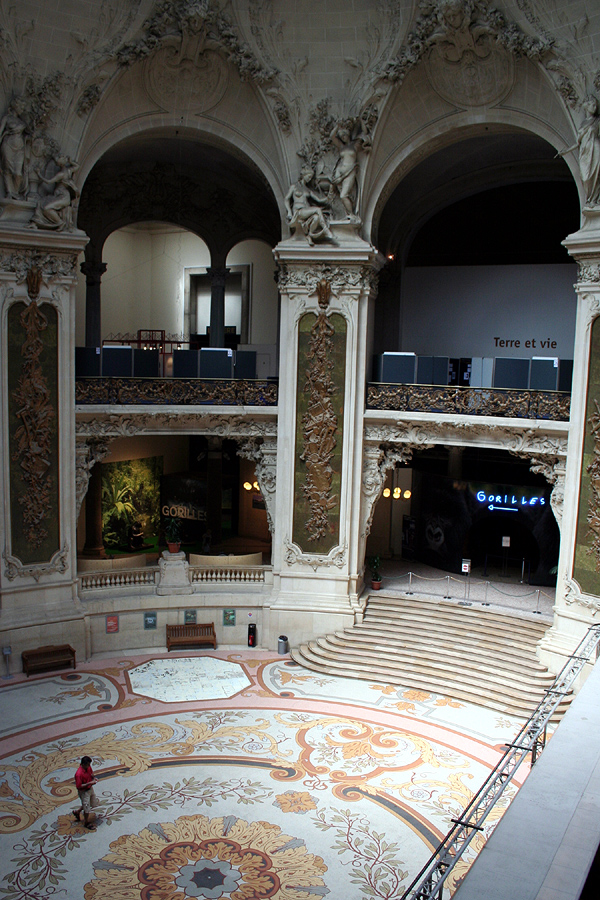

## Az épület állagromlásának okai
a Nagyhajó déli részén folyó építkezések kezdete óta folyamatosan történtek rendellenességek. Az építkezés során ezek az előre nem látható problémák annál is inkább súlyosak voltak, mivel a Grand Palais átadásának időpontját nem lehetett elhalasztani.
Az épülettel már a befejezése előtt problémák adódtak, melyek oka a terület alluviális jellege és a Szajna medre felé való természetes csúszási hajlama volt. Az épület alapjai, amelyek részben kő- vagy mészbeton blokkokat tartó tölgyfa cölöpökből állnak,  vízszint ingadozásoknak és a talajvízszint fokozatos csökkenésének vannak kitéve. A Szajna partján lévő útpálya és rakpart egymást követő átépítései azt eredményezték, hogy a levegő oxigénjével érintkezve az oszlopok feje lemosódott, majd elrothadt. 

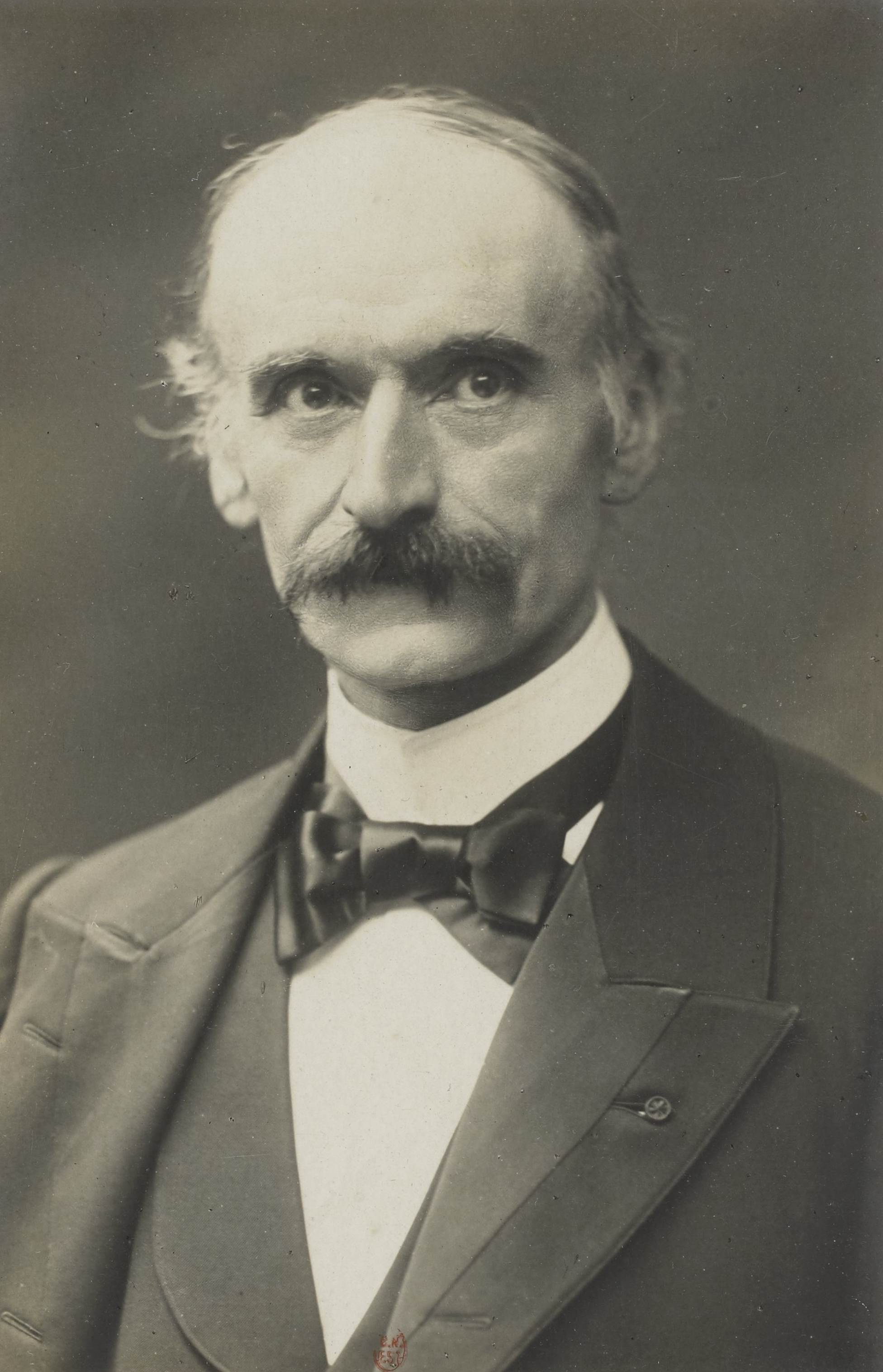
Alfred Picard
A világkiállítás főkurátora 1900-ban

Az építkezés során ezt a süllyedést és a talaj elmozdulásra való hajlamát úgy próbálták kompenzálni, hogy a tartóoszlopokat mélyebbre, a szilárdabb talajig próbálták süllyeszteni, mivel az építkezést nem lehetett elhalasztani. A cölöpök süllyedése arra kényszerítette a tervezőket, hogy először növeljék a cölöpök számát, majd kissé korrigálják a falazatot és a fundamentum profilját, amelyben a talajmozgások jelentkeztek. Végül közel háromezer-négyszáz oszlopot telepítettek, de ezek jelentős része messze nem jutott el a szilárd talaj rétegig. Ez a stabil geológiai réteg tizenöt méter mélységben található délre. Ezek az intézkedések csak részben voltak sikeresek. Alfred Picard, a kiállítás főkurátora 1903-ban közzétett egy jelentést, amelyben az épület szerkezeti problémáira figyelmeztetett.
Az épület használatba vételét követően további károk keletkeztek. Egyes kiállítások, például az Exposition Internationale de la Locomotion Aérienne (Nemzetközi Légiközlekedési Kiállítás) rendezése során a szerkezeti elemekre függesztett kiállítási tárgyak túlzott mértékű erőhatásokat gyakoroltak a tartószerkezetre, számos fém elem idő előtti öregedését okozva. 
A Grand Palais lovasbemutatókra való használata során a lovak vizeletét magába szívó talaj savassága több pillér talapzatának megrongálódását eredményezte. Az idő múlásával az épület tervezési hibáiból adódó további problémák is megmutatkoztak. Az öntöttvas és a szegecselt acélszerkezetek közötti eltérő tágulási és összehúzódási sebesség például lehetővé tette a víz bejutását, ami korrózióhoz és további gyengüléshez vezetett. Amikor végül 1993-ban az egyik üveg mennyezeti panel leesett, a főteret a helyreállítási munkálatok miatt le kellett zárni, és csak 2007-ben nyitották meg újra a nagyközönség előtt. 
A közelmúltbeli alátámasztási munkálatokat megelőző vizsgálatok során a számítások a déli szárny alapozási blokkjainak süllyedését közel 14 cm-re, a szerkezet fémrészének magasságváltozásait pedig 7 cm-re becsülték. Ezek a látszólag elhanyagolható értékek elegendőek voltak ahhoz, hogy jelentős szerkezeti károkat okozzanak.
A Grand Palais az első világháború alatt katonai kórházként működött, és a frontra nem kivezényelt helyi művészeket foglalkoztatta a kórházi szobák díszítésére és a végtagprotézisek formáinak elkészítésére.
A második világháborúban, Franciaország megszállása idején, a németek először teherautó-raktárként használták a Grand Palais-t, majd két náci propaganda-kiállításnak adott otthont.
A francia ellenállók Párizs felszabadítása során a Grand Palais-t főhadiszállásként használták. 1944. augusztus 23-án a palota egyik, Avenue de Sèlves irányába nyíló, ablakából tüzet nyitottak egy előrenyomuló német hadoszlopra, amire válaszként a németek tankokkal vették célba a Grand Palais-t. A támadás meggyújtotta a cirkuszi előadáshoz felállított szénát, és a következő 48 órában a tűzből származó sűrű fekete füst súlyos károkat okozott az épületben. Augusztus 26-án már amerikai dzsipek parkoltak a főhajóban, majd a francia 2. páncélos hadosztály tankjai következtek, és ezzel befejeződött az épület felszabadítása.
Az 1960-as években Le Corbusier le akarta bontani a Grand Palais-t, hogy helyére a 20. századi művészet múzeumát építsék, amelynek megtervezésével André Malraux bízta meg. Az építész 1965. augusztus 27-én bekövetkezett halála véget vetett a projektnek.

## Funkció

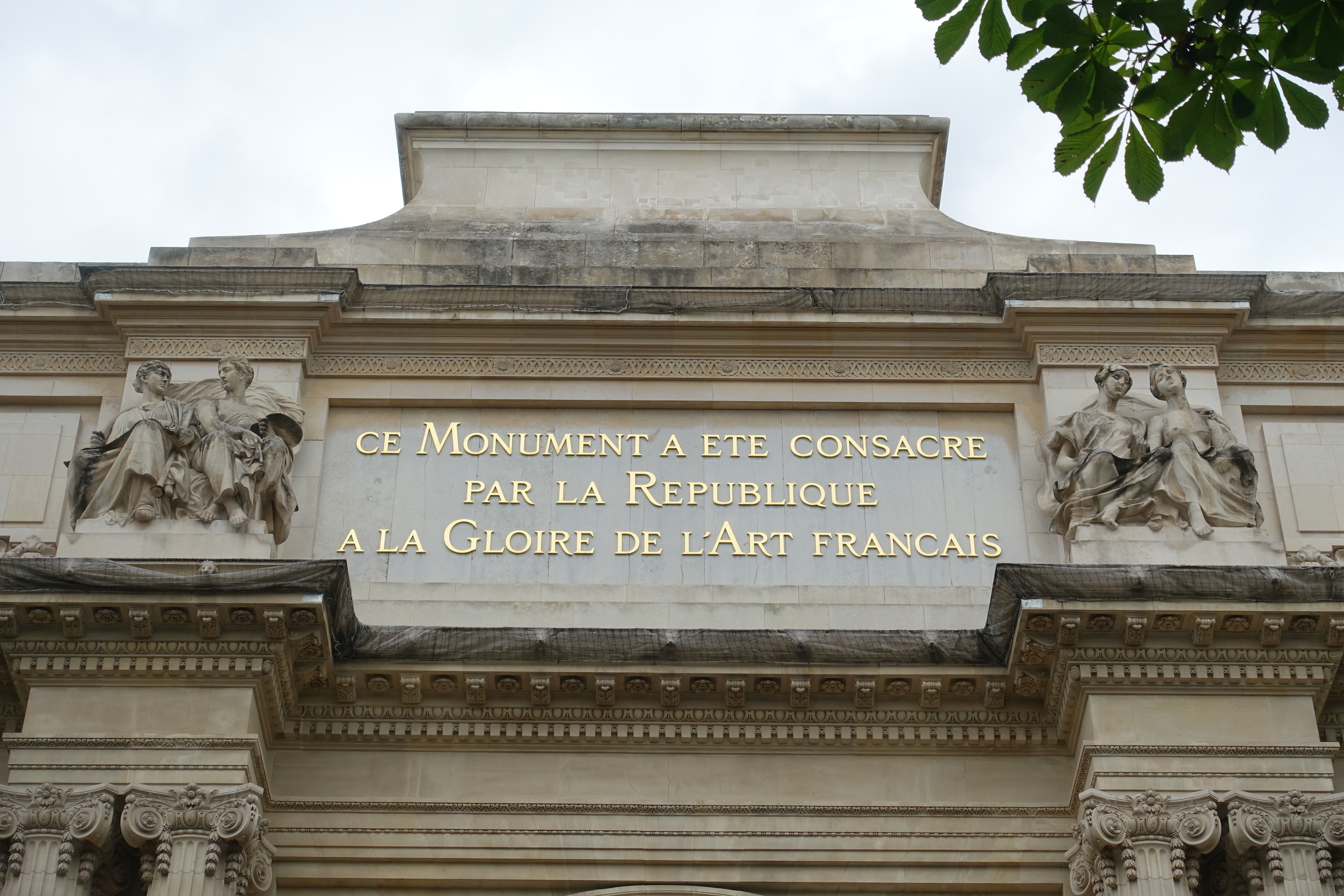
Felirat a Palais d'Antin homlokzatán
"Ezt az emlékművet a Köztársaság a francia művészet dicsőségének szentelte"

A Grand Palais épületét nagyszabású hivatalos művészeti események helyszínének tervezték. Erre a funkcióra utal a Palais d'Antin homlokzatán olvasható felirat: "Ezt az emlékművet a Köztársaság a francia művészet dicsőségének szentelte". A Grand Palais az egyik legfontosabb színhely volt abban a folyamatban, amelynek során sikerült Franciaországot évtizedekre, mint a művészetek fővárosát, a világ művészeti életének legfőbb vezetőjét megszilárdítani.
A palota működésének első harminc évében a képzőművészeteknek szentelt szalonok fénykorukat élték. A Front Populaire 1936-os megjelenésével ezek a kiállítások, amelyeket egyesek a polgári elit számára fenntartott művészeti forma kifejeződésének tekintettek, fokozatosan elvesztették jelentőségüket, és a következő évben a Palais de la Découverte végleges felállításával jelentősen csökkent a területük.
A háború után a jövedelmezőbb műszaki és kereskedelmi kiállításokat részesítették előnyben. A művészeti vásárok egy ideig még folytak, mielőtt a kiállítási területüket minimálisra csökkentették, és a Grand Palais kevésbé előkelő és kevésbé látható területeire szorultak vissza. 1947-től kezdve az épület elvesztette funkcióját, mint képzőművészeti központ. Helyét a vadonatúj Palais du Centre des Nouvelles Industries et Technologies , illetve a Porte de Versailles-i kiállítási központ vette át.

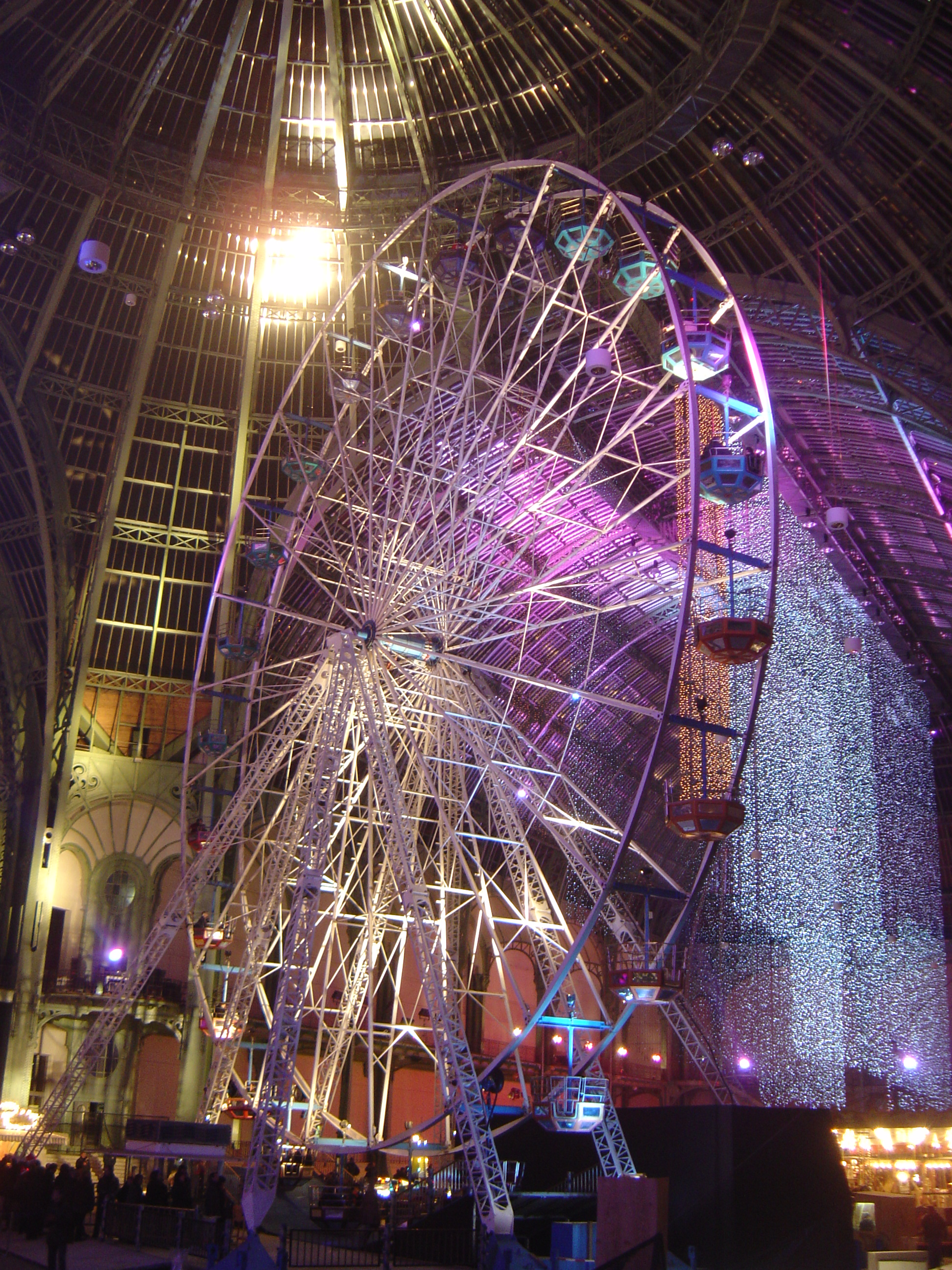
Jours de Fêtes
Óriáskerék a kupola alatt

1964-ben André Malraux akkori kulturális miniszter kérésére Reynold Arnould a Grand Palais északi szárnyának egy részét átalakította a Nemzeti Galériának, amelyet nagyszabású időszaki kiállítások megrendezésére terveztek. 1966-ban Pablo Picasso festőművész retrospektív kiállítását és az afrikai művészetet mutatták be.
Ezt követően számos klasszikus, impresszionista (Pierre-Auguste Renoir) és modern festő (Zao Wou-Ki, Mario Prassinos, Jean René Bazaine, Alfred Manessier) kiállítását rendezték meg.
A nagy kiállítások szervezése exponenciális költségekkel jár. Egy elégtelen költségvetéssel rendelkező múzeum nem tud gyakran nagyszabású kiállítást rendezni. A Grand Palais a közelmúltban két nagyszabású kiállítás megrendezésével szerzett magának hírnevet: 2008-ban Picasso és mesterei címmel, 2010-ben pedig Claude Monet retrospektív kiállítást mutattak be.
A palota a kezdetektől fogva a tervezett művészeti kiállítások mellett különböző bemutatók helyszíne is volt. Ezek közé tartozott egy lovasverseny is, amelyet 1901-től 1957-ig évente rendeztek. A teret főként az innovációk és a modern élet vívmányai bemutatójának szentelték. Rendeztek autószalonokat, repüléstechnikai bemutatót, de hétköznapibb témák, mint a háztartási gépek is helyet kaptak a kiállítótérben. A művészeti kiállítások aranykora alig több, mint harminc évig tartott, az utolsóra 1947-ben került sor. Henri Matisse halála után az első nagy retrospektív kiállításra a Grand Palais-ban került sor.
A Grand Palais alagsorában található egy rendőrőrs, amelynek rendőrei segítenek megvédeni a Galeries Nationales du Grand Palais-ban rendezett kiállításokat, különösen a képkiállítások szalonjait: a Salon de la Société Nationale des Beaux Arts, a Salon d’Automne és a Salon Comparaisons rendezésében. Az épület nyugati szárnyában egy tudományos múzeum, a Palais de la Découverte található.
A Grand Palais volt a 2010-es vívó-világbajnokság házigazdája.
A 2011-es Monumenta kiállításra (május 11. és június 23. között) Anish Kapoor szobrászművészt bízták meg a Leviatán című ideiglenes, fedett, hely specifikus installáció megalkotásával, amely egy hatalmas (kb. 775 000 négyzetméteres) építmény volt, amely a Grand Palais fő kiállítótermének felét töltötte ki.
2017-ben a Tour de France utolsó szakasza során, Párizs 2024. évi nyári olimpiai játékok pályázatának promóciójaként, a versenyzők a Champs Élysées-re vezető úton a Grand Palais-n keresztül tekertek. Mivel Párizs egyhangúlag elnyerte a 2024-es játékok megrendezésének jogát, a Grand Palais a vívó és taekwondo versenyek rendezésének helyszíne lesz.

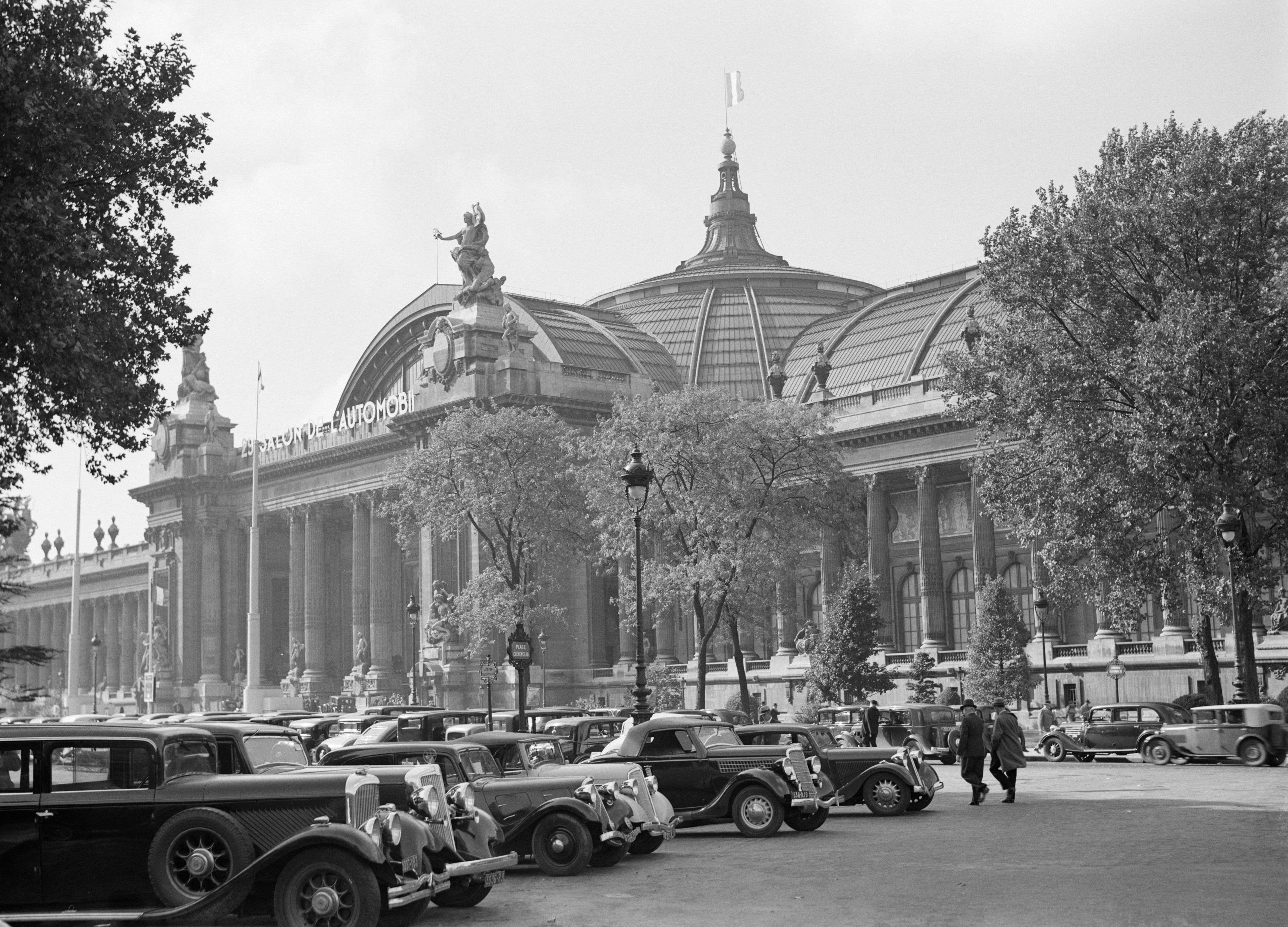
Autószalon 1935
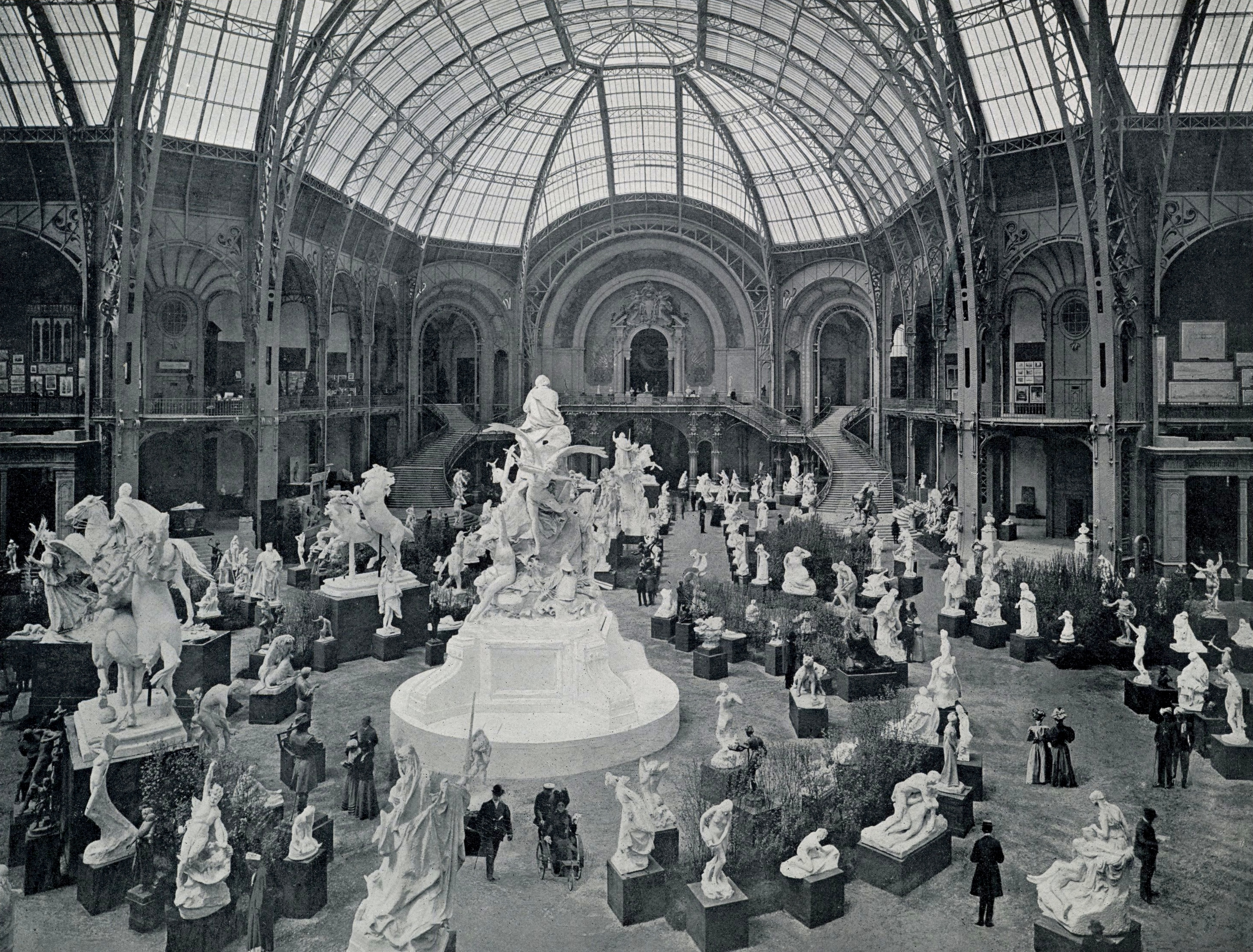
Szoborkiállítás 1900
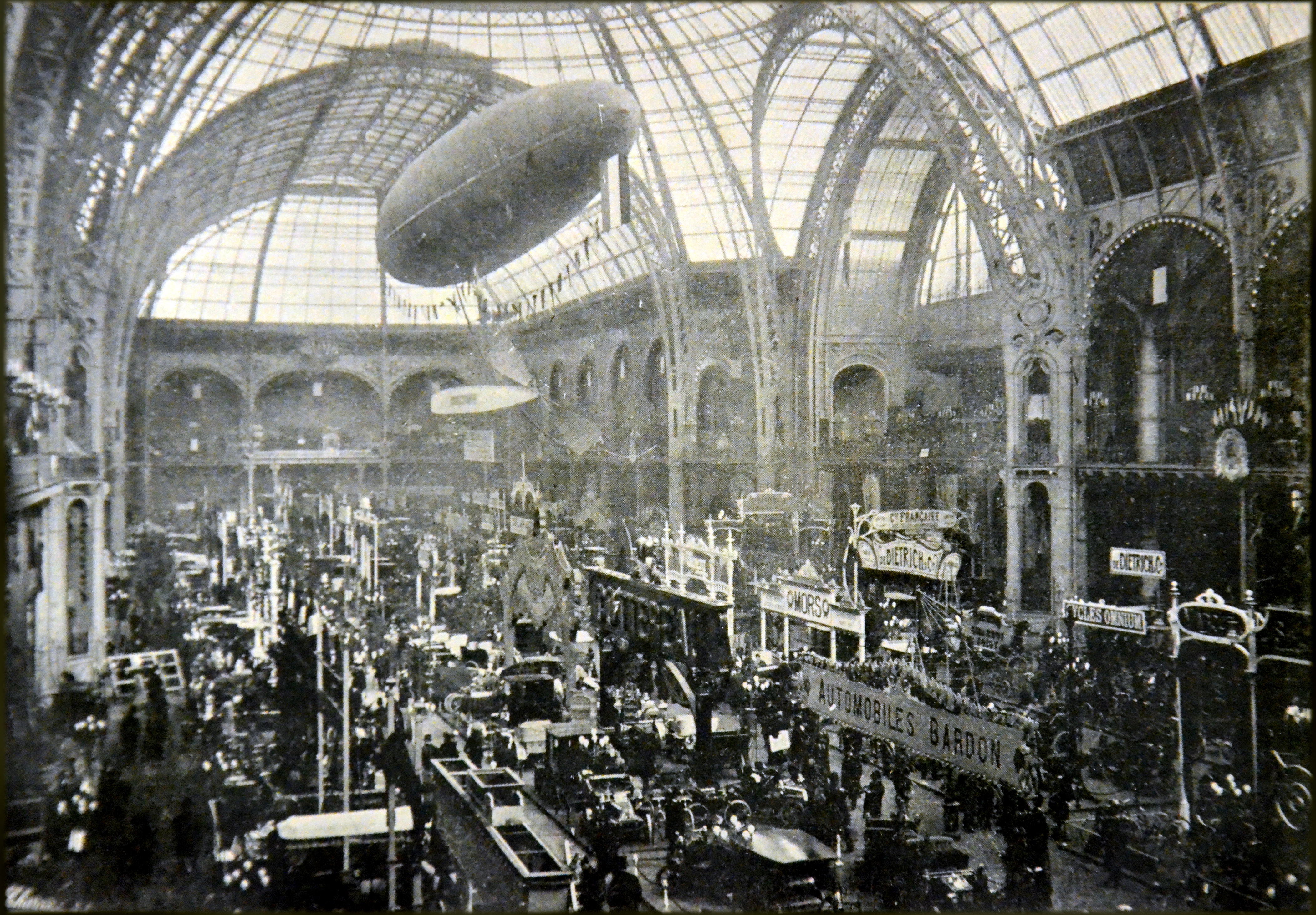
Autosalon 1902
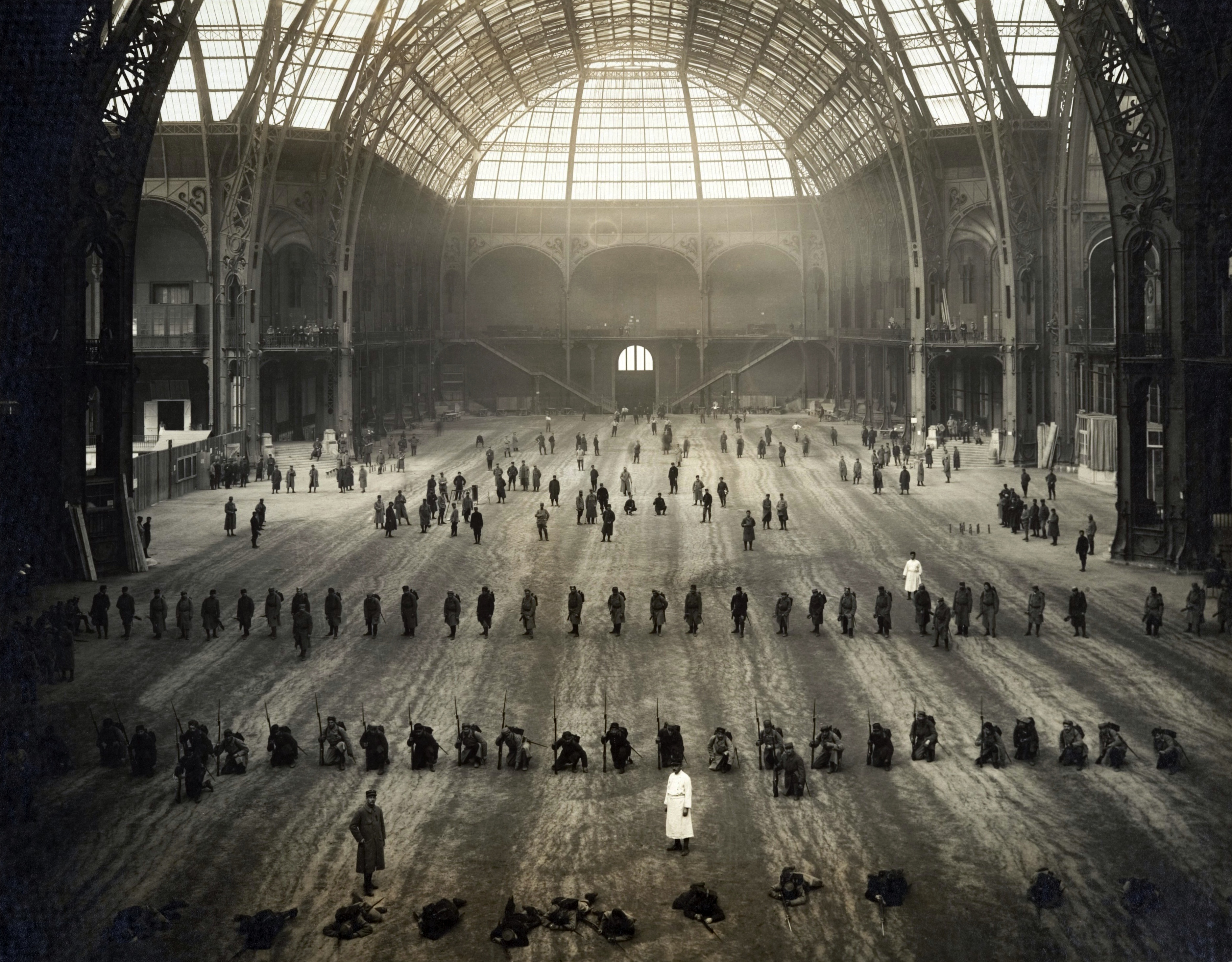
Sebesültek az I. világháborúban

## Felújítás

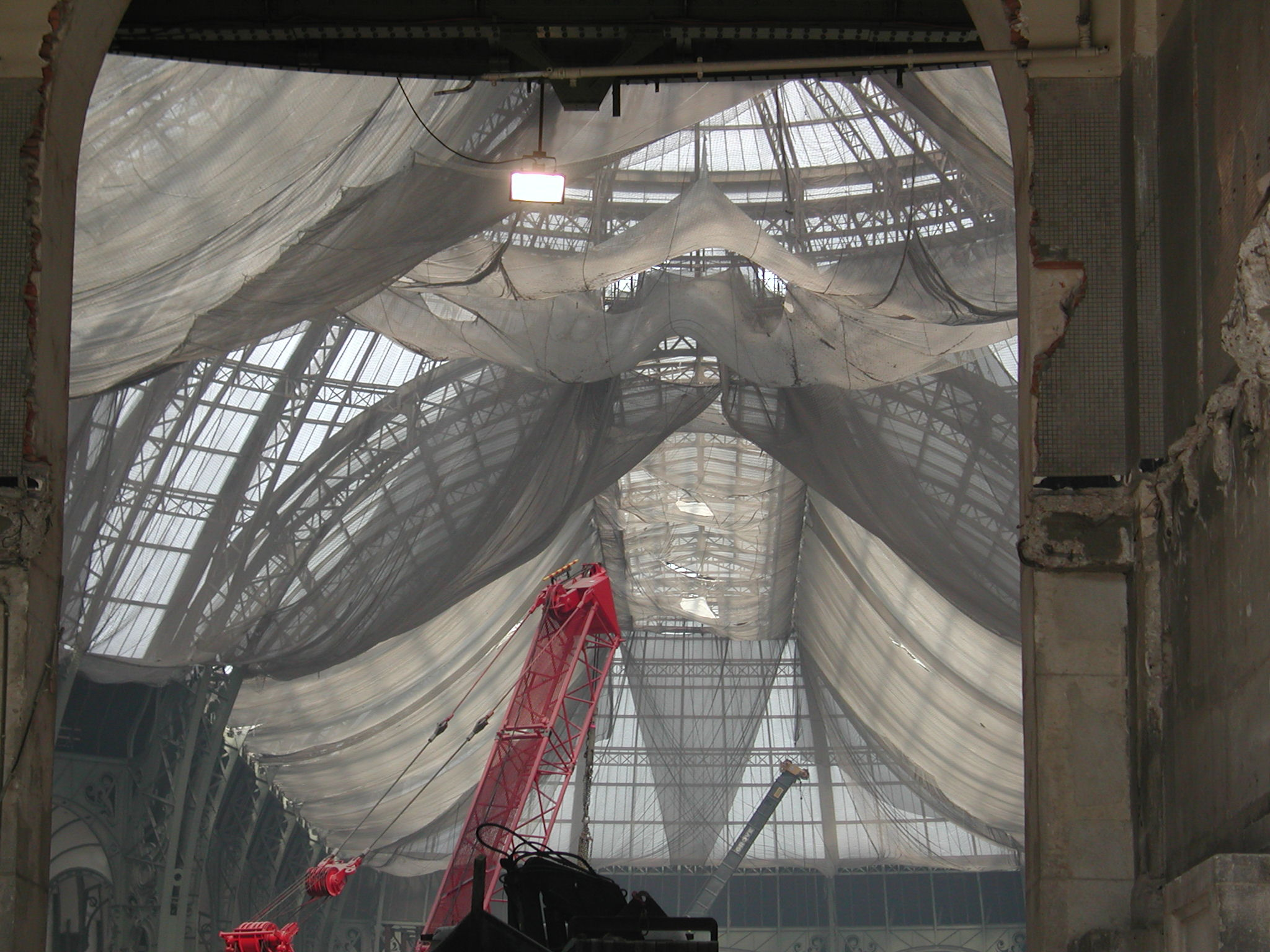
Munkálatok a főhajóban

2021 márciusában több mint egy évszázadnyi mozgalmas történelme után a Grand Palais bezárta kapuit, és nagyszabású felújítási munkák kezdődtek. Ez a főhajó és a környező galériák esetében a 2024. évi nyári olimpiai és paraolimpiai játékok, az épület többi részén pedig 2025 tavaszáig tart. A történelem és az idő viszontagságai szükségessé tették a helyreállítást, a műemlék általános romos állapotban volt. A helyreállítása során cél, a látogatók befogadására való képesség növelése, a használat optimalizálása, az épület különböző részei közötti összeköttetések újra nyitása, és egy központi közlekedő térrel folyékony alaprajz kialakítása.
Tekintettel a helyreállítás összetettségére és kihívásaira, a válasz nem korlátozódhat néhány térbeli átrendezésre, hanem minden szintre ki kell terjednie. A különböző tudományágak, például a restaurálás, a művészet, a színpadtervezés, az energiahatékonyság és a klímatechnika bevonásával a projekt ehelyett egy koherens egészet képzel el, amely arra törekszik, hogy helyreállítsa a helyszín eredendően egységes és összefüggő alaprajzú jellegét, amely megfelel annak, hogy eredetileg kiállítási csarnok volt. A több, mint 400 millió Eurós költségvetés jelentős vitát váltott ki Párizsban.